# Guerra de Secessão
A Guerra Civil Americana, também conhecida como Guerra de Secessão ou Guerra Civil dos Estados Unidos (ver os nomes atribuídos ao evento), foi uma guerra civil travada nos Estados Unidos, de 1861 a 1865, entre a União e os Confederados. Sua causa principal foi a longa controvérsia sobre a escravização dos negros. O conflito eclodiu em abril de 1861, quando as forças separatistas atacaram o Fort Sumter, na Carolina do Sul, pouco depois de Abraham Lincoln ter tomado posse como Presidente dos Estados Unidos. Os legalistas da União no Norte, que também incluíam alguns estados geograficamente ocidentais e do sul, proclamaram apoio à Constituição, enfrentaram os secessionistas dos Estados Confederados do Sul, que defendiam os direitos dos estados em manter a escravidão.
Em fevereiro de 1861, dos trinta e quatro estados do país, sete escravistas do Sul foram declarados por seus governos como segregados, criando-se os Estados Confederados da América, que organizaram uma rebelião contra o governo constitucional. Os Confederados cresceram para abranger, pelo menos, a maioria dos territórios de onze estados, e reivindicaram ainda Kentucky e Missouri por declarações de secessionistas que fugiam da autoridade da União, mas sem território ou população, tiveram total representação no Congresso Confederado durante a Guerra Civil. Os dois restantes, Delaware e Maryland, foram convidados a ingressar aos Confederados, mas nada de substancial se desenvolveu devido à intervenção das tropas da União.
Os Estados Confederados nunca foram reconhecidos diplomaticamente pelo governo dos Estados Unidos ou por qualquer país estrangeiro. Os estados que permaneceram leais aos Estados Unidos eram conhecidos como União. A União e os Confederados rapidamente recrutaram exércitos de voluntários, recorrendo também à conscrição para preencher as crescentes baixas. Combates intensos durante os quatro anos de guerra deixaram entre 620 000 e 750 000 pessoas mortas, que ainda é o maior número de baixas militares dos Estados Unidos entre todas as outras guerras combinadas que o país travou.
Seu fim ocorreu em 9 de abril de 1865, quando o general confederado Robert E. Lee se rendeu ao general da União, Ulysses S. Grant, na Batalha de Appomattox Court House. Generais confederados dos estados do Sul seguiram o exemplo, com a última rendição em terra a ocorrer em 23 de junho. Grande parte da infraestrutura do Sul foi destruída, principalmente os sistemas de transporte. A Confederação entrou em colapso, a escravidão foi abolida e mais de quatro milhões de escravos negros foram libertados. Durante a Era da Reconstrução que se seguiu à guerra, a unidade nacional foi lentamente restaurada, o governo nacional expandiu seu poder e os direitos civis e políticos foram concedidos aos escravos negros libertados por meio de emendas à Constituição. A guerra civil americana é um dos eventos mais estudados e escritos sobre a história daquele país.

## Visão geral

Bandeira da União

Nas eleições presidenciais de 1860, os Republicanos, liderados por Abraham Lincoln, apoiaram a proibição da escravidão em todos os Territórios dos Estados Unidos. Os estados do Sul viam isso como uma violação de seus direitos constitucionais e como o primeiro passo em um grande plano Republicano de abolir a escravidão. Os três candidatos pró-União receberam em conjunto uma esmagadora maioria de 82% dos votos emitidos nacionalmente: Os votos do Republicano Lincoln centrados no Norte, os votos do Democrata Stephen A. Douglas foram distribuídos nacionalmente e os votos de John Bell da União Constitucional foram centrados no Tennessee, Kentucky e Virgínia. O Partido Republicano, dominante no Norte, garantiu uma maioria simples de votos populares e a maioria dos votos eleitorais a nível nacional; assim, Lincoln foi eleito presidente constitucionalmente. Ele foi o primeiro candidato do Partido Republicano a ganhar a presidência. No entanto, antes de sua posse, 7 estados escravistas com economias baseadas em algodão declararam secessão e formaram os Confederados. Os 6 primeiros a declarar secessão tiveram as maiores proporções de escravos em suas populações, com uma média de 49%. Daqueles estados cujas legislaturas resolveram se separar, os 7 primeiros votaram com maiorias divididas pelos candidatos unionistas Douglas e Bell (Geórgia com 51% e Luisiana com 55%), ou com minorias consideráveis para esses sindicalistas (Alabama com 46%, Mississippi com 40%), Flórida com 38%, Texas com 25% e Carolina do Sul, que votaram no Colégio Eleitoral sem voto popular para presidente). Destes, apenas o Texas realizou um referendo sobre a secessão.

Bandeira do Exército Confederado

Oito estados escravistas restantes continuaram a rejeitar pedidos de secessão. O presidente democrata cessante, James Buchanan, e os novos Republicanos rejeitaram a secessão como ilegal. O discurso de posse de Lincoln, em 4 de março de 1861, declarou que seu governo não iniciaria uma guerra civil. Falando diretamente aos "Estados do Sul", ele tentou acalmar seus medos de qualquer ameaça à escravidão, reafirmando: "Não tenho nenhum propósito, direta ou indiretamente, de interferir com a instituição da escravidão nos Estados Unidos onde ela existe. Acredito que não tenho o direito legal de fazê-lo e não tenho inclinação para fazê-lo". Depois que as forças Confederadas tomaram numerosos fortes federais dentro do território reivindicado pelos Confederados, os esforços de compromisso falharam e os dois lados se prepararam para a guerra. Os Confederados supunham que os países europeus eram tão dependentes do "King Cotton" que eles interviriam, mas nenhum o fez e nenhum reconheceu os novos Estados confederados da América.
As hostilidades começaram em 12 de abril de 1861, quando as forças Confederadas dispararam contra o Fort Sumter. Enquanto no Teatro Ocidental a União obteve ganhos permanentes significativos, no Teatro Oriental, a batalha foi inconclusiva entre 1861 e 1862. Mais tarde, em setembro de 1862, Lincoln publicou a Proclamação de Emancipação, que fez do fim da escravidão um objetivo de guerra. A oeste, no verão de 1862, a União destruiu a Marinha fluvial dos Confederados, então grande parte de seus exércitos ocidentais, e tomou Nova Orleães. O bem-sucedido Cerco de Vicksburg da União em 1863 dividiu os Confederados em duas no rio Mississippi. Em 1863, a incursão Confederada de Robert E. Lee no Norte terminou na Batalha de Gettysburg. Os sucessos ocidentais levaram ao comando de Ulysses S. Grant de todos os exércitos da União em 1864. Infringindo um bloqueio naval cada vez mais apertado dos portos Confederados, a União reuniu os recursos e mão de obra para atacar os Confederados de todas as direções, levando à queda de Atlanta em direção a William Tecumseh Sherman e sua marcha para o mar. As últimas batalhas significativas ocorreram em torno do Cerco de Petersburg. A tentativa de fuga de Lee terminou com sua rendição no Appomattox Court House, em 9 de abril de 1865. Enquanto a guerra militar estava chegando ao fim, a reintegração política da nação levaria mais 12 anos, conhecida como a Era da Reconstrução.

Bandeira Confederada, "Stars and Bars"

A Guerra Civil Americana foi uma das primeiras guerras industriais. Ferrovias, telégrafos, navios a vapor e navios de ferro e armas foram produzidas em massa eram empregadas extensivamente. A mobilização de fábricas civis, minas, estaleiros, bancos, transporte e suprimentos de alimentos prenunciou o impacto da industrialização na Primeira Guerra Mundial, Segunda Guerra Mundial e nos conflitos subsequentes. Continua sendo a guerra mais mortal da história americana. De 1861 a 1865, estima-se que 620 000 a 750 000 soldados tenham morrido, juntamente com um número indeterminado de civis. De acordo com uma estimativa, a guerra matou 10% de todos os homens do Norte entre 20 e 45 anos e 30% de todos os homens brancos do Sul entre 18 e 40 anos.

## Causas da secessão
As causas da secessão eram complexas e têm sido controversas desde o início da guerra, mas a maioria dos acadêmicos identifica a escravidão como uma causa central da guerra. James C. Bradford escreveu que a questão foi ainda mais complicada pelos revisionistas históricos, que tentaram oferecer uma variedade de razões para a guerra. A escravidão foi a fonte central da crescente tensão política na década de 1850. O Partido Republicano estava determinado a impedir qualquer propagação da escravidão, e muitos líderes do Sul ameaçavam a secessão se o candidato republicano Abraham Lincoln vencesse a eleição de 1860. Depois que Lincoln venceu, muitos líderes do Sul sentiram que a desunião era sua única opção, temendo que a perda de representação prejudicasse sua capacidade de promover atos e políticas pró-escravidão.

### Escravidão

Status dos estados em 1861
Estados que se separaram antes de 15 de abril de 1861
Estados que se separaram após 15 de abril de 1861
Estados da União que permitiam a escravidão
Estados da União que proibiam a escravidão
Territórios

A escravidão era uma das principais causas de desunião. Embora houvesse opiniões opostas até nos Estados da União, a maioria dos soldados do norte era indiferente ao assunto da escravidão, enquanto os confederados travavam a guerra principalmente para proteger uma sociedade do sul da qual a escravidão era parte integrante. Do ponto de vista antiescravidão, a questão era principalmente sobre se o sistema de escravidão era um mal anacrônico que era incompatível com o republicanismo. A estratégia das forças antiescravidão era a contenção, parar a expansão e, assim, colocar a escravidão no caminho da extinção gradual. Os interesses dos escravos no Sul denunciaram essa estratégia como uma violação de seus direitos constitucionais. Os brancos do Sul acreditavam que a emancipação dos escravos destruiria a economia do Sul, devido à grande quantidade de capital investido em escravos e ao medo de integrar a população negra ex-escrava. Em particular, os Sulistas temiam uma repetição dos "horrores de Santo Domingo", em que quase todos os brancos, incluindo homens, mulheres, crianças e até muitos que simpatizavam com a abolição, foram mortos após a bem-sucedida revolta de escravos no Haiti. O historiador Thomas Fleming aponta para a frase histórica "uma doença na mente do público" usada pelos críticos dessa ideia e propõe que ela contribuiu para a segregação na era Jim Crow após a emancipação. Esses temores foram exacerbados pela recente tentativa de John Brown de instigar uma rebelião armada de escravos no Sul.
A escravidão era ilegal em grande parte do Norte, tendo sido proibida no final do século XVIII e início do século XIX. Também estava desaparecendo nos estados fronteiriços e nas cidades do Sul, mas estava se expandindo nos distritos de algodão altamente lucrativos do Sul e Sudoeste rurais. Os escritores subsequentes da Guerra Civil Americana analisaram vários fatores que explicam a divisão geográfica.[carece de fontes?]

### Crise territorial
Entre 1803 e 1854, os Estados Unidos alcançaram uma vasta expansão de território por meio de compra, negociação e conquista. A princípio, os novos estados escavados nesses territórios que entraram na União foram divididos igualmente entre os estados escravistas e os livres. Forças pró e antiescravidão colidiram sobre os territórios a oeste do Mississippi.
Com a conquista do norte do México, a oeste da Califórnia, em 1848, os interesses dos proprietários de escravos esperavam expandir-se para essas terras e talvez também para Cuba e a América Central. Os interesses do "solo livre" do Norte procuraram vigorosamente reduzir qualquer expansão adicional do território escravistas. O Compromisso de 1850 sobre a Califórnia equilibrou um estado de solo livre com leis de escravos fugitivos mais fortes para um acordo político após quatro anos de conflito na década de 1840. Mas os estados admitidos após a Califórnia eram todos livres: Minnesota (1858), Óregon (1859) e Kansas (1861). Nos estados do Sul, a questão da expansão territorial da escravidão para o oeste se tornou novamente explosiva. Tanto o Sul como o Norte chegaram à mesma conclusão: "O poder de decidir a questão da escravidão para os territórios era o poder de determinar o futuro da própria escravidão".
Em 1860, quatro doutrinas emergiram para responder à questão do controle federal nos territórios, e todas alegaram que foram sancionadas pela Constituição, implícita ou explicitamente. A primeira dessas teorias "conservadoras", representadas pelo Partido da União Constitucional, argumentou que o Compromisso do Missouri compromete a repartição do território ao norte por solo livre e ao sul pela escravidão deveria se tornar um mandato constitucional. O Compromisso de Crittenden de 1860 foi uma expressão dessa visão.
A segunda doutrina da preeminência do Congresso, defendida por Abraham Lincoln e pelo Partido Republicano, insistia que a Constituição não vinculava os legisladores a uma política de equilíbrio, que a escravidão pudesse ser excluída em um território, como foi feito na Lei Noroeste de 1787 no critério do Congresso; assim, o Congresso poderia restringir a escravidão humana, mas nunca a estabelecer. O Wilmot Proviso anunciou esta posição em 1846.
O senador Stephen A. Douglas proclamou a doutrina da soberania territorial ou "popular", que afirmava que os colonos em um território tinham os mesmos direitos do que nos estados da União para estabelecer ou desestabilizar a escravidão como uma questão puramente local. O Ato de Kansas-Nebraska de 1854 legislou essa doutrina. No Território do Kansas, surgiram anos de violência pró e antiescravidão e conflitos políticos; a Câmara dos Representantes no Congresso votou para admitir o Kansas como um estado livre no início de 1860, mas sua admissão no Senado foi adiada até janeiro de 1861, após as eleições de 1860, quando os estados do Sul começaram a sair.
A quarta teoria foi defendida pelo senador do Mississippi Jefferson Davis, um dos soberanos do estado ("direitos dos estados"), também conhecido como "doutrina de Calhoun", em homenagem ao teórico político e estadista da Carolina do Sul John C. Calhoun. Rejeitando os argumentos a favor da autoridade federal ou do governo autônomo, a soberania do estado autorizaria os estados a promover a expansão da escravidão como parte da união federal sob a Constituição dos Estados Unidos. "Direitos dos estados" era uma ideologia formulada e aplicada como meio de promover os interesses dos escravos por meio da autoridade federal. Como aponta o historiador Thomas L. Krannawitter, "a demanda do Sul por proteção federal aos escravos representava uma demanda por uma expansão sem precedentes do poder federal". Essas quatro doutrinas compreendiam as ideologias dominantes apresentadas ao público americano sobre os assuntos da escravidão, dos territórios e da Constituição dos Estados Unidos antes da eleição presidencial de 1860.

### Direitos dos estados
O Sul argumentou que, assim como cada estado decidiu aderir à União, um estado tinha o direito de se separar, deixar a União, a qualquer momento. Os Nortistas (incluindo o Presidente Buchanan) rejeitaram essa noção em oposição à vontade dos Pais Fundadores, que disseram que estavam estabelecendo uma união perpétua. O historiador James McPherson escreve sobre os direitos dos estados e outras explicações não relacionadas à escravidão:
Embora uma ou mais dessas interpretações permaneçam populares entre os Filhos dos Veteranos Confederados e outros grupos de herança do Sul, poucos historiadores profissionais agora os subscrevem. De todas essas interpretações, o argumento dos direitos dos estados é talvez o mais fraco. Não consegue fazer a pergunta, os direitos dos estados para que finalidade? Os direitos dos Estados, ou soberania, sempre foram mais um meio que um fim, um instrumento para alcançar um determinado objetivo mais que um princípio.

### Seccionalismo
O seccionalismo resultou das diferentes economias, estrutura social, costumes e valores políticos do Norte e do Sul. As tensões regionais vieram à tona durante a Guerra de 1812, resultando na Convenção de Hartford, que manifestou a insatisfação do Norte com um embargo ao comércio exterior que afetou desproporcionalmente o Norte industrial, o Compromisso dos Três Quintos, a diluição do poder do Norte por novos estados e uma sucessão de presidentes do Sul. O seccionalismo aumentou constantemente entre 1800 e 1860, enquanto o Norte, que eliminava a escravidão, industrializava, urbanizava e construía fazendas prósperas, enquanto o Sul profundo se concentrava na agricultura plantada com base no trabalho escravo, juntamente com a agricultura de subsistência para brancos pobres. Nas décadas de 1840 e 1850, a questão de aceitar a escravidão (sob o pretexto de rejeitar bispos e missionários proprietários de escravos) dividiu as maiores denominações religiosas do país (as igrejas metodista, batista e presbiteriana) em denominações separadas do Norte e do Sul.
Os historiadores debateram se as diferenças econômicas entre o Norte principalmente industrial e o Sul principalmente agrícola ajudaram a causar a guerra. A maioria dos historiadores agora discorda do determinismo econômico do historiador Charles Beard na década de 1920 e enfatiza que as economias do Norte e do Sul eram amplamente complementares. Embora socialmente diferentes, as seções se beneficiaram economicamente.

### Protecionismo
Os proprietários de escravos preferiam o trabalho manual de baixo custo sem mecanização. Os interesses manufatureiros do Norte apoiavam tarifas e protecionismo, enquanto os plantadores do Sul exigiam livre comércio. Os Democratas no Congresso, controlados pelos Sulistas, escreveram as leis tarifárias nas décadas de 1830, 1840 e 1850 e continuaram reduzindo as taxas, de modo que as taxas de 1857 eram as mais baixas desde 1816. Os Republicanos pediram um aumento nas tarifas nas eleições de 1860. Os aumentos só foram promulgados em 1861, depois que os Sulistas renunciaram seus assentos no Congresso. A questão tarifária era uma queixa do Norte. No entanto, escritores neoconfederados o reivindicaram como uma queixa do Sul. Entre 1860 e 1861, nenhum dos grupos que propuseram compromissos para impedir a secessão levantou a questão tarifária. Os panfletistas do Norte e do Sul raramente mencionavam a tarifa.

### Nacionalismo e honra
O nacionalismo foi uma força poderosa no início do século XIX, com porta-vozes famosos como Andrew Jackson e Daniel Webster. Enquanto praticamente todos os Nortistas apoiavam a União, os Sulistas estavam divididos entre os leais a todos os Estados Unidos (chamados "unionistas") e os leais principalmente à região Sul e depois aos Confederados. C. Vann Woodward disse sobre este último grupo:
Uma grande sociedade escrava ... havia crescido e milagrosamente floresceu no coração de uma república completamente burguesa e parcialmente puritana. Renunciou às suas origens burguesas e elaborou e racionalizou dolorosamente suas defesas institucionais, legais, metafísicas e religiosas ... Quando a crise chegou, escolheu lutar. Provou ser a luta da morte de uma sociedade que caiu em ruínas.
Insultos percebidos à honra coletiva do Sul incluíam a enorme popularidade do Uncle Tom's Cabin (1852) e as ações do abolicionista John Brown ao tentar incitar uma rebelião de escravos em 1859.
Enquanto o Sul se movia em direção a um nacionalismo do Sul, os líderes do Norte também estavam se tornando mais voltados para o país e rejeitaram qualquer noção de divisão da União. A plataforma eleitoral nacional Republicana de 1860 alertou que os Republicanos consideravam a desunião como traição e não a tolerariam: "Denunciamos essas ameaças de desunião ... como negar os princípios vitais de um governo livre e como uma declaração de traição contemplada, que é o dever imperativo de um povo indignado severamente repreender e silenciar para sempre". O Sul ignorou os avisos: Os Sulistas não perceberam com que ardor o Norte lutaria para manter a União unida.

### Eleição de Lincoln

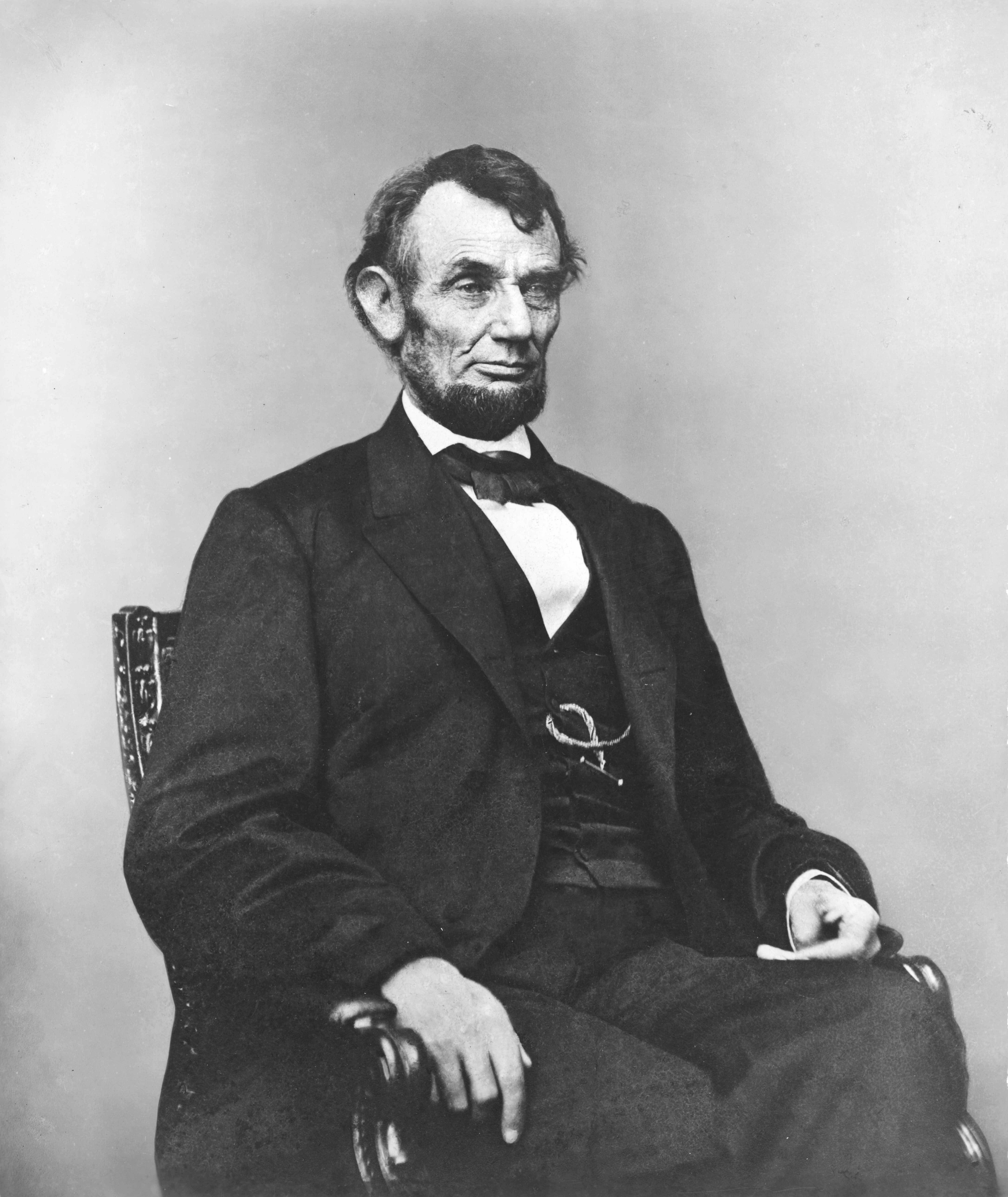
Abraham Lincoln em 1864

A eleição de Abraham Lincoln em novembro de 1860 foi o gatilho final da secessão. Esforços de compromisso, incluindo a "Emenda de Corwin" e o "Compromisso de Crittenden", falharam. Os líderes do Sul temiam que Lincoln parasse a expansão da escravidão e a colocasse no caminho da extinção. Os estados escravistas, que já haviam se tornado minoria na Câmara dos Representantes, agora enfrentavam o futuro como minoria perpétua no Senado e no Colégio Eleitoral, contra um Norte cada vez mais poderoso. Antes de Lincoln assumir o cargo em março de 1861, sete estados escravistas declararam sua secessão e se juntaram para formar os Confederados.
Segundo Lincoln, o povo havia mostrado que pode ser bem-sucedido em estabelecer e administrar uma república, mas um terceiro desafio enfrentou a nação, mantendo uma república baseada no voto popular contra uma tentativa de derrubá-la.

## Eclosão da guerra

### Crise de secessão
A eleição de Abraham Lincoln levou a legislatura da Carolina do Sul a convocar uma convenção estadual para considerar a secessão. Antes da guerra, a Carolina do Sul fazia mais do que qualquer outro estado do Sul para promover a noção de que um estado tinha o direito de anular as leis federais e até de se separar dos Estados Unidos. A convenção convocada por unanimidade votou a favor da separação em 20 de dezembro de 1860 e adotou a "Declaração das Causas Imediatas que Induzem e Justificam a Secessão da Carolina do Sul da União Federal". Argumentou pelos direitos dos estados para os proprietários de escravos no Sul, mas continha uma queixa sobre os direitos dos estados no Norte, sob a forma de oposição à Lei dos Escravos Fugitivos, alegando que os estados do Norte não estavam cumprindo suas obrigações federais sob a Constituição. Os "estados do algodão" do Mississippi, Flórida, Alabama, Geórgia, Luisiana e Texas seguiram o exemplo, terminando em janeiro e fevereiro de 1861.

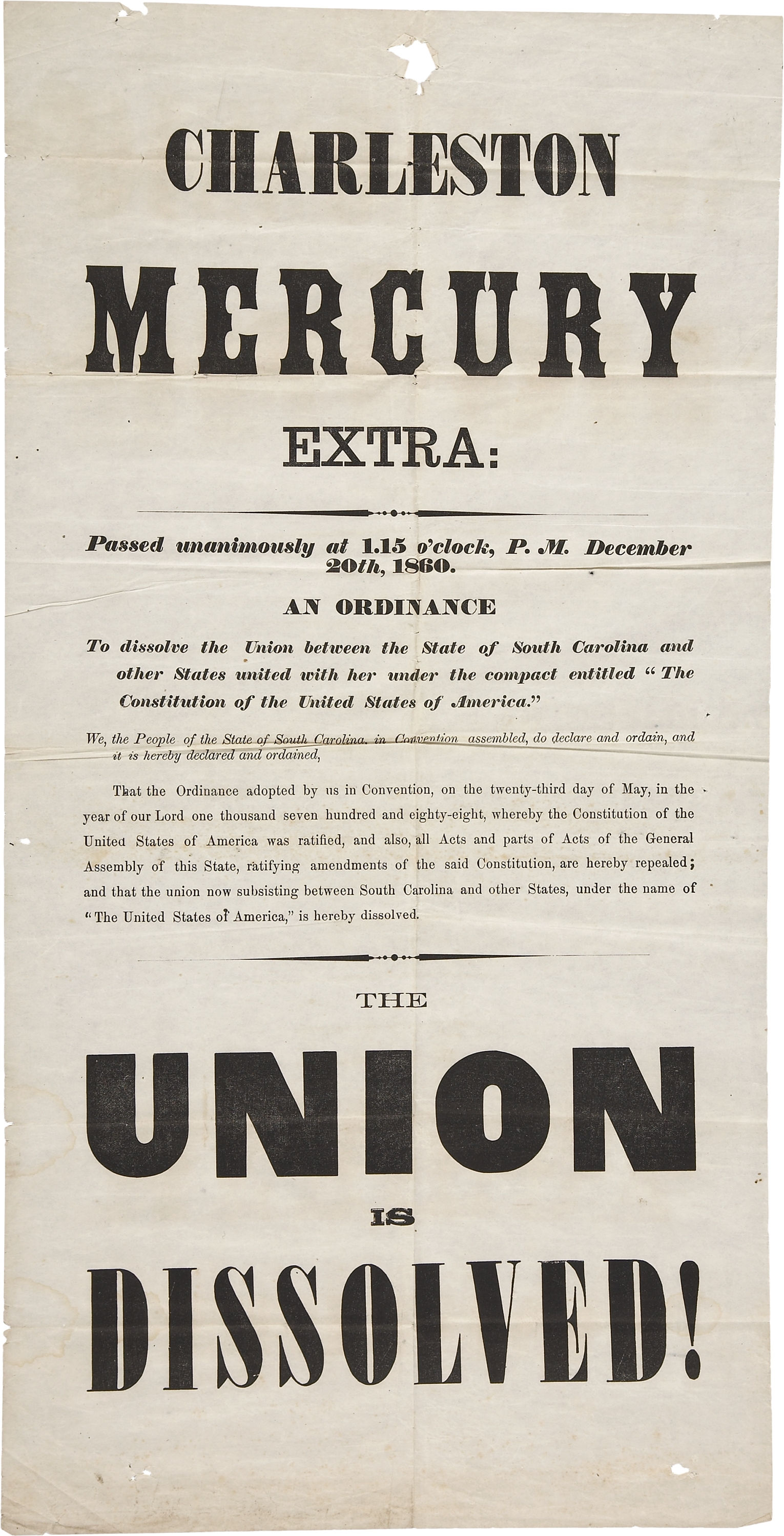
A primeira impressão publicada da secessão, uma publicação emitida pelo Charleston Mercury, em 20 de dezembro de 1860

Entre as ordenanças de secessão aprovadas pelos estados individuais, os três, Texas, Alabama e Virgínia, mencionaram especificamente a situação dos "estados escravistas" nas mãos dos abolicionistas do Norte. Os demais não fazem menção à questão da escravidão e são frequentemente breves anúncios da dissolução dos laços pelas legislaturas. No entanto, pelo menos quatro estados, Carolina do Sul, Mississippi, Geórgia, e Texas, também passaram por explicações longas e detalhadas de suas causas para a secessão, todas as quais atribuíram a culpa diretamente ao movimento para abolir a escravidão e a influência desse movimento sobre a política dos estados do Norte. Os estados do Sul acreditavam que a posse de escravos era um direito constitucional por causa da Cláusula do Escravo Fugitivo da Constituição. Esses estados concordaram em formar um novo governo federal, os Estados Confederados da América, em 4 de fevereiro de 1861. Eles assumiram o controle de fortes federais e outras propriedades dentro de seus limites com pouca resistência do presidente cessante James Buchanan, cujo mandato terminou em 4 de março de 1861. Buchanan disse que a decisão de Dred Scott era a prova de que o Sul não tinha motivos para a secessão e que a União "pretendia ser perpétua", mas que "o poder da força das armas para obrigar um Estado a permanecer na União" não está entre os "poderes enumerados concedidos ao Congresso". Um quarto do Exército dos Estados Unidos era a guarnição no Texas, foi entregue em fevereiro de 1861 às forças estaduais por seu general comandante, David E. Twiggs, que então se juntou aos Confederados.
Quando os Sulistas renunciaram aos seus lugares no Senado e na Câmara, os Republicanos conseguiram aprovar projetos de lei que foram bloqueados pelos senadores do Sul antes da guerra. Isso incluía a Tarifa de Morrill, faculdades de concessão de terras (Lei de Morrill), Lei de Homestead, estrada de ferro transcontinental (Leis das Ferrovias do Pacífico), a Lei do Banco Nacional e a autorização das Notas dos Estados Unidos pela Lei de Licitação Legal de 1862. A Lei da Receita de 1861 introduziu o imposto de renda para ajudar a financiar a guerra.
Em 18 de dezembro de 1860, o Compromisso de Crittenden foi proposto para restabelecer a linha de Compromisso do Missouri ao proibir constitucionalmente a escravidão em territórios ao norte da linha, garantindo-a ao sul. A adoção desse compromisso provavelmente teria impedido a secessão de todos os estados do sul, exceto a Carolina do Sul, mas Lincoln e os Republicanos o rejeitaram. Foi então proposto realizar um referendo nacional sobre o compromisso. Os republicanos novamente rejeitaram a ideia, embora a maioria dos norte-americanos e sulistas provavelmente tenham votado a favor. Uma Conferência de Paz de fevereiro de 1861, realizada antes da guerra, reunida em Washington, D.C., propondo uma solução semelhante à do Compromisso de Crittenden, foi rejeitada pelo Congresso. Os republicanos propuseram um compromisso alternativo para não interferir na escravidão onde ela existia, mas o Sul a considerou insuficiente. No entanto, os oito estados escravistas restantes rejeitaram pedidos de adesão aos Confederados após uma votação de dois para um na Primeira Convenção Secessionista da Virgínia, em 4 de abril de 1861.

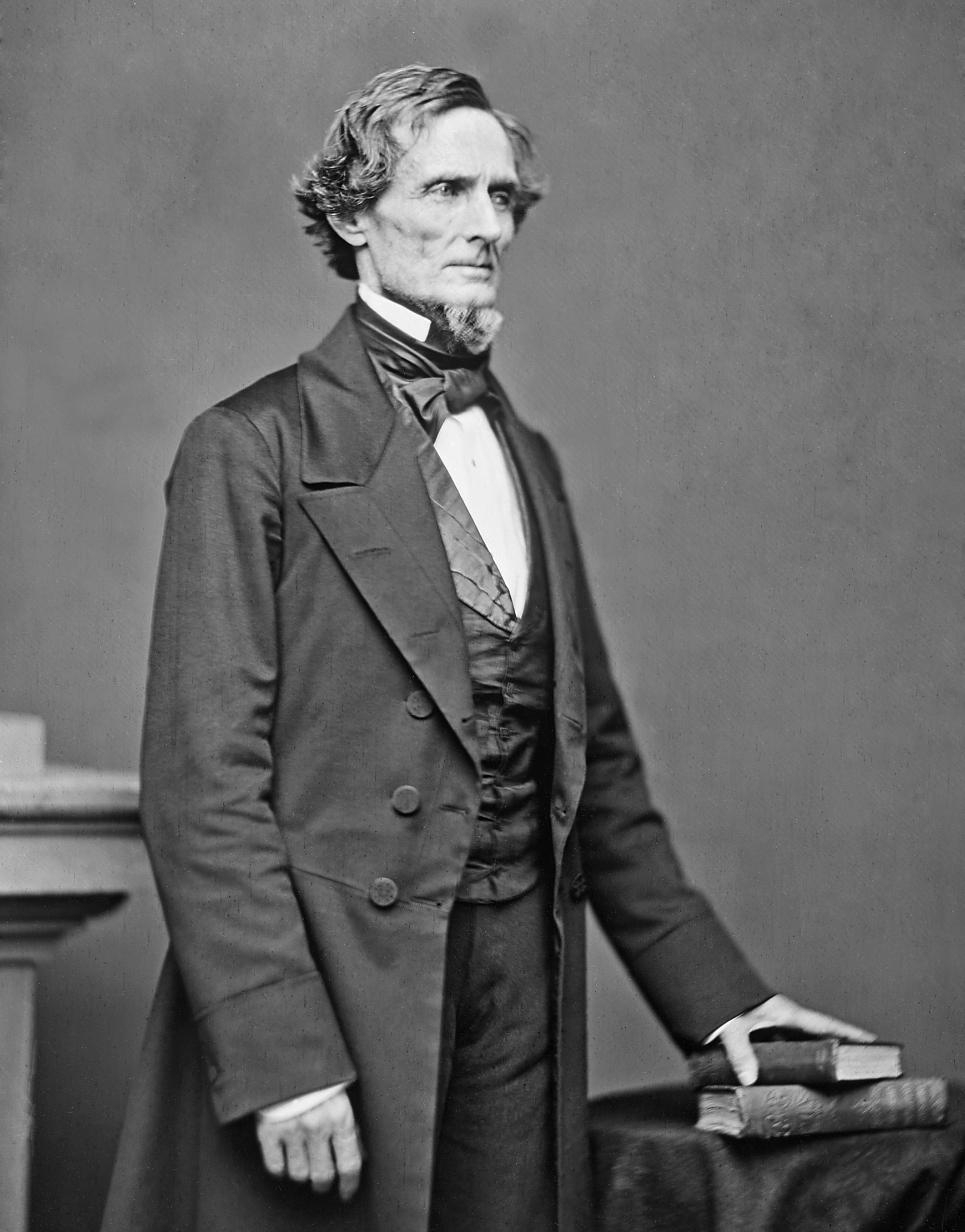
Jefferson Davis, Presidente dos Estados Confederados da América (1861–1865)

Em 4 de março de 1861, Abraham Lincoln foi empossado como presidente. Em seu discurso de posse, ele argumentou que a Constituição era uma união mais perfeita do que os Artigos anteriores da Confederação e União Perpétua, que era um contrato vinculativo, e chamou qualquer secessão de "nula legalmente". Ele não tinha intenção de invadir os estados do sul, nem pretendia acabar com a escravidão onde ela existia, mas disse que usaria a força para manter a posse da propriedade federal. O governo não faria nenhum movimento para recuperar as agências do Serviço Postal e, se resistisse, a entrega de correspondência terminaria nas linhas estaduais. Onde as condições populares não permitissem a aplicação pacífica da lei federal, os oficiais e juízes dos Estados Unidos seriam retirados. Nenhuma menção foi feita a barras de ouro perdidas dos Estados Unidos na Luisiana, Geórgia e Carolina do Norte. Ele afirmou que seria política dos Estados Unidos cobrar apenas direitos de importação em seus portos; não poderia haver feridos graves no sul para justificar a revolução armada durante seu governo. Seu discurso foi encerrado com um apelo à restauração dos laços de união, apelando aos "acordes místicos da memória" que uniam as duas regiões.
O Sul enviou delegações a Washington, D.C. e se ofereceu para pagar pelas propriedades federais e firmar um tratado de paz com os Estados Unidos. Lincoln rejeitou qualquer negociação com agentes Confederados porque alegou que os Confederados não era um governo legítimo, e que fazer qualquer tratado com ela equivaleria a reconhecê-la como um governo soberano. O secretário de estado William H. Seward, que na época se considerava o verdadeiro governador ou "primeiro-ministro" por trás do trono do inexperiente Lincoln, se engajou em negociações não autorizadas e indiretas que fracassaram. O presidente Lincoln estava determinado a manter todos os fortes remanescentes ocupados pela União: Fort Monroe, na Virgínia, Fort Pickens, Fort Jefferson e Fort Taylor, na Flórida, e Forte Sumter, localizado, Carolina do Sul.

### Batalha de Fort Sumter

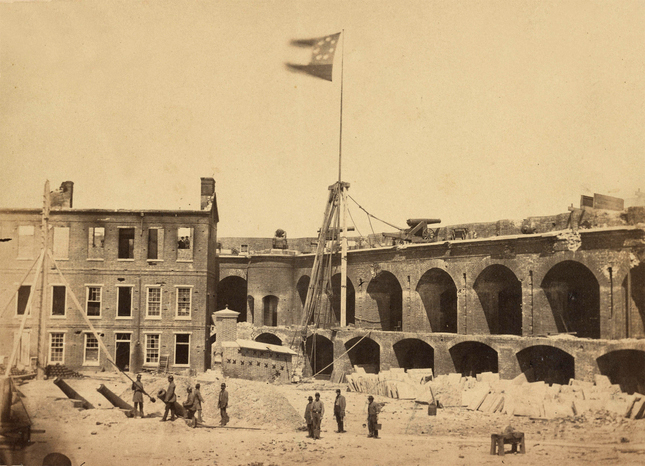
Bandeira Confederada tremulando no Fort Sumter

Fort Sumter estava localizado no porto de Charleston, Carolina do Sul. a guarnição foi deslocada para lá, para evitar incidentes com milícias locais nas ruas da cidade. Abraham Lincoln disse ao seu comandante, major Robert Anderson, que esperasse até ser atingido. O presidente confederado Jefferson Davis ordenou a rendição do forte. Anderson deu uma resposta condicional que o governo Confederado rejeitou e Davis ordenou que o general P. G. T. Beauregard atacasse o forte antes que uma expedição de socorro pudesse chegar. Ele bombardeou o Forte Sumter de 12 a 13 de abril, forçando sua capitulação.
O ataque a Fort Sumter reuniu o Norte em defesa do nacionalismo americano. O historiador Allan Nevins destacou a importância do evento:
"O trovão de Sumter produziu uma cristalização surpreendente do sentimento do Norte. ... A raiva varreu a terra. De todos os lados, surgiram notícias de reuniões de massa, discursos, resoluções, propostas de apoio às companhias, o agrupamento de companhias e regimentos, a ação determinada de governadores e legislativos."

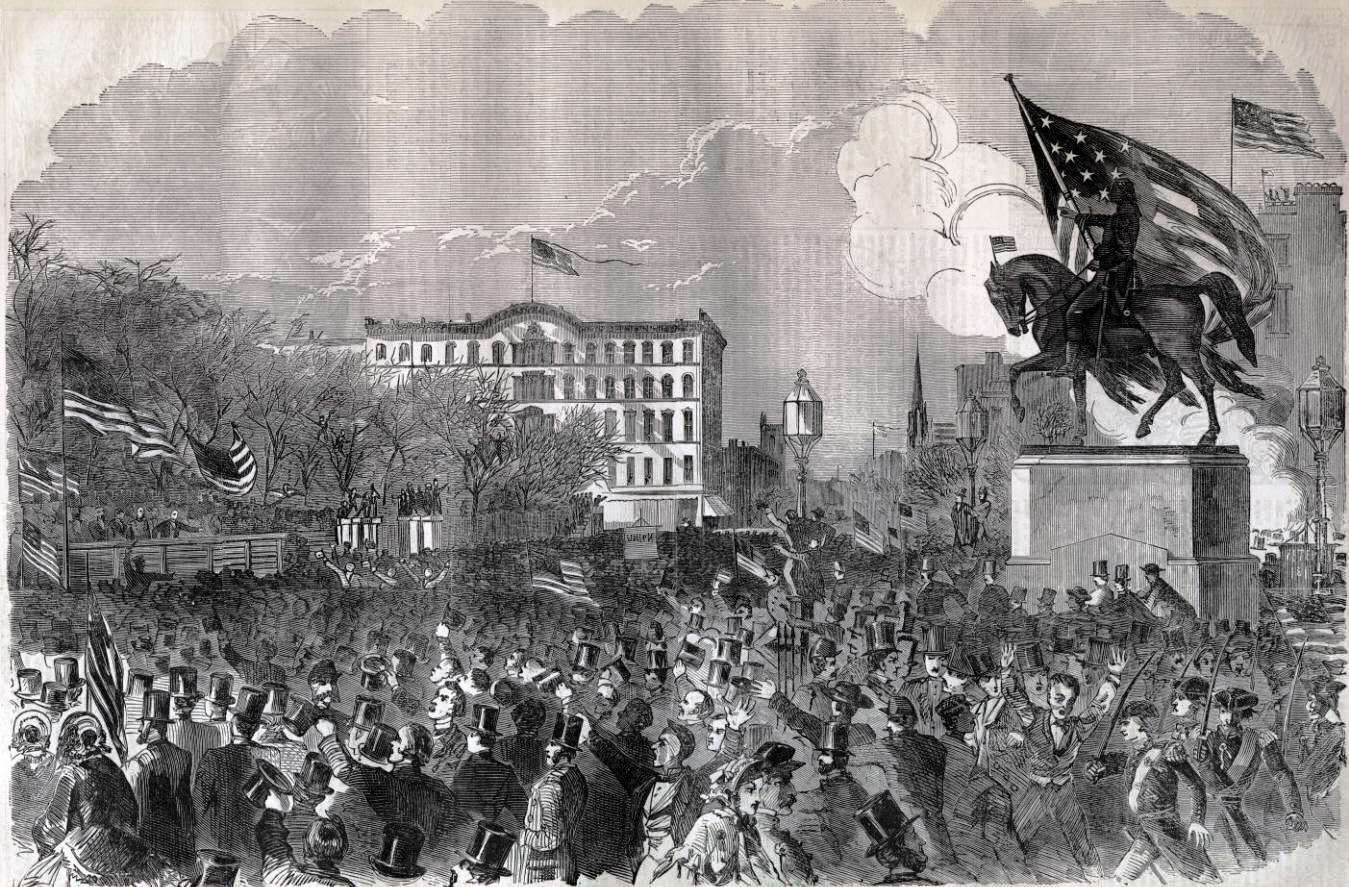
Reunião em massa na cidade de Nova Iorque em 20 de abril de 1861, para apoiar a União

Os líderes da União assumiram incorretamente que apenas uma minoria de sulistas era a favor da secessão e que havia um grande número de unionistas no sul com os quais se podia contar. Se os nortistas percebessem que a maioria dos sulistas favorecia a secessão, eles poderiam ter hesitado em tentar a enorme tarefa de conquistar um Sul unido.
Lincoln pediu a todos os estados que enviassem forças para recuperar o forte e outras propriedades federais. A escala da rebelião parecia pequena, então ele chamou apenas 75 000 voluntários por 90 dias. O governador de Massachusetts tinha regimentos estaduais em trens que seguiam para o Sul no dia seguinte. No oeste do Missouri, os secessionistas locais apreenderam o Liberty Arsenal. Em 3 de maio de 1861, Lincoln convocou 42 000 voluntários adicionais por um período de três anos.
Quatro estados do Centro e do Sul do país haviam repetidamente rejeitado as aberturas Confederadas, mas agora a Virgínia, Tennessee, Arkansas e Carolina do Norte se recusavam a enviar forças contra seus vizinhos, declaravam sua secessão e ingressavam aos Confederados. Para recompensar a Virgínia, a capital Confederada foi transferida para Richmond, Virgínia.

### Atitude dos estados fronteiriços

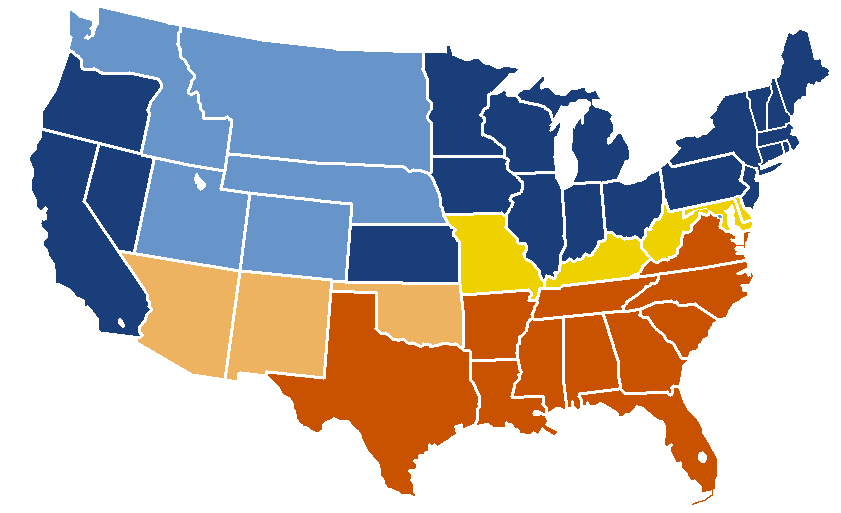
Mapa da Secessão dos Estados Unidos em 1863. A União vs. os Confederados
Estados da União
Territórios da União que não permitem a escravidão
Estados fronteiriços da União, que permitiam a escravidão (Um desses estados, a Virgínia Ocidental, foi criado em 1863)
Estados Confederados
Territórios da União que permitiam a escravidão (reivindicado pelos Confederados) no início da guerra, mas onde a escravidão foi proibida pelos Estados Unidos em 1862

Maryland, Delaware, Missouri e Kentucky eram estados escravistas que se opunham à secessão e coagiam o Sul. A Virgínia Ocidental então se juntou a eles como um estado fronteiriço adicional depois que se separou da Virgínia e se tornou um estado da União em 1863.
O território de Maryland cercou a capital dos Estados Unidos, em Washington, D.C., e poderia isolá-lo do Norte. Havia numerosos oficiais anti-Lincoln que toleravam tumultos anti-exército em Baltimore e a queima de pontes, ambos com o objetivo de impedir a passagem de tropas para o Sul. A legislatura de Maryland votou esmagadoramente (53–13) para permanecer na União, mas também rejeitou as hostilidades com seus vizinhos do Sul, votando para fechar as linhas ferroviárias de Maryland para impedir que elas fossem usadas para a guerra. Lincoln respondeu estabelecendo a lei marcial e suspendendo unilateralmente o habeas corpus em Maryland, juntamente com o envio de unidades de milícias do Norte. Lincoln rapidamente assumiu o controle de Maryland e do Distrito de Columbia, capturando muitas figuras proeminentes, incluindo prender 1/3 dos membros da Assembleia Geral de Maryland no dia em que se reuniu novamente. Todos foram mantidos sem julgamento, ignorando uma decisão do presidente da Chefe de Justiça dos Estados Unidos, Roger B. Taney, natural de Maryland, de que apenas o Congresso (e não o presidente) poderia suspender o habeas corpus (Ex parte Merryman). De fato, tropas federais prenderam um proeminente editor de jornal de Baltimore, Frank Key Howard, neto de Francis Scott Key, depois que ele criticou Lincoln em um editorial por ignorar a decisão do Supremo Tribunal Federal.
No Missouri, uma convenção eleita sobre secessão votou decisivamente para permanecer na União. Quando o governador pró-Confederado Claiborne Fox Jackson convocou a milícia do estado, ela foi atacada por forças federais sob o general Nathaniel Lyon, que perseguiu o governador e o restante da Guarda Estadual até o canto sudoeste do estado (veja também: Secessão do Missouri). No vácuo resultante, a convenção sobre secessão se reuniu novamente e tomou o poder como governo provisório unionista do Missouri.
Kentucky não se separou; por um tempo, se declarou neutro. Quando as forças Confederadas entraram no estado em setembro de 1861, a neutralidade terminou e o estado reafirmou seu status de União, enquanto tentava manter a escravidão. Durante uma breve invasão pelas forças Confederadas em 1861, simpatizantes Confederados organizaram uma convenção de secessão, formada a sombra do Governo Confederado de Kentucky, elegeram um governador e ganharam reconhecimento dos Confederados. Sua jurisdição se estendeu apenas até as linhas de batalha Confederadas da Commonwealth e foi exilada definitivamente após outubro de 1862.
Após a secessão da Virgínia, um governo unionista em Wheeling pediu a 48 municípios que votassem em uma ordenança para criar um novo estado em 24 de outubro de 1861. Uma participação eleitoral de 34% aprovou a lei estadual (96% aprovou). A inclusão de 24 condados secessionistas no estado e a guerra de guerrilha que se seguiu envolveu cerca de 40 000 tropas federais durante grande parte da guerra. O Congresso admitiu a Virgínia Ocidental na União em 20 de junho de 1863. A Virgínia Ocidental forneceu entre 20 000 e 22 000 soldados para a Confederados e a União.
Uma tentativa de secessão unionista ocorreu no leste do Tennessee, mas foi reprimida pelos Confederados, que prendeu mais de 3 000 homens suspeitos de serem leais à União. Eles foram detidos sem julgamento.

## Características gerais da guerra

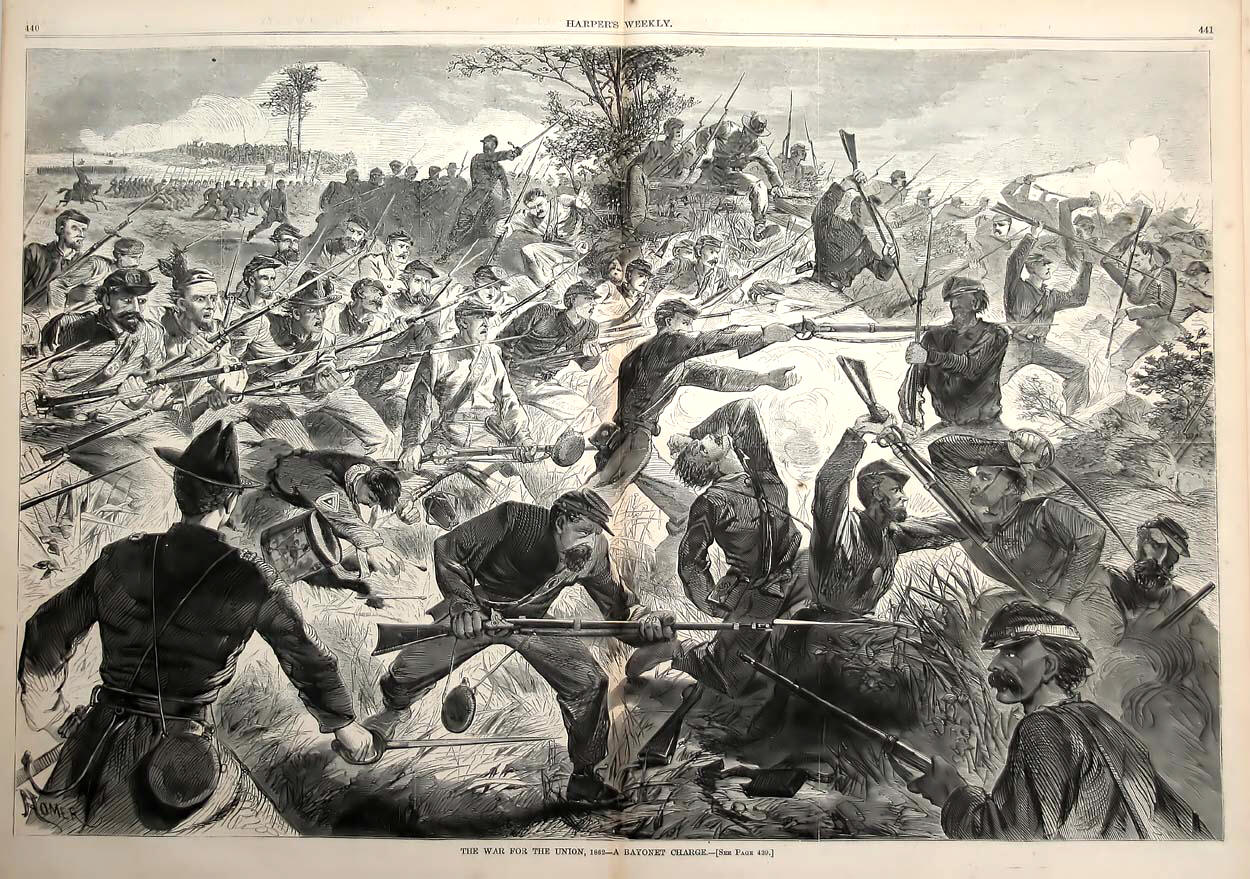
Ilustração de uma carga de baioneta em 1862.

A Guerra Civil foi marcada pela ferocidade e frequência das batalhas. Ao longo de quatro anos, 237 batalhas nomeadas foram travadas, assim como muitas outras ações menores e escaramuças, muitas vezes caracterizadas por sua intensidade amarga e altas baixas. No seu livro The American Civil War, John Keegan escreve que "A Guerra Civil Americana foi uma das guerras mais ferozes já travadas".  Sem objetivos geográficos, o único alvo para cada lado era o soldado do inimigo.

### Mobilização
Quando os sete primeiros estados começaram a organizar uma Confederação em Montgomery, todo o Exército dos Estados Unidos tinha apenas 16 000 homens. No entanto, os governadores do Norte começaram a mobilizar suas milícias. O Congresso dos Estados Confederados da América autorizou a nova nação a receber até 100 000 soldados enviados pelos governadores em fevereiro. Em maio, Jefferson Davis estava pressionando 100 000 homens armados por um ano ou uma duração, e isso foi respondido em espécie pelo Congresso dos Estados Unidos.
No primeiro ano da guerra, os dois lados tinham muito mais voluntários do que podiam efetivamente treinar e equipar. Depois que o entusiasmo inicial desapareceu, não era suficiente confiar na coorte de jovens que chegavam à maioridade todos os anos e queriam ingressar. Ambos os lados usaram um projeto de lei de recrutamento, como um dispositivo para incentivar ou forçar o voluntariado; relativamente poucos foram redigidos e servidos. Os Confederados aprovaram um projeto de lei em abril de 1862 para jovens de 18 a 35 anos; superintendentes de escravos, funcionários do governo e clérigos eram isentos. O Congresso dos Estados Unidos seguiu em julho, autorizando um esboço da milícia dentro de um estado em que não conseguia cumprir sua cota com voluntários. Os imigrantes europeus ingressaram no Exército da União em grande número, incluindo 177 000 nascidos na Alemanha e 144 000 nascidos na Irlanda.
Quando a Proclamação de Emancipação entrou em vigor em janeiro de 1863, ex-escravos foram recrutados energicamente pelos estados e usados para atender às cotas estaduais. Estados e comunidades locais ofereceram bônus em dinheiro cada vez mais altos para voluntários brancos. O congresso apertou a lei em março de 1863. Os homens selecionados no esboço poderiam fornecer substitutos ou, até meados de 1864, pagar dinheiro da comutação. Muitos elegíveis reuniram seu dinheiro para cobrir o custo de qualquer pessoa que fosse convocada. As famílias usaram a provisão substituta para selecionar qual homem deveria entrar no exército e qual deveria ficar em casa. Houve muita evasão e resistência aberta ao projeto, especialmente nas áreas católicas. O motim na cidade de Nova Iorque em julho de 1863 envolveu imigrantes irlandeses que haviam sido inscritos como cidadãos para aumentar o voto da máquina política democrata da cidade, sem perceber que os tornava responsáveis pelo projeto. Dos 168 649 homens contratados para a União por meio do projeto, 117 986 eram substitutos, restando apenas 50 663 que tiveram seus serviços pessoais recrutados.

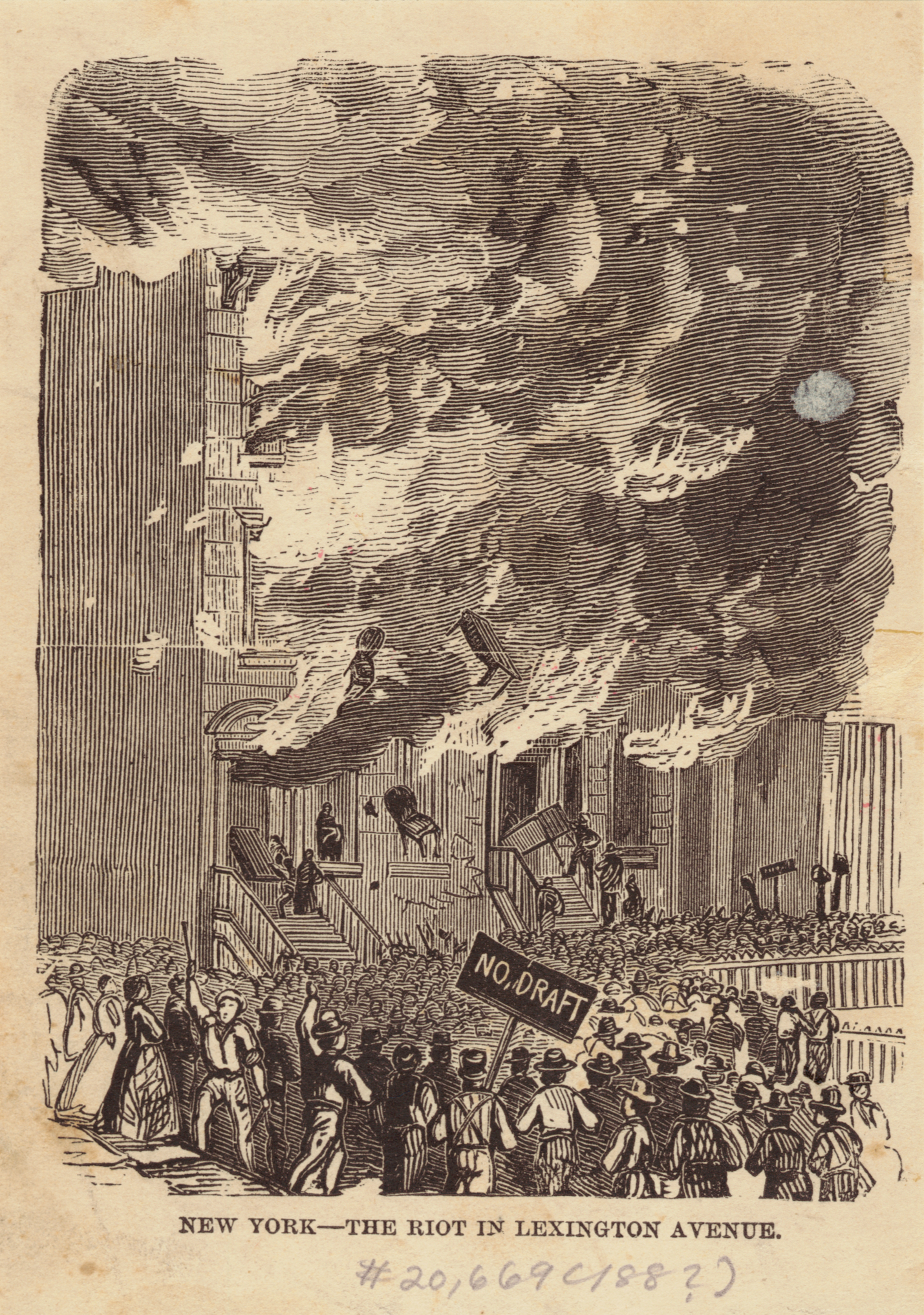
Desordeiros que atacavam um edifício durante os distúrbios anti-recrutamento de Nova Iorque de 1863

Tanto no Norte como no Sul, os projetos de lei eram altamente impopulares. No Norte, cerca de 120 000 homens escaparam do serviço militar, muitos deles fugindo para o Canadá e outros 280 000 soldados desertaram durante a guerra. Pelo menos 100 000 sulistas desertaram, ou cerca de 10%. No Sul, muitos homens desertaram temporariamente para cuidar de suas famílias angustiadas e depois voltaram para suas unidades. No Norte, os "saltadores de recompensa" se alistaram para obter o bônus generoso, abandonaram-se e depois voltaram para uma segunda estação de recrutamento com um nome diferente para se inscrever novamente para um segundo bônus; 141 foram pegos e executados.
De uma minúscula força fronteiriça em 1860, os exércitos da União e os Confederados haviam se tornado os "maiores e mais eficientes exércitos do mundo" dentro de alguns anos. Observadores europeus na época os rejeitavam como amadores e não profissionais, mas o historiador britânico John Keegan concluiu que cada um superava os exércitos francês, prussiano e russo da época, e se não fosse o Atlântico, teria ameaçado qualquer um deles com derrota.

#### Mulheres
O número de mulheres que serviram como soldados durante a guerra é estimado entre 400 e 750, embora uma contagem precisa seja impossível porque as mulheres tiveram que se disfarçar de homens.
As mulheres também serviram no navio hospital da União Red Rover e cuidaram das tropas da União e dos Confederados nos hospitais de campanha.
Mary Edwards Walker, a única mulher a receber a Medalha de Honra, serviu no Exército da União e recebeu a medalha por seus esforços no tratamento dos feridos durante a guerra. O nome dela foi excluído da Medalha de Honra do Exército em 1917 (junto com mais de 900 outros homens recebedores da Medalha de Honra); no entanto, foi restaurado em 1977.

### Motivação
Perman e Taylor (2010) escrevem que os historiadores pensam duas vezes sobre por que milhões de homens pareciam tão ansiosos para lutar, sofrer e morrer ao longo de quatro anos:
Alguns historiadores enfatizam que os soldados da Guerra Civil foram movidos pela ideologia política, mantendo crenças firmes sobre a importância da liberdade, direitos da União ou do Estado, ou sobre a necessidade de proteger ou destruir a escravidão. Outros apontam razões menos abertamente políticas para lutar, como a defesa do lar e da família, ou a honra e a irmandade a serem preservadas ao lutar ao lado de outros homens. A maioria dos historiadores concorda que, não importa o que um soldado tenha pensado quando entrou na guerra, a experiência de combate o afetou profundamente e às vezes alterava suas razões para continuar a luta.

### Prisioneiros
No início da Guerra Civil, um sistema de liberdade condicional operava. Os cativos concordaram em não lutar até que fossem oficialmente trocados. Enquanto isso, eles foram mantidos em campos administrados por seu exército. Eles foram pagos, mas não foram autorizados a desempenhar nenhuma função militar. O sistema de trocas entrou em colapso em 1863, quando os Confederados se recusaram a trocar prisioneiros negros. Depois disso, cerca de 56 000 dos 409 000 prisioneiros de guerra morreram nas prisões durante a guerra, representando quase 10% das mortes do conflito.

## Táticas navais
A pequena Marinha dos Estados Unidos em 1861 foi rapidamente ampliada para 6 000 oficiais e 45 000 homens até 1865, com 671 navios, com uma tonelagem de 510 396. Sua missão era bloquear portos Confederados, assumir o controle do sistema fluvial, defender-se dos invasores Confederados em alto mar e estar pronto para uma possível guerra com a Marinha Real Britânica. Enquanto isso, a principal guerra ribeirinha foi travada no Ocidente, onde uma série de grandes rios dava acesso ao coração dos Confederados. A Marinha dos Estados Unidos acabou ganhando o controle dos rios Vermelho do Sul, Tennessee, Cumberland, Mississippi e Ohio. No Oriente, a Marinha fornecia e movimentava forças do exército e ocasionalmente bombardeava instalações Confederadas.

### A marinha moderna evolui
A Guerra Civil ocorreu durante os primeiros estágios da revolução industrial. Muitas inovações navais surgiram durante esse período, principalmente o advento do navio de guerra revestido de ferro. Tudo começou quando os Confederados, sabendo que tinham que atender ou igualar a superioridade naval da União, respondeu ao Bloqueio da União construindo ou convertendo mais de 130 embarcações, incluindo 26 chapas de ferro e baterias flutuantes. Apenas metade iria servir no serviço ativo. Muitos estavam equipados com arcos de carneiro, criando "febre do carneiro" entre os esquadrões da União, onde quer que ameaçassem. Mas, diante da esmagadora superioridade da União e dos navios de guerra vestidos de ferro da União, eles não tiveram êxito.

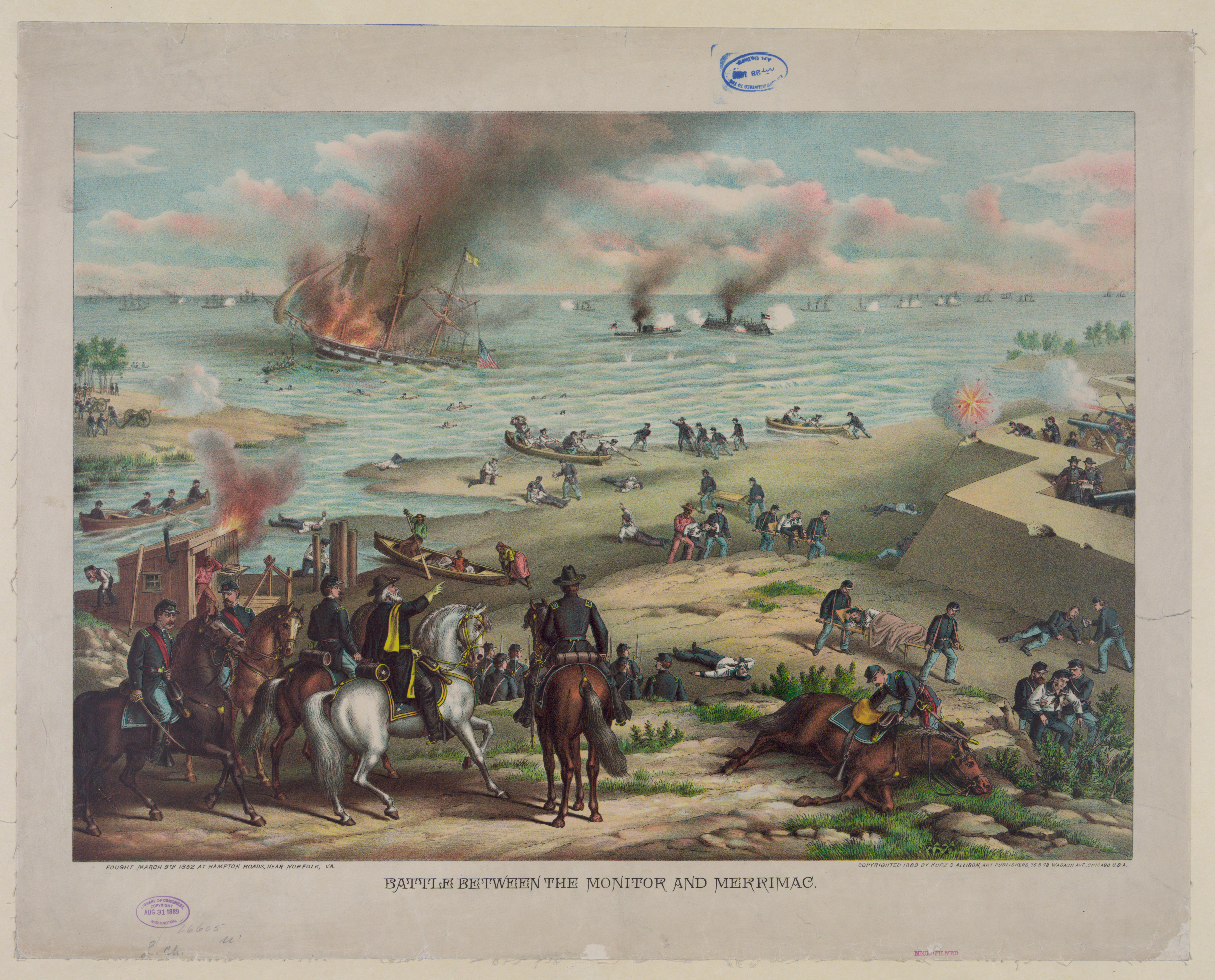
Batalha entre o Monitor e o Merrimack

Além dos navios de guerra oceânicos que vinham do Mississippi, a Marinha da União usava painéis de madeira e canhões blindados. Estaleiros no Cairo, Illinois e St. Louis construíram novas embarcações a vapor modificadas para a ação.
Os Confederados experimentaram o submarino CSS Hunley, que não funcionou satisfatoriamente, e construiu um navio de ferro, o CSS Virginia, que se baseou na reconstrução de um navio afundado da União, o Merrimack. Em sua primeira incursão em 8 de março de 1862, o CSS Virginia infligiu danos significativos à frota de madeira da União, mas no dia seguinte o Monitor de ferro da União chegou para desafiá-la na Baía de Chesapeake. Em três horas a Batalha de Hampton Roads resultou em um empate, mas provou que os navios de ferro eram navios de guerra eficazes. Pouco tempo depois da batalha, os Confederados foram forçados a afundar o CSS Virginia para impedir sua captura, enquanto a União construiu muitas cópias do USS Monitor. Na falta de tecnologia e infraestrutura para construir navios de guerra eficazes, os Confederados tentaram obter navios de guerra da Grã-Bretanha.

### Bloqueio da União

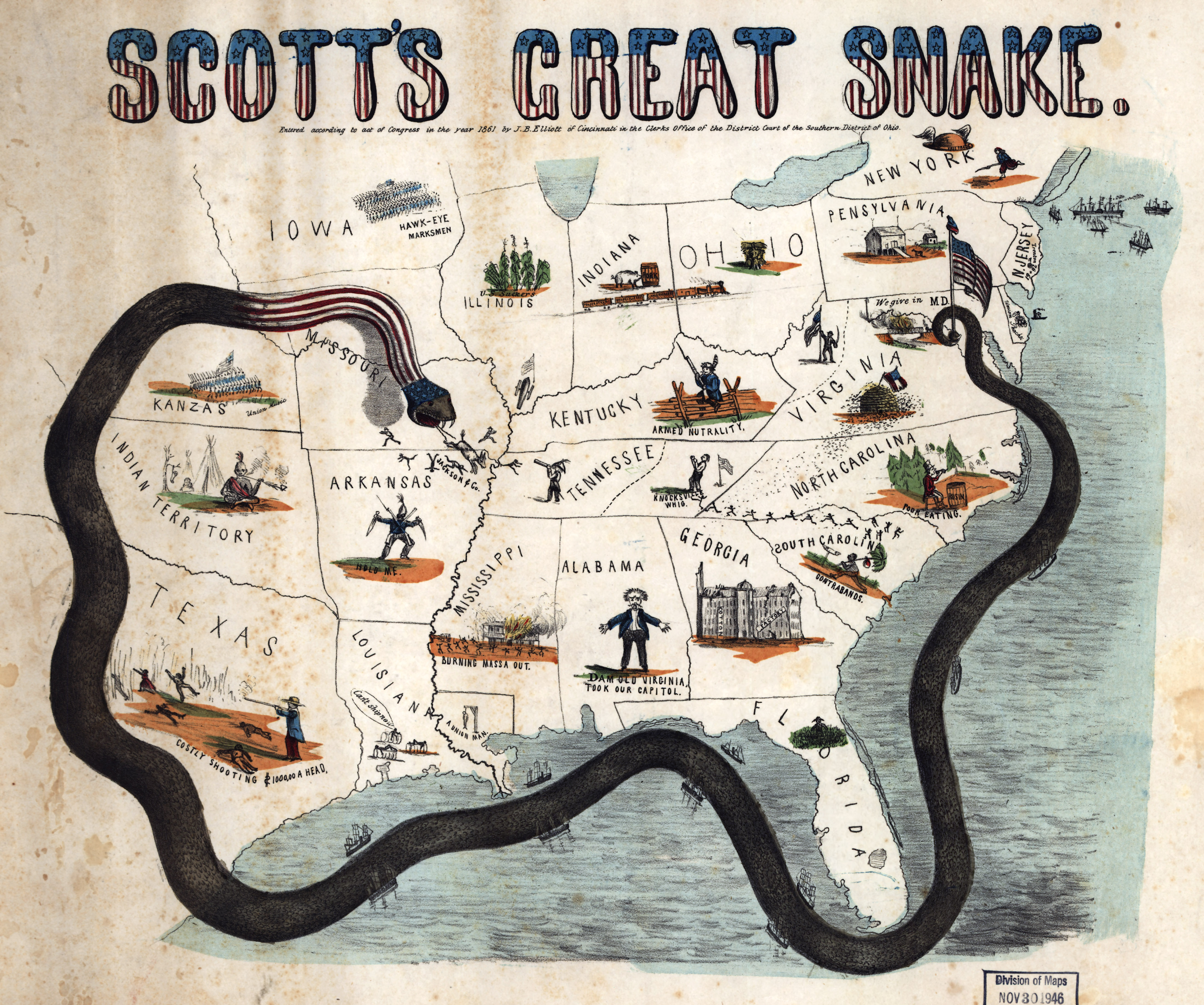
"Plano Anaconda" do general Winfield Scott, 1861. Apertando o bloqueio naval, forçando os rebeldes a sair do Missouri ao longo do rio Mississippi, os unionistas do Kentucky sentam-se em cima do muro, indústria de algodão ociosa ilustrada na Geórgia

No início de 1861, o general Winfield Scott havia elaborado o "Plano Anaconda" para vencer a guerra com o mínimo de derramamento de sangue possível. Scott argumentou que um bloqueio da União nos principais portos enfraqueceria a economia Confederada. Abraham Lincoln adotou partes do plano, mas anulou a cautela de Scott em cerca de 90 dias de voluntários. Mas a opinião pública, no entanto, exigiu um ataque imediato do exército para capturar Richmond.
Em abril de 1861, Lincoln anunciou o bloqueio da União de todos os portos do Sul; navios comerciais não podiam obter seguro e o tráfego regular terminava. O Sul errou em não exportar o algodão antes do bloqueio ser efetivo; quando perceberam o erro, já era tarde demais. O "King Cotton" estava morto, pois o Sul podia exportar menos de 10% de seu algodão. O bloqueio fechou os dez portos marítimos dos Confederados com ferrovias que movimentavam quase todo o algodão, especialmente Nova Orleães, Mobile e Charleston. Em junho de 1861, navios de guerra estavam estacionados nos principais portos do Sul e, um ano depois, quase 300 navios estavam em serviço.

#### Corredores de bloqueio

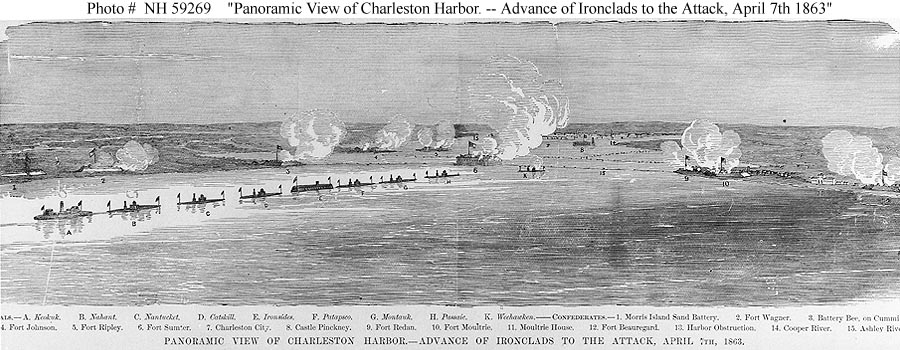
Esquadrão de Bloqueio do Atlântico Sul perto de Charleston. O bloqueio contínuo de todos os principais portos foi sustentado pela esmagadora produção de guerra do Norte

Os investidores britânicos construíram pequenos corredores de bloqueio rápidos, movidos a vapor, que trocavam armas e luxos trazidos da Grã-Bretanha através de Bermudas, Cuba e Bahamas em troca de algodão caro. Muitos dos navios foram projetados para velocidade e eram tão pequenos que apenas uma pequena quantidade de algodão saía. Quando a Marinha da União apreendeu um corredor de bloqueio, o navio e a carga foram vendidos, com os rendimentos dados aos marinheiros da Marinha; os tripulantes capturados eram majoritariamente britânicos e foram libertados.

#### Impacto econômico
A economia do Sul quase entrou em colapso durante a guerra. Havia várias razões para isso: a severa deterioração do suprimento de alimentos, especialmente nas cidades, o fracasso das ferrovias do Sul, a perda de controle dos principais rios, a forragem dos exércitos do Norte e a apreensão de animais e plantações pelos exércitos Confederados.
A maioria dos historiadores concorda que o bloqueio foi um fator importante para arruinar a economia Confederada; no entanto, Wise argumenta que os corredores do bloqueio forneceram apenas uma tábua de salvação para permitir que Robert E. Lee continuasse lutando por meses adicionais, graças a novos suprimentos de 400 000 rifles, chumbo, cobertores e botas que a economia doméstica não podia mais fornecer.
Surdam argumenta que o bloqueio foi uma arma poderosa que acabou arruinando a economia do Sul, ao custo de poucas vidas em combate. Praticamente, toda a safra de algodão Confederado era inútil (embora fosse vendida a comerciantes da União), custando aos Confederados sua principal fonte de renda. As importações críticas eram escassas e o comércio costeiro também foi amplamente encerrado. A medida do sucesso do bloqueio não foram os poucos navios que escaparam, mas os milhares que nunca o tentaram. Os navios mercantes de propriedade da Europa não podiam obter seguro e eram muito lentos para evitar o bloqueio, então pararam de ir aos portos Confederados.
Para combater uma guerra ofensiva, os Confederados compraram navios da Grã-Bretanha, os convertendo em navios de guerra e invadia navios mercantes da União nos oceanos Atlântico e Pacífico. As taxas de seguro dispararam e a Bandeira dos Estados Unidos praticamente desapareceu das águas internacionais. No entanto, os mesmos navios foram flagrados com bandeiras europeias e continuaram sem risco de serem saqueados. Após a guerra, os Estados Unidos exigiram que a Grã-Bretanha pagasse pelos danos causados e a Grã-Bretanha pagou US$ 15 milhões em 1871, (equivalente a US$ 315 milhões em 2019).

## Diplomacia
Embora os Confederados esperasse que a Grã-Bretanha e a França se juntassem a eles contra a União, isso nunca era provável, e então eles tentaram trazer a Grã-Bretanha e a França como mediadores. A União, sob Abraham Lincoln e o Secretário de Estado William H. Seward, trabalhou para bloquear isso, e ameaçou a guerra se algum país reconhecesse oficialmente a existência dos Estados Confederados da América. Em 1861, os sulistas embargaram voluntariamente os embarques de algodão, na esperança de iniciar uma depressão econômica na Europa que forçaria a Grã-Bretanha a entrar na guerra para obter algodão, mas isso não funcionou. Pior ainda, a Europa buscou outros fornecedores de algodão, que consideraram superiores, dificultando a recuperação do Sul após a guerra.

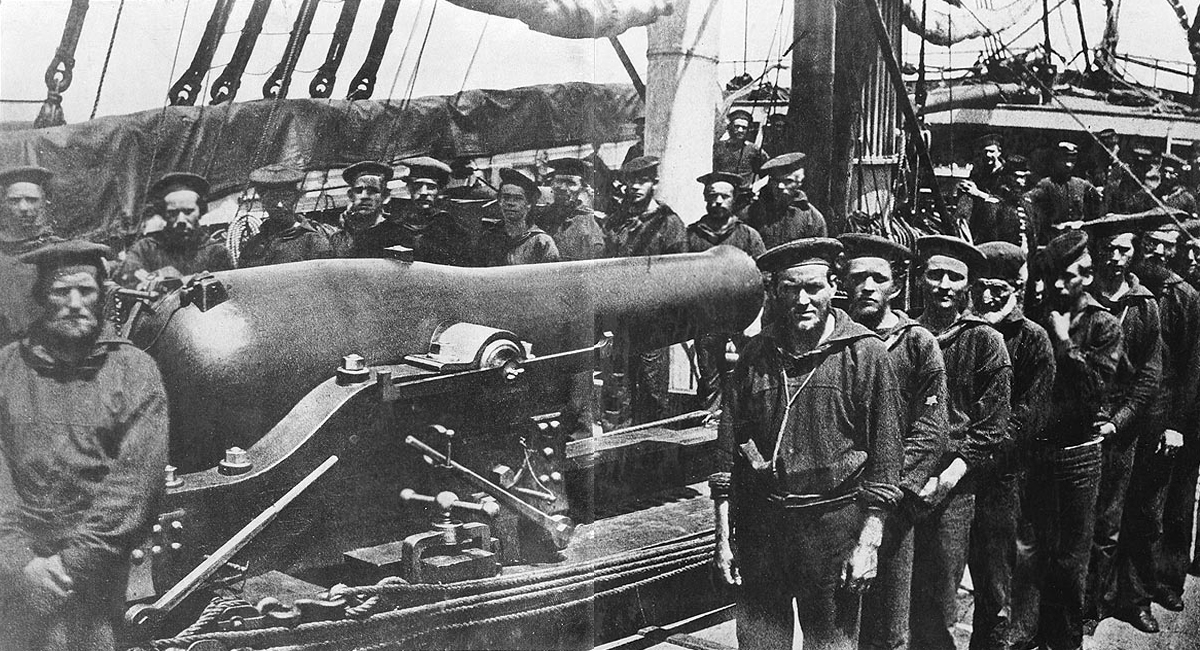
Tripulantes do USS Wissahickon com um canhão Dahlgren de 280 mm, por volta de 1863

A diplomacia do algodão foi um fracasso, pois a Europa tinha um excedente de algodão, enquanto as falhas na safra de 1860 a 1862 na Europa tornaram as exportações de grãos do Norte de importância crítica. Também ajudou a afastar a opinião da Europa dos Confederados. Dizia-se que "King Corn era mais poderoso que King Cotton", pois os grãos dos Estados Unidos passaram de um quarto do comércio britânico de importações para quase metade. Quando a Grã-Bretanha enfrentou uma escassez de algodão, foi temporária, sendo substituída pelo aumento do cultivo no Egito e na Índia. Enquanto isso, a guerra criou emprego para fabricantes de armas, ferroviários e navios britânicos para transportar armas.
O governo de Lincoln falhou em apelar à opinião pública europeia. Diplomatas explicaram que os Estados Unidos não estavam comprometidos com o fim da escravidão e, em vez disso, repetiram argumentos legalistas sobre a inconstitucionalidade da secessão. Os representantes Confederados, por outro lado, obtiveram muito mais sucesso ao ignorar a escravidão, se concentrando na luta pela liberdade, no compromisso com o livre comércio e no papel essencial do algodão na economia europeia. A aristocracia europeia foi "absolutamente alegre em pronunciar o desastre americano como prova de que todo o experimento no governo popular fracassou. Os líderes do governo europeu saudaram a fragmentação da ascendente República Americana".
O diplomata dos Estados Unidos na Grã-Bretanha, Charles Francis Adams, se mostrou particularmente hábil e convenceu a Grã-Bretanha a não desafiar corajosamente o bloqueio. Os Confederados compraram vários navios de guerra de construtores de navios comerciais na Grã-Bretanha (CSS Alabama, CSS Shenandoah, CSS Tennessee, CSS Tallahassee, CSS Florida e outros). O mais famoso, o CSS Alabama, causou danos consideráveis e levou a sérias disputas no pós-guerra. No entanto, a opinião pública contra a escravidão criou uma responsabilidade política para os políticos na Grã-Bretanha, onde o movimento antiescravidão era poderoso.
A guerra surgiu no final de 1861 entre os Estados Unidos e a Grã-Bretanha por causa do Caso Trent, envolvendo o embarque da Marinha dos Estados Unidos no navio britânico RMS Trent e a apreensão de dois diplomatas Confederados. No entanto, Londres e Washington, D.C. conseguiram amenizar o problema depois que Lincoln libertou os dois. Em 1862, os britânicos consideraram a mediação entre o Norte e o Sul, embora mesmo essa oferta arriscasse guerra com os Estados Unidos. O primeiro-ministro britânico Lord Palmerston teria lido Uncle Tom's Cabin três vezes ao decidir sobre isso.
A vitória da União na Batalha de Antietam levou-os a adiar esta decisão. A Proclamação de Emancipação ao longo do tempo reforçaria a responsabilidade política de apoiar os Confederados. Apesar da simpatia pelos Confederados, a intervenção da França pelo México acabou por dissuadi-los da guerra com a União. As ofertas Confederadas no final da guerra para acabar com a escravidão em troca do reconhecimento diplomático não foram seriamente consideradas por Londres ou Paris. Depois de 1863, a revolta polonesa contra a Rússia distraiu ainda mais as potências europeias e garantiu que elas permanecessem neutras.

## Teatro Oriental

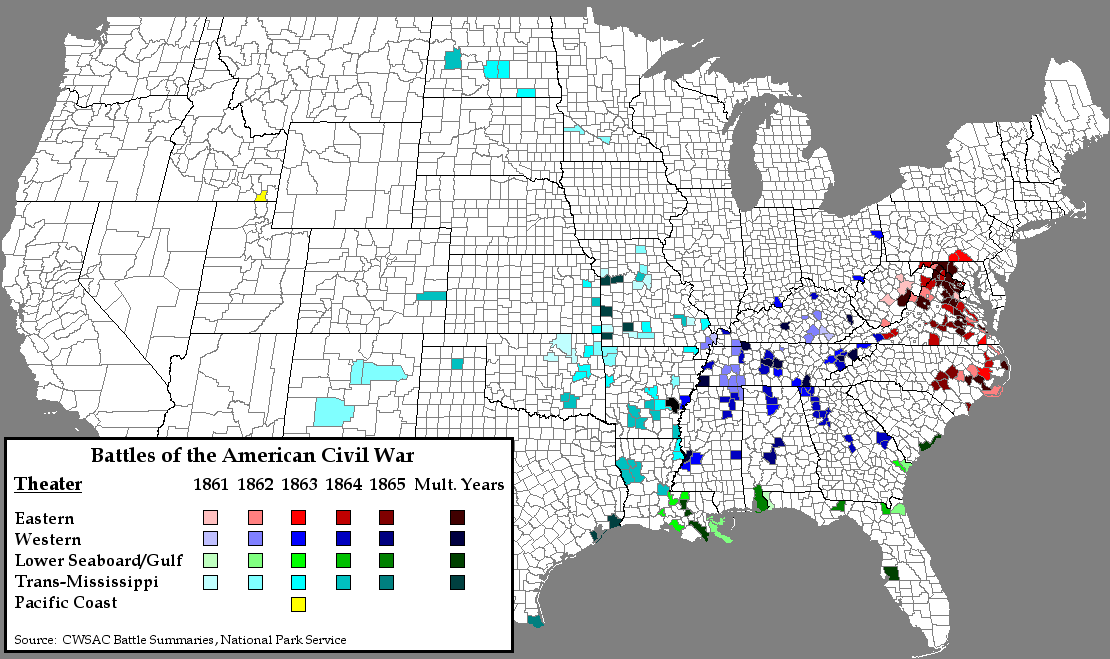
Mapa dos condados nas batalhas da Guerra Civil por teatro e ano

O Teatro Oriental se refere às operações militares a leste das Montanhas Apalaches, incluindo os estados da Virgínia, Virgínia Ocidental, Maryland e Pensilvânia, Distrito de Columbia e as fortificações e portos costeiros da Carolina do Norte.

### Antecedentes

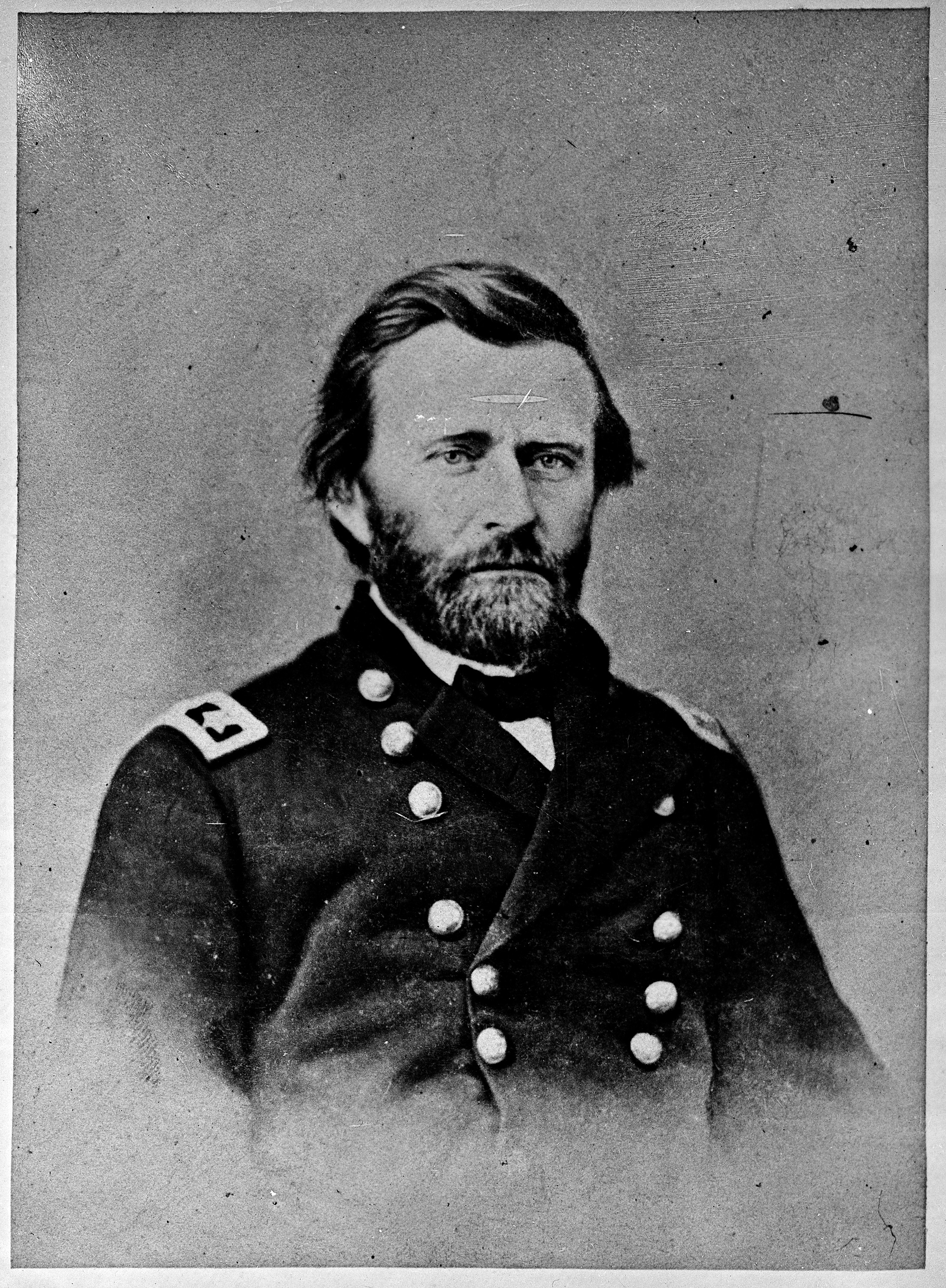
Ulysses S. Grant

Exército do Potomac
O major-general George B. McClellan assumiu o comando do Exército da União do Potomac em 26 de julho (ele foi brevemente general-em-chefe de todos os exércitos da União, mas posteriormente foi dispensado desse cargo em favor do major-general Henry Halleck), e a guerra começou a sério em 1862. A estratégia da União de 1862 exigia avanços simultâneos em quatro eixos:
1. McClellan lideraria o impulso principal na Virgínia em direção a Richmond;
2. As forças de Ohio avançariam através do Kentucky para o Tennessee;
3. O Departamento de Missouri dirigia para o Sul ao longo do rio Mississippi;
4. O ataque mais ocidental teria origem no Kansas.

Exército da Virgínia do Norte

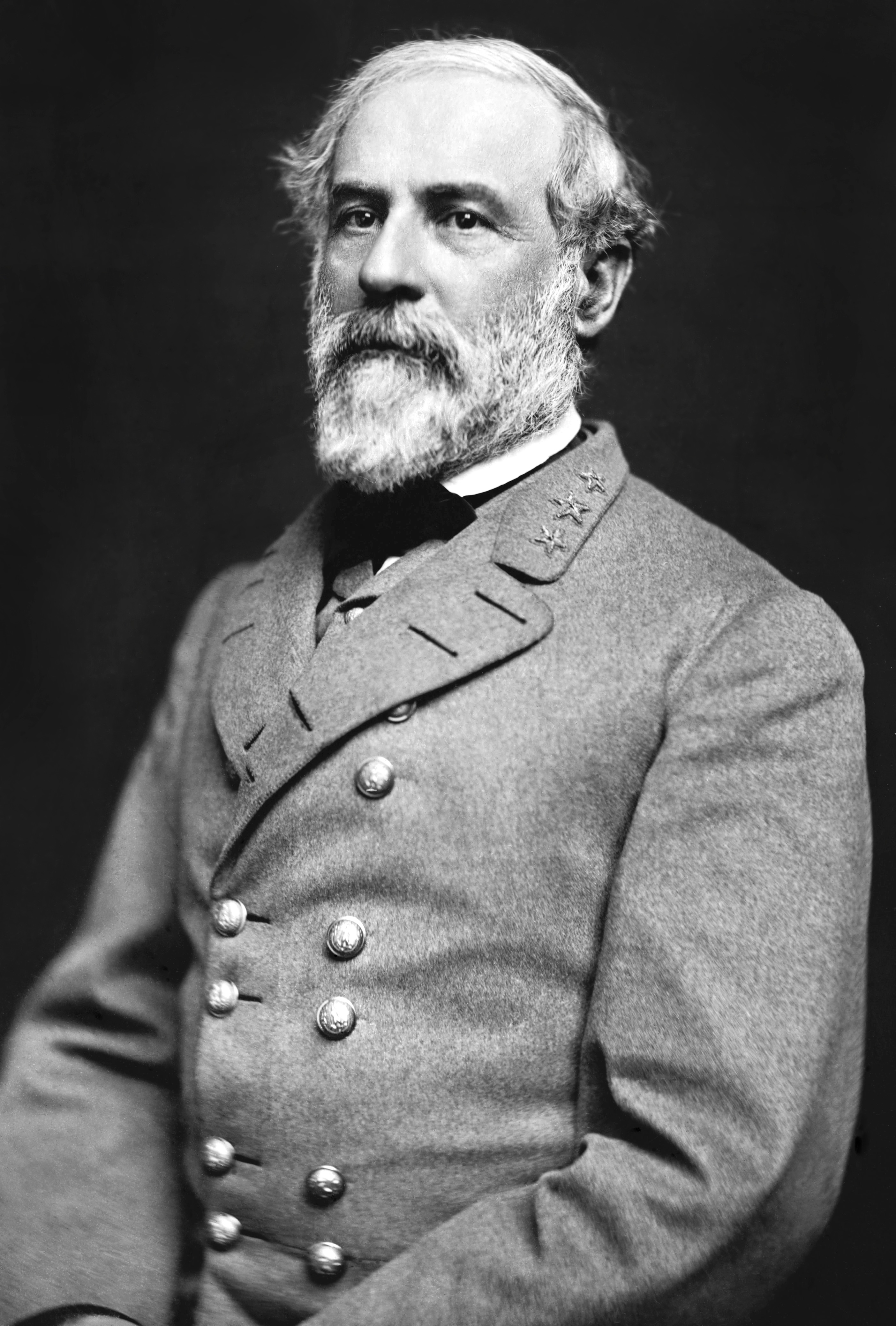
Robert E. Lee

A principal força Confederada no Teatro Oriental era o Exército da Virgínia do Norte. O Exército se originou como o Exército Confederado do Potomac, organizado em 20 de junho de 1861, de todas as forças operacionais do norte da Virgínia. Nos dias 20 e 21 de julho, o Exército do Shenandoah e as forças do Distrito de Harpers Ferry foram adicionados. Unidades do Exército Confederado do Noroeste foram fundidas no Exército Confederado do Potomac entre 14 de março e 17 de maio de 1862. O Exército Confederado do Potomac foi renomeado como Exército da Virgínia do Norte em 14 de março. O Exército da Península foi fundido a ele em 12 de abril de 1862.
Quando a Virgínia declarou sua secessão em abril de 1861, Robert E. Lee optou por seguir seu estado natal, apesar de seu desejo de que o país permanecesse intacto e de uma oferta de um alto comando da União.
O biógrafo de Lee, Douglas Southall Freeman, afirma que o exército recebeu seu nome final de Lee quando ele emitiu ordens assumindo o comando em 1 de junho de 1862. No entanto, Freeman admite que Lee se correspondia com o general-de-brigada Joseph E. Johnston, seu antecessor no comando do exército, antes dessa data e se referia ao comando de Johnston como o Exército da Virgínia do Norte. Parte da confusão resulta do fato de Johnston ter comandado o Departamento do Norte da Virgínia (em 22 de outubro de 1861) e o nome Exército da Virgínia do Norte pode ser visto como uma consequência informal do nome do departamento. Jefferson Davis e Johnston não adotaram o nome, mas é claro que a organização das unidades em 14 de março era a mesma organização que Lee recebeu em 1 de junho e, portanto, é geralmente referida hoje como o Exército da Virgínia do Norte, mesmo se isso estiver correto apenas em retrospecto.
Em 4 de julho, em Harpers Ferry, o coronel Thomas J. Jackson designou J. E. B. Stuart para comandar todas as companhias de cavalaria do Exército do Shenandoah. Ele finalmente comandou a cavalaria do Exército da Virgínia do Norte.

### Batalhas
Primeira Bull Run
Em uma das primeiras batalhas altamente visíveis, em julho de 1861, uma marcha das tropas da União sob o comando do major-general Irvin McDowell sobre as forças Confederadas lideradas pelo general P. G. T. Beauregard, perto de Washington, D.C., foi repelida na Primeira Batalha de Bull Run (também conhecido como Primeira Batalha de Manassas).

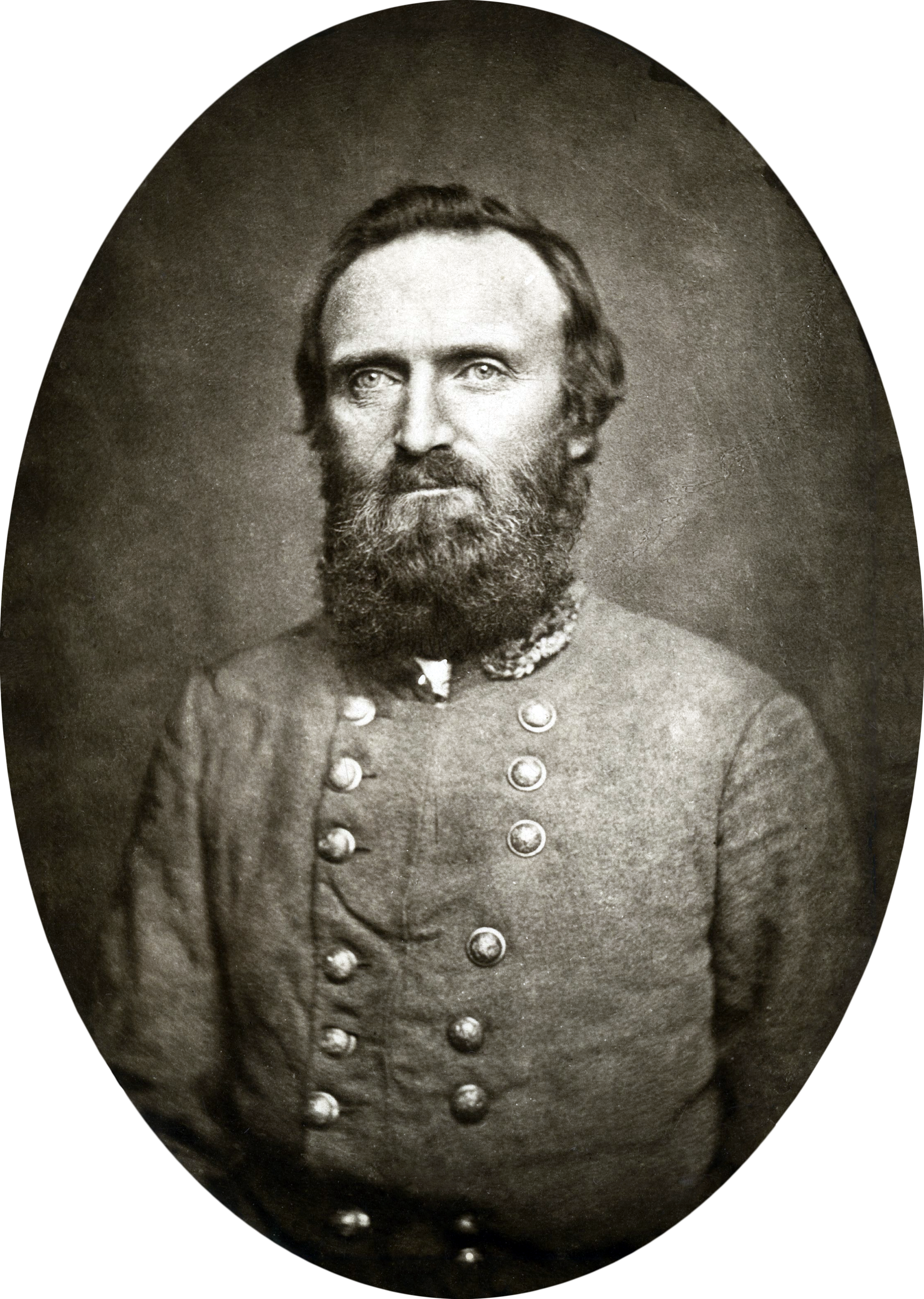
Thomas J. Jackson recebeu seu apelido "Stonewall" em Bull Run

A União teve a vantagem no início, quase empurrando as forças Confederadas que mantinham uma posição defensiva em uma derrota, mas os reforços Confederados diminuíram. Joseph E. Johnston chegou do vale do Shenandoah por ferrovia, e o curso da batalha mudou rapidamente. Uma brigada de virginianos sob o relativamente desconhecido general-de-brigada do Instituto Militar da Virgínia, Thomas J. Jackson, manteve sua posição, o que resultou no recebimento do seu famoso apelido "Stonewall".

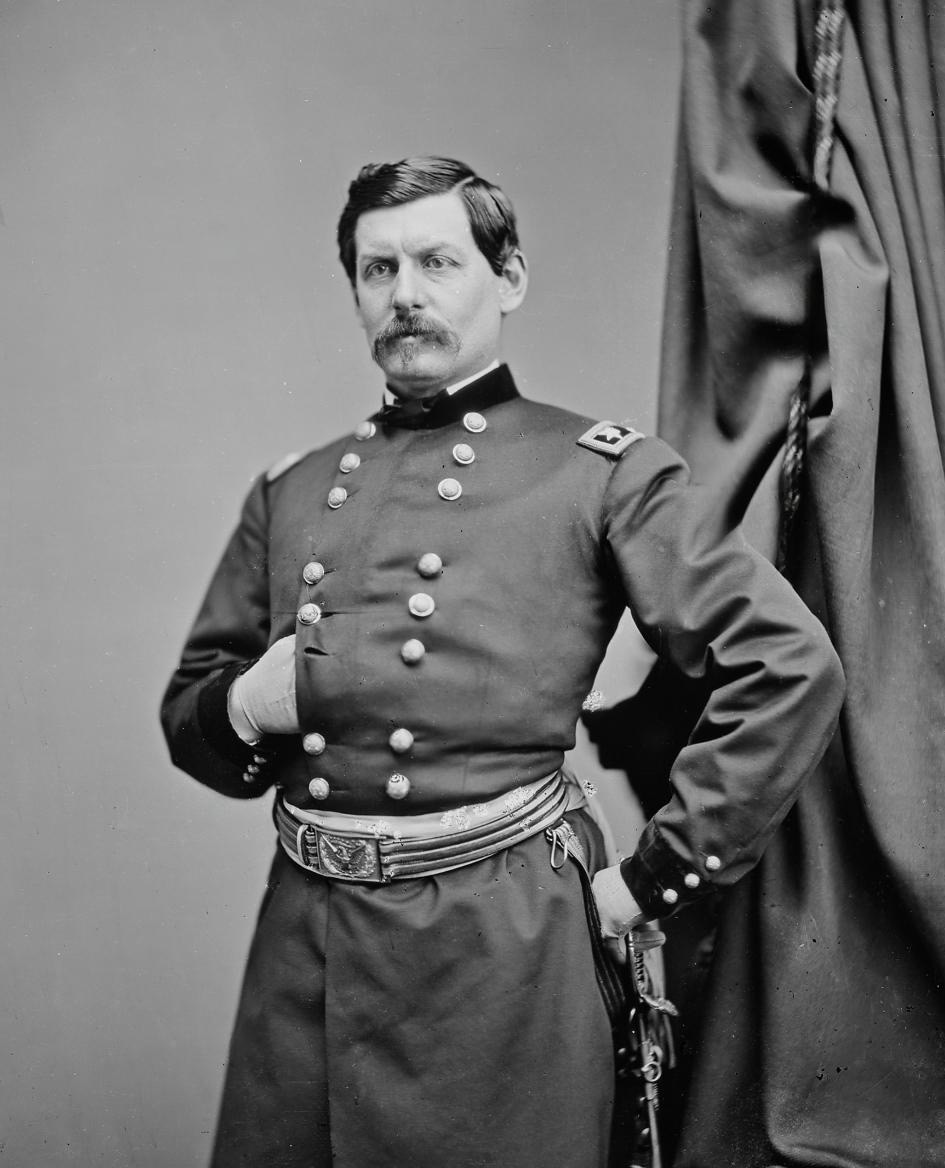
George B. McClellan

Campanha da Península de McClellan; Campanha do Vale de Jackson
Sob forte insistência do Presidente Abraham Lincoln em iniciar operações ofensivas, George B. McClellan atacou a Virgínia na primavera de 1862 por meio da Península da Virgínia entre o rio York e o rio James, a sudeste de Richmond. O exército de McClellan alcançou os portões de Richmond na Campanha da Península.
Também na primavera de 1862, no vale do Shenandoah, Stonewall Jackson liderou sua Campanha do Vale. Empregando audácia e movimentos rápidos e imprevisíveis nas linhas interiores, os 17 000 homens de Jackson marcharam 1 040 km em 48 dias e venceram várias batalhas menores ao envolverem com êxito três exércitos da União (52 000 homens), incluindo os de Nathaniel P. Banks e John C. Frémont, impedindo-os de reforçar a ofensiva da União contra Richmond. A rapidez dos homens de Jackson ganhou o apelido de "Foot cavalry" (Cavalaria a pé).
Johnston interrompeu o avanço de McClellan na Batalha de Seven Pines, mas ele foi ferido na batalha e Robert E. Lee assumiu sua posição de comando. O general Lee e os principais subordinados James Longstreet e Stonewall Jackson derrotaram McClellan nas Batalha dos Sete Dias e forçaram sua retirada.
Segunda Bull Run
A Campanha do Norte da Virgínia, que incluiu a Segunda Batalha de Bull Run, terminou em mais uma vitória para o Sul. McClellan resistiu às ordens do general-em-chefe Henry Halleck de enviar reforços ao Exército da União de John Pope, na Virgínia, o que tornou mais fácil para os Confederados de Lee derrotar o dobro do número de tropas inimigas combinadas.
Antietam

A Batalha de Antietam, a luta mais mortal de um dia da Guerra Civil

Encorajada pela Segundo Bull Run, os Confederados fizeram sua primeira invasão do Norte com a Campanha de Maryland. O general Lee liderou 45 000 homens do exército do norte da Virgínia através do rio Potomac em Maryland em 5 de setembro. Lincoln então restaurou as tropas de John Pope para McClellan. McClellan e Lee lutaram na Batalha de Antietam, perto de Sharpsburg, Maryland, em 17 de setembro de 1862, o dia mais sangrento da história militar dos Estados Unidos. O exército de Lee, finalmente controlado, retornou à Virgínia antes que McClellan pudesse destruí-lo. Antietam é considerada uma vitória da União porque interrompeu a invasão de Lee pelo Norte e proporcionou uma oportunidade para Lincoln anunciar sua Proclamação de Emancipação.
Primeira Fredericksburg
Quando o cauteloso McClellan não conseguiu acompanhar Antietam, ele foi substituído pelo major-general Ambrose Burnside. Burnside foi logo derrotado na Batalha de Fredericksburg em 13 de dezembro de 1862, quando mais de 12 000 soldados da União foram mortos ou feridos durante repetidos ataques frontais fúteis contra Marye's Heights. Após a batalha, Burnside foi substituído pelo major-general Joseph Hooker.
Chancellorsville

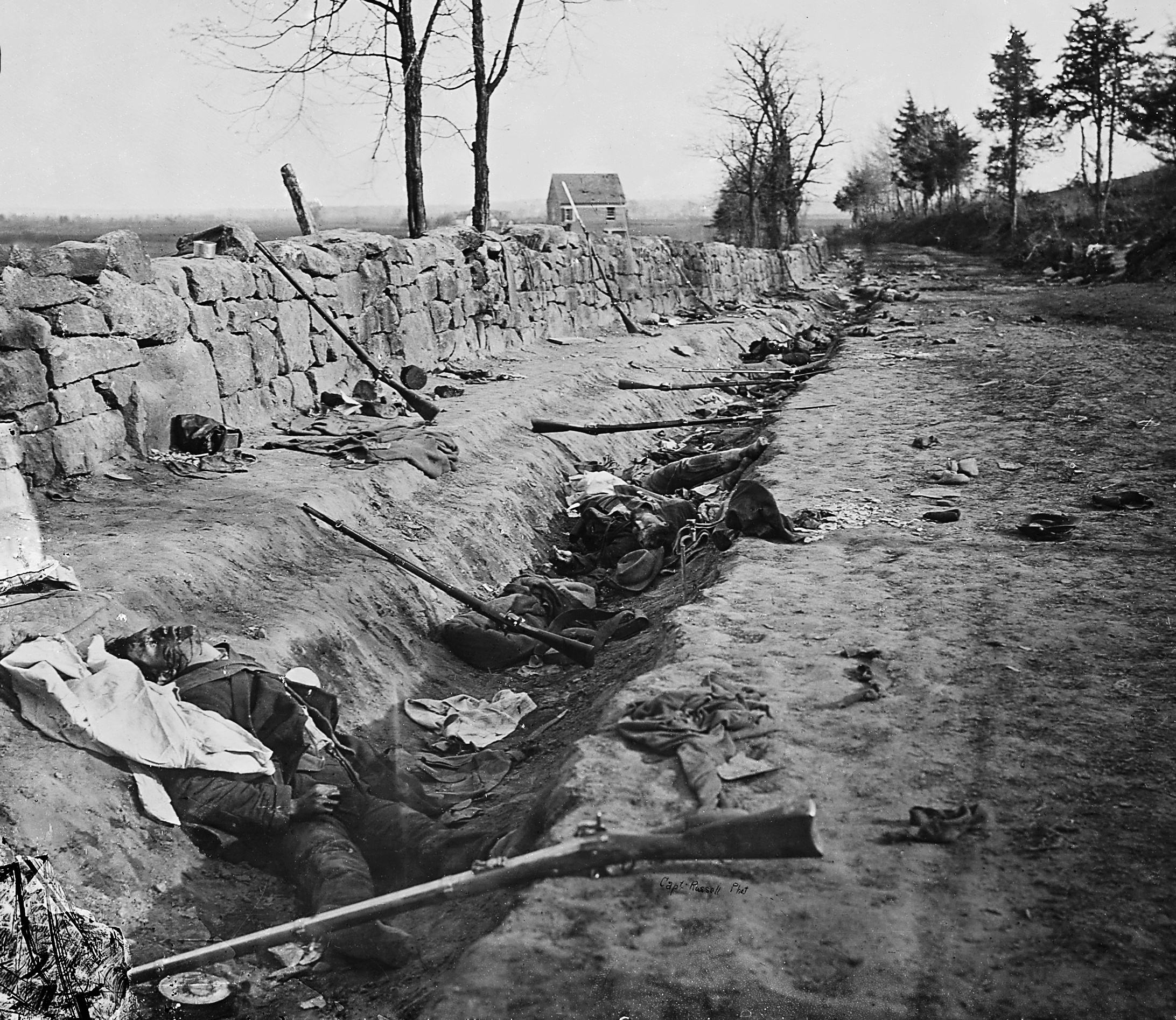
Confederados mortos na Batalha de Fredericksburg, reocupados no dia seguinte 4 de maio de 1863

Hooker também se mostrou incapaz de derrotar o exército de Lee; apesar de ultrapassar em número os Confederados em mais de dois para um, sua Campanha de Chancellorsville se mostrou ineficaz e ele foi humilhado na Batalha de Chancellorsville em maio de 1863. Chancellorsville é conhecida como a "batalha perfeita" de Lee porque sua arriscada decisão de dividir seu exército na presença de uma força inimiga muito maior resultou em uma vitória Confederada significativa. O general Stonewall Jackson foi atingido no braço por fogo amigo acidental durante a batalha e posteriormente morreu de complicações. Lee disse: "Ele perdeu o braço esquerdo; mas eu perdi o braço direito".
A luta mais feroz da batalha, e o segundo dia mais sangrento da Guerra Civil, ocorreu em 3 de maio, quando Lee lançou vários ataques contra a posição da União em Chancellorsville. Naquele mesmo dia, John Sedgwick avançou pelo rio Rappahannock, derrotou a pequena força Confederada em Marye's Heights na Segunda Batalha de Fredericksburg e depois se deslocou para o oeste. Os Confederados travaram uma bem-sucedida ação na Batalha de Salem Church.
Gettysburg

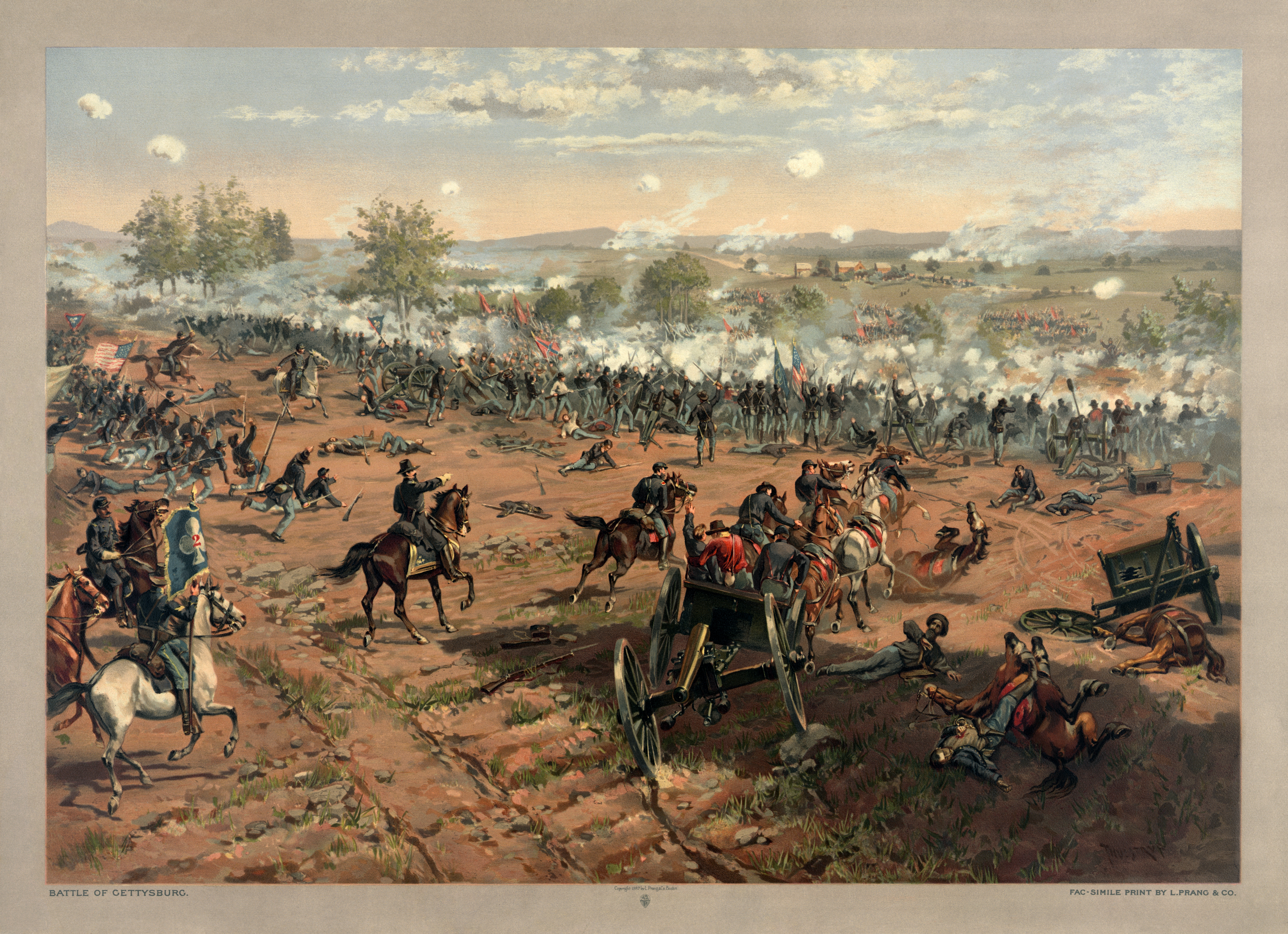
Pickett’s Charge

O general Hooker foi substituído pelo major-general George Meade durante a segunda invasão de Lee do Norte, em junho. Meade derrotou Lee na Batalha de Gettysburg. Esta foi a batalha mais sangrenta da guerra e foi chamada de ponto de virada da guerra. Pickett’s Charge em 3 de julho é frequentemente considerada a marca d'água dos Confederados, porque sinalizou o colapso de sérias ameaças de vitória Confederadas. O exército de Lee sofreu 28 000 baixas (contra 23 000 de Meade). No entanto, Lincoln estava zangado por Meade não ter interceptado a recuo de Lee.

## Teatro Ocidental
O Teatro Ocidental se refere a operações militares entre as Montanhas Apalaches e o rio Mississippi, incluindo os estados do Alabama, Geórgia, Flórida, Mississippi, Carolina do Norte, Kentucky, Carolina do Sul e Tennessee, além de partes da Luisiana.

### Antecedentes
Exército do Tennessee e o Exército de Cumberland
As principais forças da União no Teatro Ocidental foram o Exército do Tennessee e o Exército de Cumberland, que receberam os novos de dois rios, o rio Tennessee e o rio Cumberland. Após a inconclusiva campanha de outono de George Meade, Abraham Lincoln se voltou para o Teatro Ocidental para uma nova liderança. Ao mesmo tempo, a fortaleza Confederada de Vicksburg se rendeu, dando à União o controle do rio Mississippi, isolando permanentemente os Confederados do lado ocidental e produzindo o novo líder de que Lincoln precisava, Ulysses S. Grant.
Exército Confederado do Tennessee
A principal força confederada no Teatro Ocidental era o Exército Confederado do Tennessee. O exército foi formado em 20 de novembro de 1862, quando o general Braxton Bragg renomeou o antigo Exército Confederado do Mississippi. Enquanto as forças confederadas tiveram numerosos sucessos no Teatro Oriental, foram derrotadas muitas vezes no Ocidente.

### Batalhas
Fort Henry e Fort Donelson
O principal estrategista e tático da União no Ocidente foi Ulysses S. Grant, que conquistou vitórias no Fort Henry (6 de fevereiro de 1862) e Donelson (11 a 16 de fevereiro de 1862), ganhando o apelido de "Rendição Incondicional", por onde a União assumiu o controle dos rios Tennessee e Cumberland. Nathan Bedford Forrest reuniu cerca de 4 000 soldados Confederados e os levou a escapar através do rio Cumberland. Assim, Nashville e o centro do Tennessee caíram para a União, levando a escassez de suprimentos e gado locais e a um colapso na organização social.
A invasão de Columbus por Leonidas Polk acabou com a política de neutralidade do Kentucky e a se voltou contra os Confederados. Grant usou o transporte fluvial e as canhoneiras da Flotilha Ocidental de Andrew Hull Foote para ameaçar o "Gibraltar do Oeste" dos Confederados em Columbus, Kentucky. Embora tenha sido rejeitado em Belmont, Grant interrompeu Columbus. Os Confederados, sem suas próprias canhoneiras, foram forçados a recuar e a União assumiu o controle do oeste do Kentucky e abriu o Tennessee em março de 1862.
Shiloh

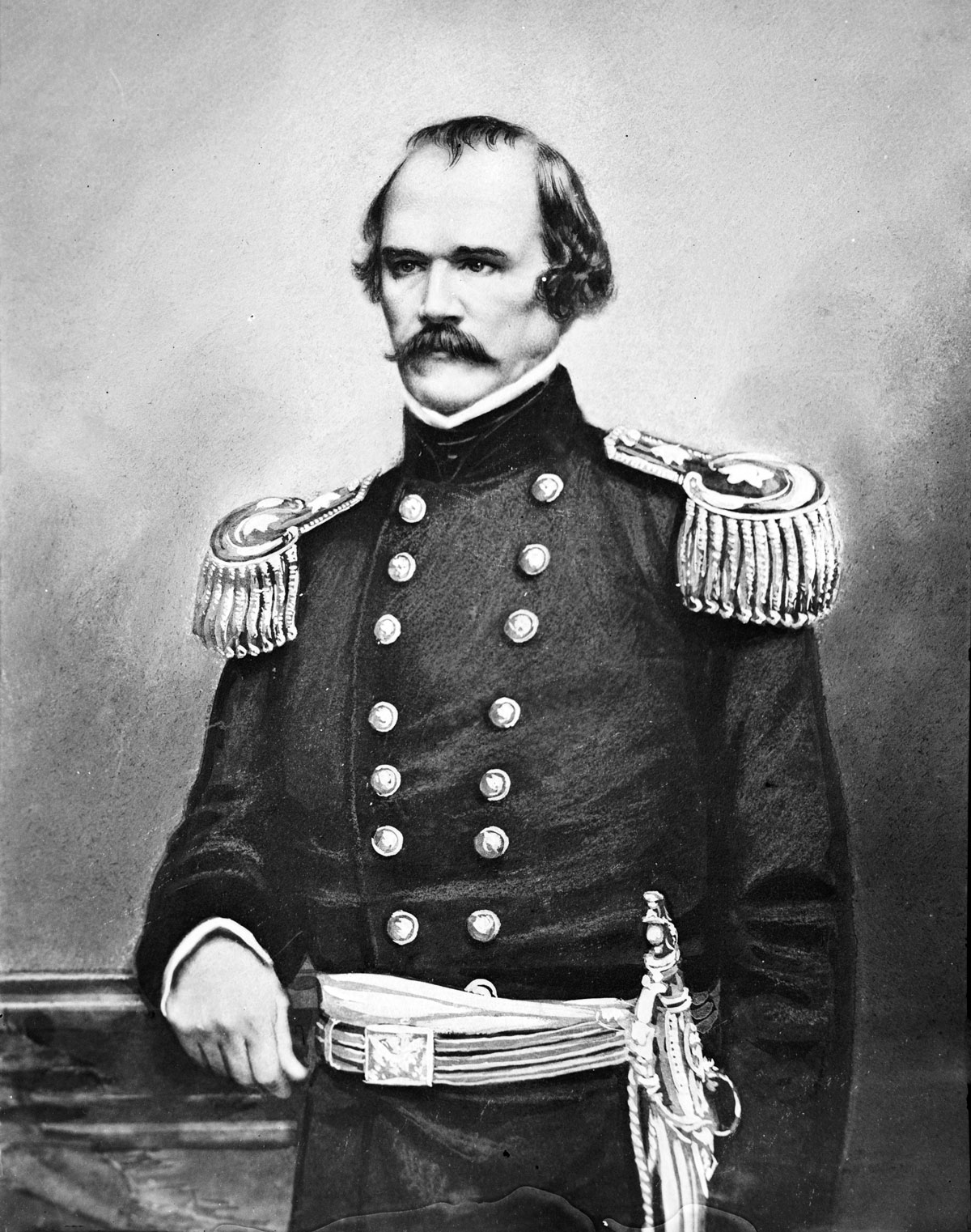
Albert Sidney Johnston morreu na Batalha de Shiloh

Na Batalha de Shiloh (Pittsburg Landing), no Tennessee, em abril de 1862, os Confederados fizeram um ataque surpresa que empurrou as forças da União contra o rio ao cair da noite. Durante a noite, a Marinha da União conseguiu reforços adicionais e Grant contra-atacou. Grant e a União obtiveram uma vitória decisiva a primeira batalha com as altas taxas de baixas que se repetiam várias vezes. Os Confederados perderam Albert Sidney Johnston, considerado seu melhor general antes do surgimento de Robert E. Lee.
Marinha da União captura Memphis

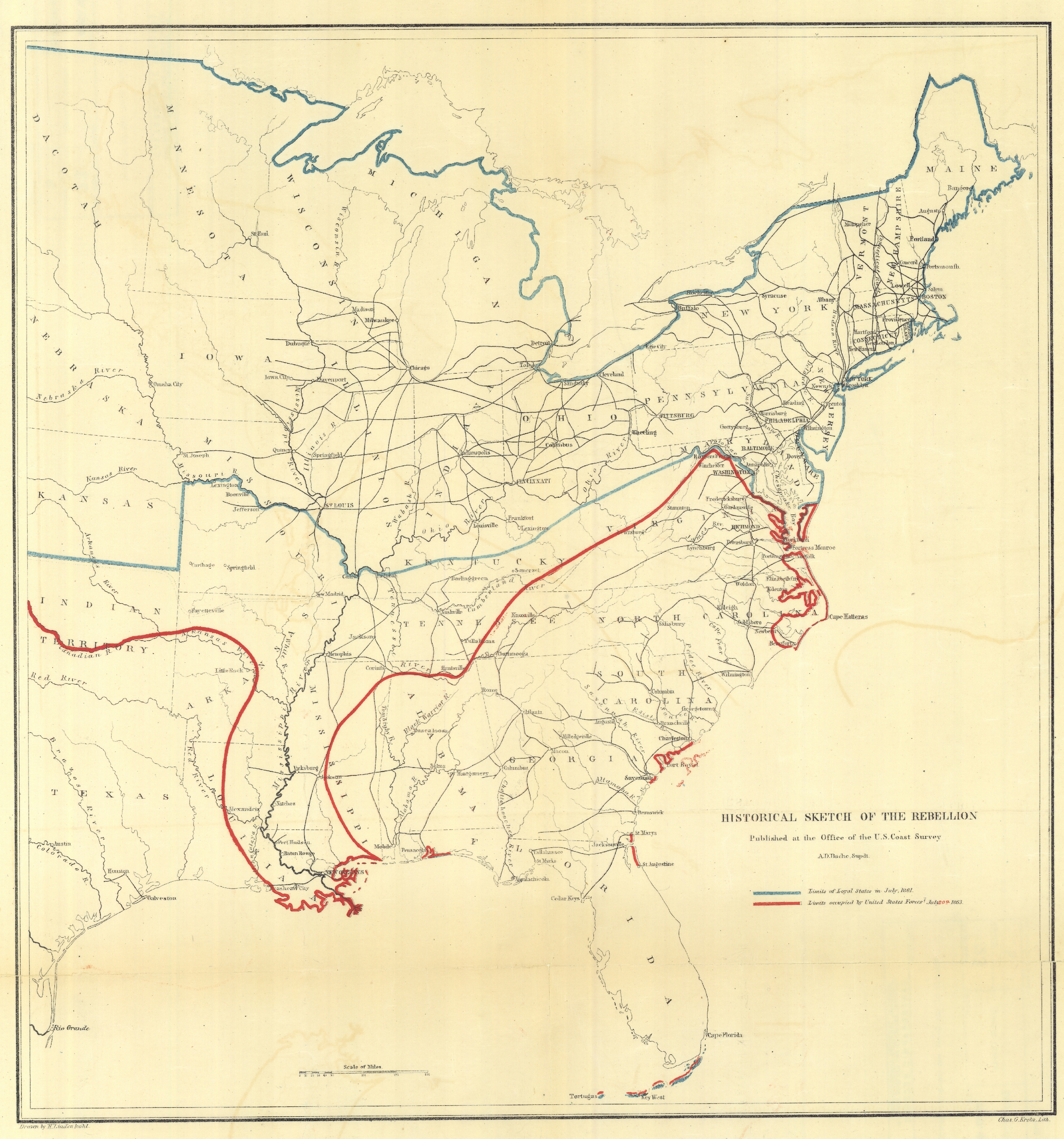
Em 1863, a União controlava grandes porções do Teatro Ocidental, especialmente as áreas ao redor do rio Mississippi

Um dos primeiros objetivos da União na guerra foi a captura do rio Mississippi, a fim de reduzir os Confederados pela metade. O rio Mississippi foi aberto ao tráfego da União para a fronteira sul do rio Tennessee com a captura da Ilha Number Ten e New Madrid, Missouri, e depois Memphis, Tennessee.
Em abril de 1862, a Marinha da União capturou Nova Orleães. "O ponto chave do rio era Nova Orleães, o maior porto do Sul e o maior centro industrial." A Marinha da União sob David Farragut passaram pelas defesas Confederadas ao sul de Nova Orleães. As forças Confederadas abandonaram a cidade, dando à União uma âncora crítica no Sul profundo, o que permitiu que as forças da União começassem a subir o rio Mississippi. Memphis caiu para as forças da União em 6 de junho de 1862 e se tornou uma base essencial para novos avanços ao Sul, ao longo do rio Mississippi. Somente a cidade-fortaleza de Vicksburg, Mississippi, impediu o controle da União de todo o rio.
Perryville
A segunda invasão de Braxton Bragg ao Kentucky na Ofensiva Confederada de Heartland incluiu sucessos iniciais, como o triunfo de Edmund Kirby Smith na Batalha de Richmond e a captura da capital do Kentucky, Frankfort, em 3 de setembro de 1862. No entanto, a campanha terminou com uma vitória sem sentido sobre o major-general Don Carlos Buell na Batalha de Perryville. Bragg foi forçado a encerrar sua tentativa de invadir o Kentucky e recuar devido à falta de apoio logístico e à falta de recrutas de infantaria para os Confederados naquele estado.
Stones River
Bragg foi derrotado por pouco pelo major-general William Rosecrans na Batalha de Stones River, no Tennessee, o culminar da Campanha de Stones River.
Vicksburg
As forças navais ajudaram Ulysses S. Grant na longa e complexa Campanha de Vicksburg, que resultou na rendição dos Confederados na Batalha de Vicksburg, em julho de 1863, que cimentou o controle da União sobre o rio Mississippi e é considerado um dos pontos de virada da guerra.
Chickamauga

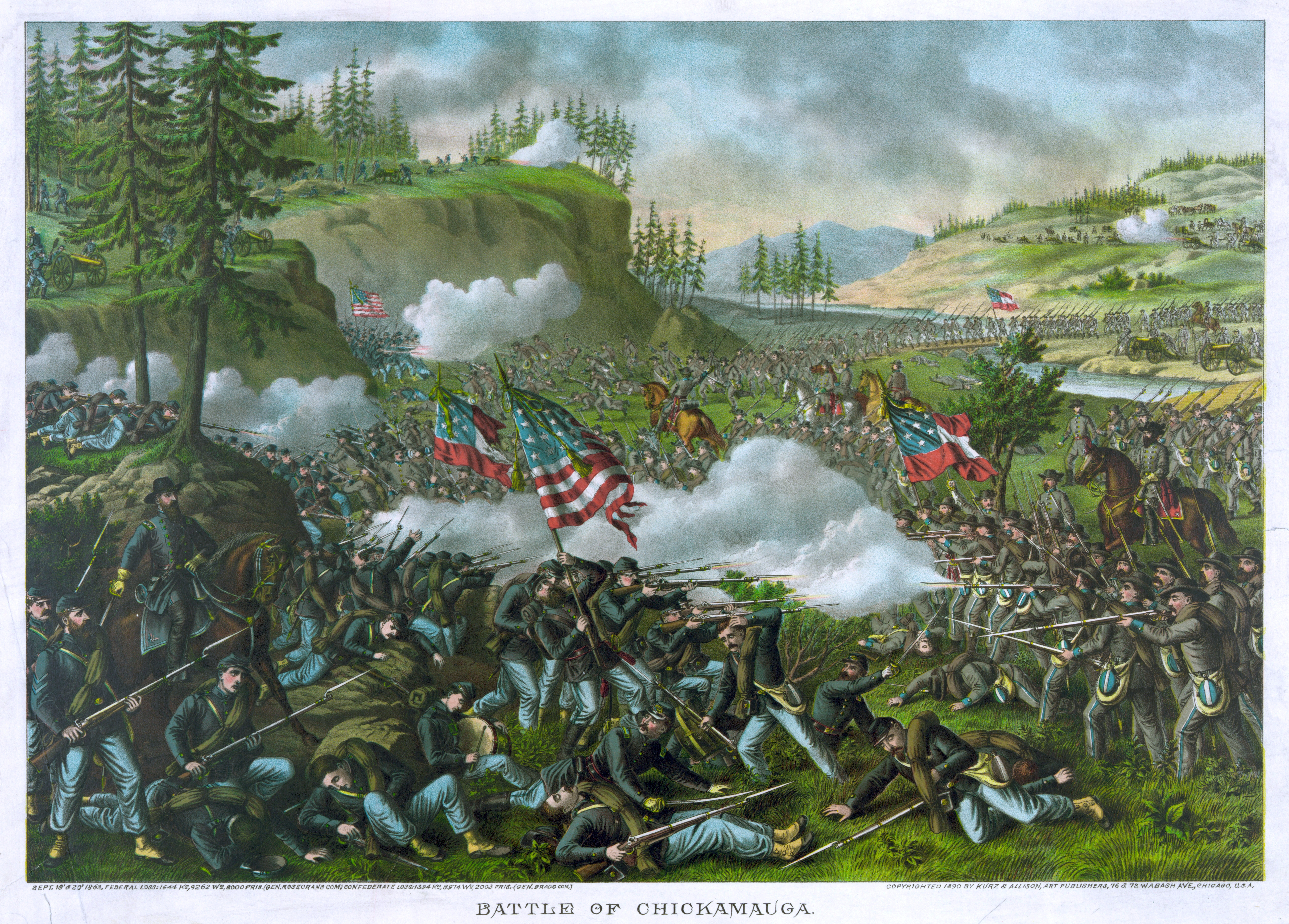
A Batalha de Chickamauga, as das maiores baixas da guerra em dois dias

A única vitória Confederada no Ocidente foi a Batalha de Chickamauga. Após a bem-sucedida Campanha de Tullahoma de Rosecrans e Bragg, reforçado pelo tenente-general James Longstreet (do Exército de Lee no leste), derrotou Rosecrans, apesar da posição defensiva heroica do major-general George Henry Thomas.
Terceira Chattanooga
Rosecrans se retirou para Chattanooga, que Bragg sitiou na Campanha de Chattanooga. Grant marchou para o alívio de Rosecrans e derrotou Bragg na Terceira Batalha de Chattanooga, fazendo com que Longstreet abandonasse sua Campanha de Knoxville e expulsando as forças Confederadas do Tennessee e abrindo uma rota para Atlanta e o coração dos Confederados.

## Teatro Trans-Mississippi

### Antecedentes
O Teatro Trans-Mississippi se refere a operações militares a oeste do rio Mississippi, sem incluir as áreas que fazem fronteira com o Oceano Pacífico.

### Batalhas
Missouri

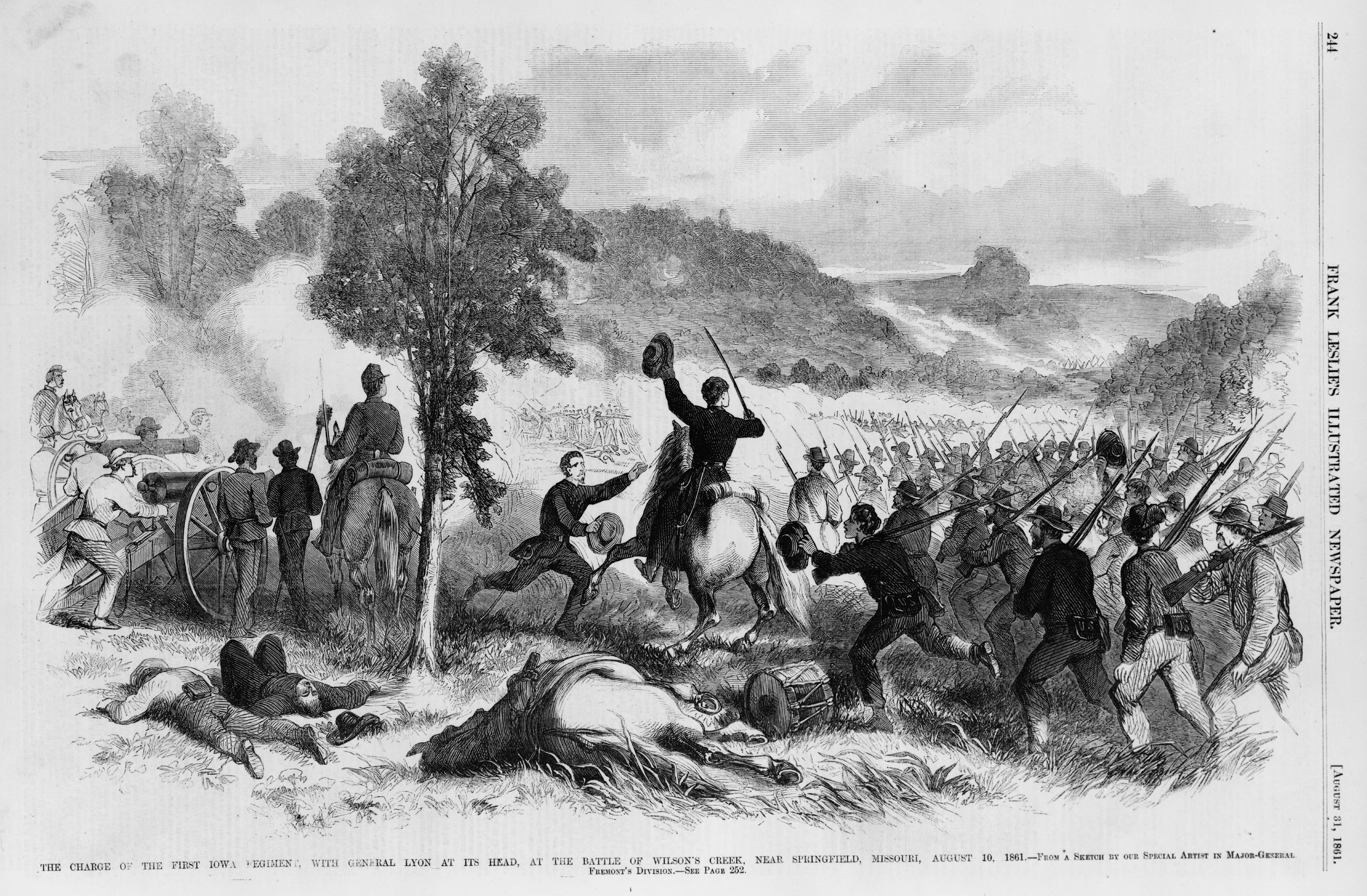
Nathaniel Lyon assegurou as docas e o arsenal de St. Louis, levou as forças da União a expulsar as forças e o governo Confederado do Missouri

A primeira batalha do Teatro Trans-Mississippi foi a Batalha de Wilson's Creek. Os Confederados foram expulsos do Missouri no início da guerra como resultado da Batalha de Pea Ridge.
A extensa guerra de guerrilhas caracterizou a região Trans-Mississippi, pois os Confederados careciam de tropas e logística para apoiar os exércitos regulares que poderiam desafiar o controle da União. Bandos Confederados itinerantes, como os Quantrill's Raiders, aterrorizaram o campo, atingindo instalações militares e assentamentos civis. Os "Sons of Liberty" (Filhos da Liberdade) e a "Order of the American Knights" (Ordem dos Cavaleiros Americanos) atacaram pessoas pró-União, titulares de cargos eleitos e soldados uniformizados desarmados. Esses partidários não puderam ser inteiramente expulsos do estado do Missouri até que uma divisão regular de infantaria da União estivesse envolvida. Em 1864, essas atividades violentas prejudicaram o movimento anti-guerra nacional que se organizava contra a reeleição de Abraham Lincoln. O Missouri não apenas ficou na União, mas Lincoln obteve 70% dos votos para a reeleição.
Novo México
Inúmeras ações militares de pequena escala, ao sul e oeste do Missouri, procuraram controlar o Território Indígena e o Território do Novo México para a União. A Batalha de Glorieta Pass foi a batalha decisiva da Campanha do Novo México. A União repeliu incursões Confederadas no Novo México em 1862, e o governo do Arizona exilado recuou para o Texas. No Território Indígena, eclodiu uma guerra civil dentro das tribos. Cerca de 12 000 guerreiros indígenas lutaram pelos Confederados e números menores pela União. Um dos Cherokees mais proeminente foi o general-de-brigada Stand Watie, o último general Confederado a se render.
Texas
Após a queda de Vicksburg, em julho de 1863, o general Edmund Kirby Smith, no Texas, foi informado por Jefferson Davis que não esperava mais ajuda do leste do rio Mississippi. Embora ele não tivesse recursos para derrotar os exércitos da União, ele construiu um arsenal formidável em Tyler, Texas, junto com sua própria economia Edmund Kirby Smith, um "feudo independente" virtual no Texas, incluindo construção de ferrovias e contrabando internacional. A União, por sua vez, não o envolveu diretamente. Sua Campanha de Red River, em 1864, para tomar Shreveport, Luisiana, foi um fracasso e o Texas permaneceu nas mãos dos Confederados durante a guerra.

## Teatro da Margem Inferior

### Antecedentes
O Teatro da Margem Inferior se refere a operações militares e navais que ocorreram perto das áreas costeiras do sudeste: no Alabama, Flórida, Luisiana, Mississippi, Carolina do Sul e Texas) bem como a parte sul do rio Mississippi (Port Hudson e sul). As atividades navais da União foram ditadas pelo Plano Anaconda.

### Batalhas
Carolina do Sul
Uma das primeiras batalhas da guerra foi travada em Port Royal Sound, ao sul de Charleston. Grande parte da guerra ao longo da costa da Carolina do Sul se concentrou na captura de Charleston. Ao tentar capturar Charleston, os militares da União tentaram duas abordagens, por terra sobre as ilhas James ou Morris ou pelo porto. No entanto, os Confederados foram capazes de afastar cada ataque da União. Um dos ataques mais famosos por terra foi a Segunda Batalha de Fort Wagner, na qual a 54° Regimento de Infantaria de Massachusetts participou. A União sofreu uma séria derrota nessa batalha, perdendo 1 500 homens, enquanto os Confederados perderam apenas 175.
Geórgia
Fort Pulaski, na costa da Geórgia, foi um dos primeiros alvos da Marinha da União. Após a captura de Port Royal, uma expedição foi organizada com tropas de engenheiros sob o comando do capitão Quincy Adams Gillmore, forçando uma rendição Confederada.
Luisiana

Captura de Nova Orleães

Em abril de 1862, uma força-tarefa naval da União comandada pelo comandante David Dixon Porter atacou Forts Jackson e St. Philip, que protegiam a aproximação por rio a Nova Orleães pelo sul. Enquanto parte da frota bombardeou os fortes, outras embarcações forçaram uma quebra nas obstruções do rio e permitiram que o restante da frota subisse o rio até a cidade. Uma força do exército da União comandada pelo major-general Benjamin Butler desembarcou perto dos fortes e forçou sua rendição. O controverso comando de Butler em Nova Orleães ganhou o apelido de "Beast" (Besta).
No ano seguinte, o Exército da União do Golfo, comandado pelo major-general Nathaniel Prentice Banks, sitiou Port Hudson por quase oito semanas, o maior cerco da História militar dos Estados Unidos. Os Confederados tentaram se defender com a Campanha Bayou Teche, mas se renderam após Vicksburg. Essas duas rendições deram à União o controle sobre todo o Mississippi.
Flórida
Várias pequenas escaramuças foram travadas na Flórida, mas sem grandes batalhas. A maior foi a Batalha de Olustee, no início de 1864.

## Teatro da Costa do Pacífico
O Teatro da Costa do Pacífico se refere a operações militares no Oceano Pacífico e nos estados e territórios a oeste da Divisão Continental.

## Conquista da Virgínia

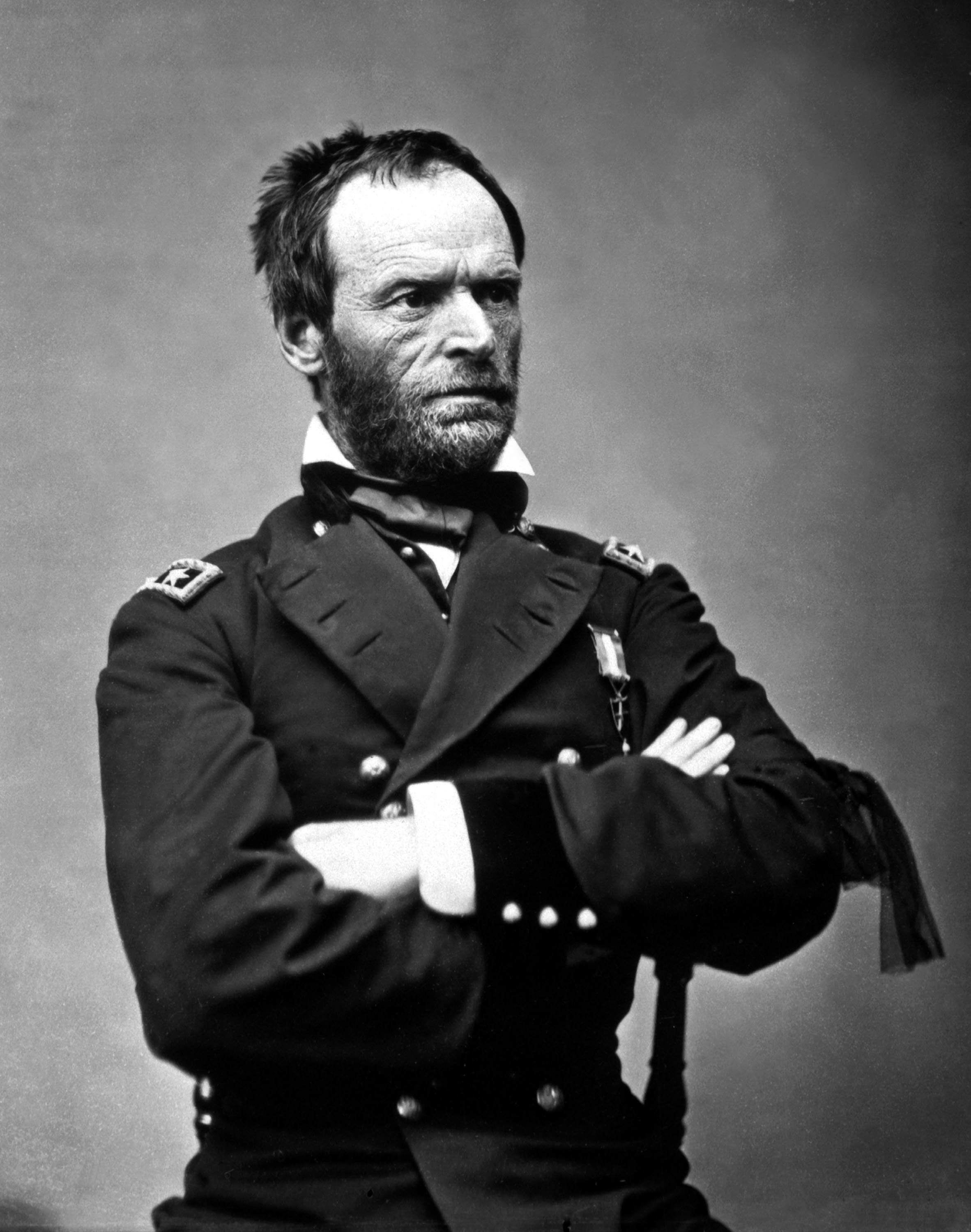
William Tecumseh Sherman

No início de 1864, Abraham Lincoln fez Ulysses S. Grant comandante de todos os exércitos da União. Grant fez sua sede com o Exército do Potomac e colocou o major-general William Tecumseh Sherman no comando da maioria dos exércitos ocidentais. Grant entendeu o conceito de guerra total e acreditava, juntamente com Lincoln e Sherman, que apenas a derrota total das forças Confederadas e sua base econômica acabaria com a guerra. Foi uma guerra total, não matando civis, mas tomando provisões e suprimentos e destruindo casas, fazendas e ferrovias, que Grant disse que "de outra forma teria sido apoiado pela secessão e rebelião. Acredito que essa política exerceu uma influência material para acelerar o fim". Grant desenvolveu uma estratégia coordenada que atacaria toda a Confederação de várias direções. Os generais George Meade e Benjamin Butler foram ordenados a se mover contra Robert E. Lee perto de Richmond, o general Franz Sigel (e mais tarde Philip Sheridan) atacaria o Vale de Shenandoah, o general Sherman capturaria Atlanta e marcharia para o mar (o Oceano Atlântico), os generais George Crook e William W. Averell deveriam operar contra linhas de fornecimento de ferrovias na Virgínia Ocidental, e o major-general Nathaniel Prentice Banks capturaria Mobile, Alabama.

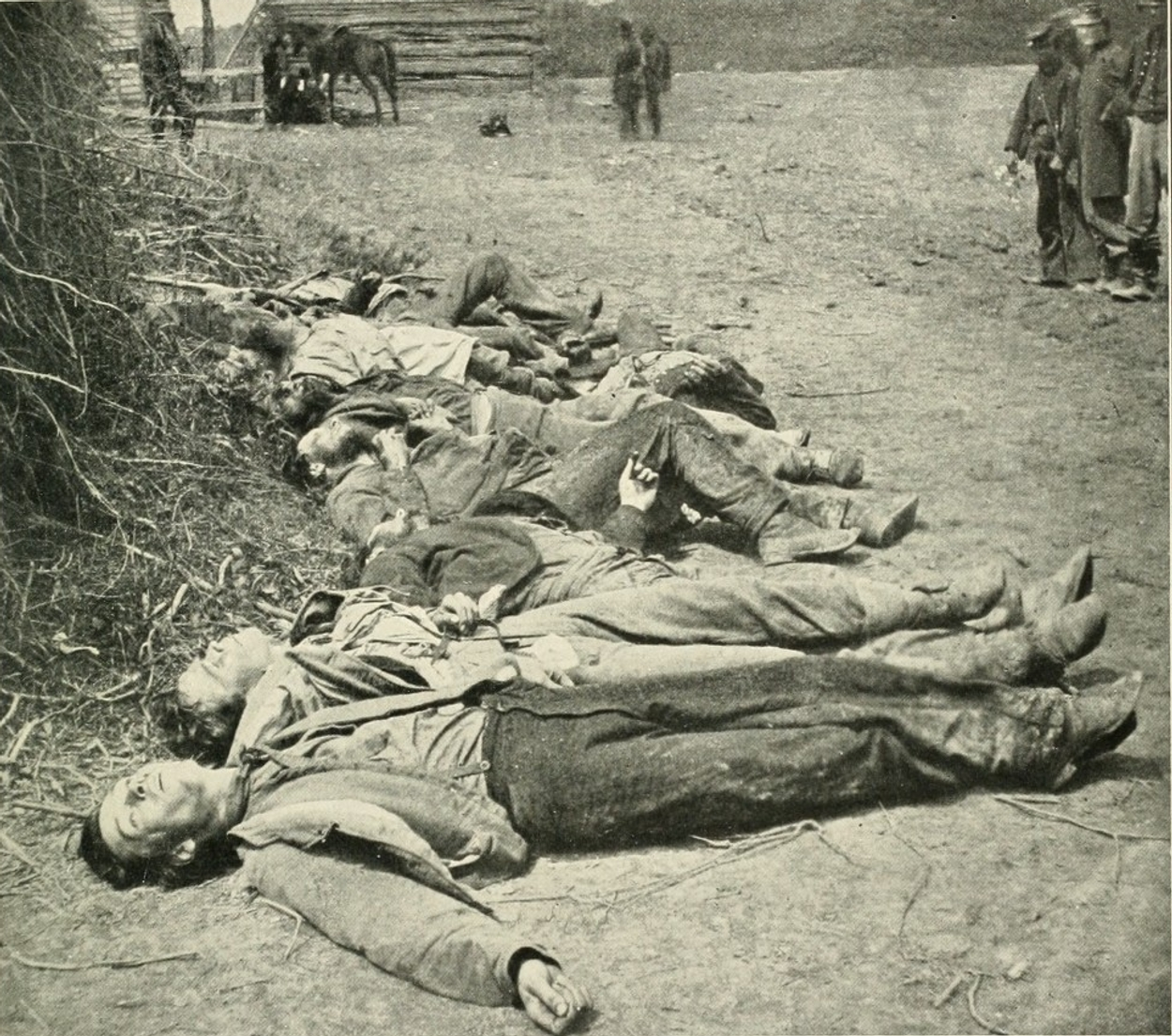
Soldados mortos no ataque de Richard Stoddert Ewell, em maio de 1864 à Spotsylvania Court House, que ajudaram a atrasar o avanço de Ulysses S. Grant em Richmond na Campanha Overland

### Campanha Overland de Grant
O exército de Ulysses S. Grant partiu na Campanha Overland com o objetivo de atrair Robert E. Lee para uma defesa de Richmond, onde eles tentariam deter e destruir o Exército Confederado. O Exército da União tentou primeiro passar por Lee e travou várias batalhas, principalmente em Wilderness, Spotsylvania Court House e Cold Harbor. Essas batalhas resultaram em pesadas perdas de ambos os lados e forçaram os Confederados de Lee a recuar repetidamente. Na Batalha de Yellow Tavern, os Confederados perderam J. E. B. Stuart.
Uma tentativa de flanquear Lee pelo sul falhou sob Butler, que estava preso dentro da curva do rio Bermuda Hundred. Cada batalha resultou em contratempos para a União que espelhavam o que haviam sofrido com generais anteriores, embora, diferentemente dos generais anteriores, Grant lutasse em vez de recuar. Grant era tenaz e continuou pressionando o exército de Lee, no Norte da Virgínia, de volta a Richmond. Enquanto Lee se preparava para um ataque a Richmond, Grant inesperadamente virou para o sul para atravessar o rio James e iniciou o prolongado Cerco de Petersburg, onde os dois exércitos se envolveram em guerra de trincheiras por mais de nove meses.

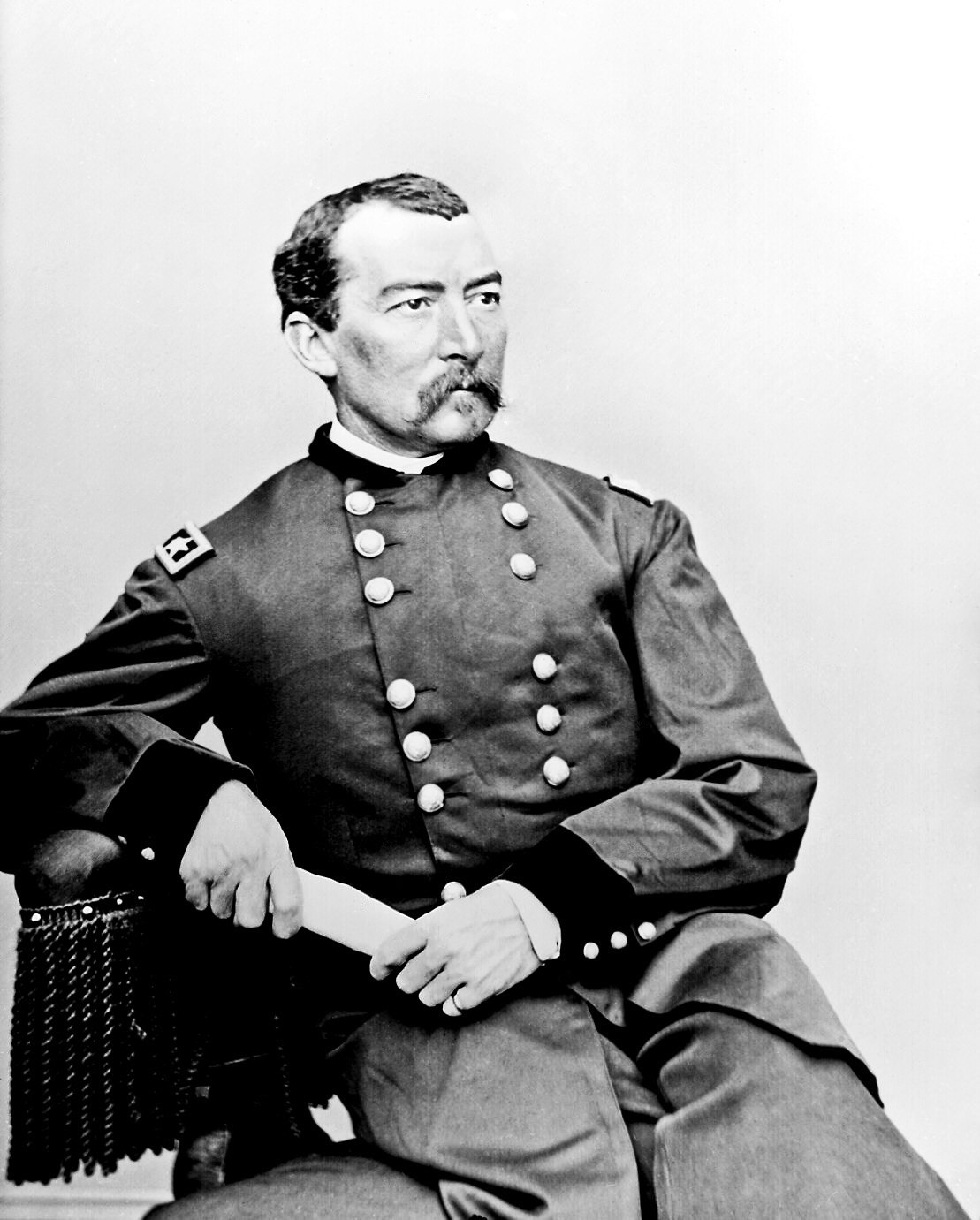
Philip Sheridan

### Campanha do Vale de Sheridan
Ulysses S. Grant finalmente encontrou um comandante, general Philip Sheridan, agressivo o suficiente para prevalecer nas campanhas do vale de 1864. Sheridan foi inicialmente repelido na Batalha de New Market pelo ex-vice-presidente dos Estados Unidos e general Confederado John C. Breckinridge. A Batalha de New Market foi a última grande vitória dos Confederados na guerra e incluiu uma acusação de cadetes adolescentes do Instituto Militar da Virgínia. Depois de redobrar seus esforços, Sheridan derrotou o major-general Jubal Early em uma série de batalhas, incluindo uma derrota decisiva final na Batalha de Cedar Creek. Sheridan então destruiu a base agrícola do vale de Shenandoah, uma estratégia semelhante às táticas que Sherman empregou mais tarde na Geórgia.

### Marcha ao Mar de Sherman
Enquanto isso, William Tecumseh Sherman manobrou de Chattanooga para Atlanta, derrotando os generais Confederados Joseph E. Johnston e John Bell Hood ao longo do caminho. A queda de Atlanta em 2 de setembro de 1864 garantiu a reeleição de Abraham Lincoln como presidente. Hood deixou a área de Atlanta para se virar e ameaçar as linhas de suprimentos de Sherman e invadir o Tennessee na Campanha de Franklin–Nashville. O major-general da União John Schofield derrotou Hood na Batalha de Franklin, e George Henry Thomas enfrentou Hood uma derrota maciça na Batalha de Nashville, destruindo efetivamente o exército de Hood.

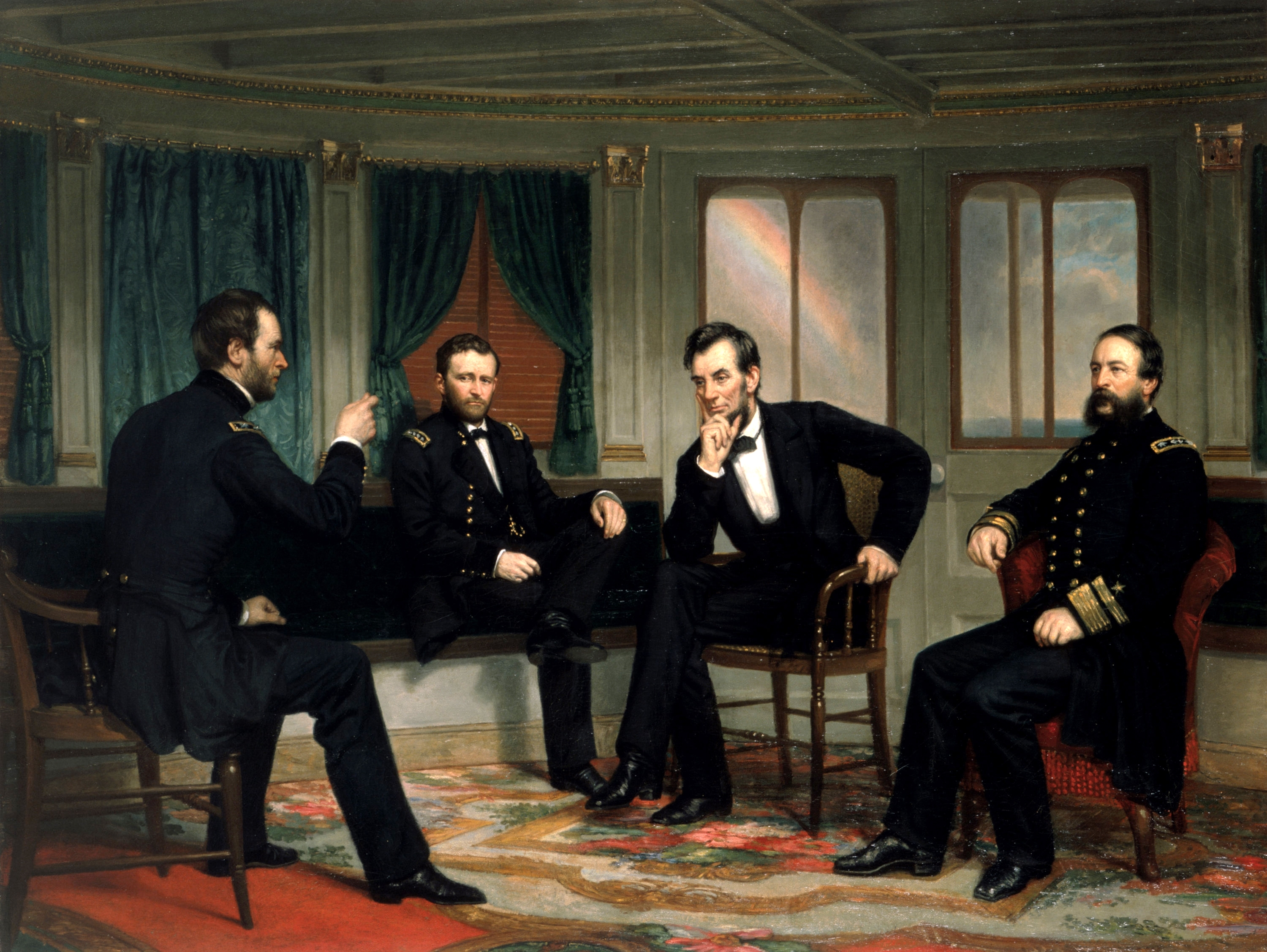
The Peacemakers de George Peter Alexander Healy retratam Sherman, Grant, Lincoln e Porter discutindo planos para as últimas semanas da Guerra Civil a bordo do navio a vapor River Queen em março de 1865

Saindo de Atlanta e sua base de suprimentos, o exército de Sherman marchou com um destino ao desconhecido, destruindo cerca de 20% das fazendas da Geórgia em sua "Marcha ao Mar". Ele chegou ao Oceano Atlântico em Savannah, Geórgia, em dezembro de 1864. O exército de Sherman foi seguido por milhares de escravos libertos; não houve grandes batalhas ao longo da Marcha. Sherman virou para o Norte através da Carolina do Sul e Carolina do Norte para se aproximar das linhas da Virgínia Confederada a partir do Sul, aumentando a pressão sobre o exército de Robert E. Lee.

### O Waterloo dos Confederados
O exército de Robert E. Lee, reduzido por deserção e baixas, agora era muito menor que o de Ulysses S. Grant. Uma última tentativa Confederada de romper o controle da União sobre Petersburg fracassou na decisiva Batalha de Five Forks (às vezes chamada de "O Waterloo dos Confederados") em 1 de abril. Isso significava que a União agora controlava todo o perímetro em torno de Richmond-Petersburg, cortando completamente os Confederados. Percebendo que a capital estava perdida, Lee decidiu evacuar seu exército. A capital Confederada caiu para o XXV Corpo da União, composto por tropas de negros. As unidades Confederadas restantes fugiram para o oeste após uma derrota em Sayler's Creek.

## Rendição Confederada
Inicialmente, Robert E. Lee não pretendia se render, mas planejava se reagrupar na vila de Appomattox Court House, onde suprimentos deveriam estar esperando, e depois continuar a guerra. Ulysses S. Grant perseguiu Lee e ficou na frente dele, para que, quando o exército de Lee chegasse ao Appomattox Court House, eles estivessem cercados. Após uma batalha inicial, Lee decidiu que o combate estava perdido e rendeu seu Exército da Virgínia do Norte em 9 de abril de 1865, na McLean House. Em um gesto não tradicional e como um sinal do respeito e antecipação de Grant de restaurar pacificamente os Estados Confederados à União, Lee foi autorizado a manter sua espada e seu cavalo, Traveller.
Em 14 de abril de 1865, o presidente Abraham Lincoln foi baleado por John Wilkes Booth, um simpatizante do Sul. Lincoln morreu cedo na manhã seguinte e Andrew Johnson se tornou o presidente. Enquanto isso, as forças Confederadas do Sul se renderam quando as notícias da rendição de Lee chegaram a eles. Em 26 de abril de 1865, o general Joseph E. Johnston entregou cerca de 90 000 homens do Exército Confederado do Tennessee ao major-general William Tecumseh Sherman em Bennett Place, perto da atual Durham, Carolina do Norte. Provou ser a maior rendição de forças Confederadas, efetivamente encerrando a guerra. O presidente Andrew Johnson declarou oficialmente um fim virtual da insurreição em 9 de maio de 1865; O presidente Jefferson Davis foi capturado no dia seguinte. Em 2 de junho, Edmund Kirby Smith entregou oficialmente suas tropas no Departamento Trans-Mississippi. Em 23 de junho, o líder Cherokee Stand Watie se tornou o último general Confederado a render suas forças.

## Vitória e consequências da União

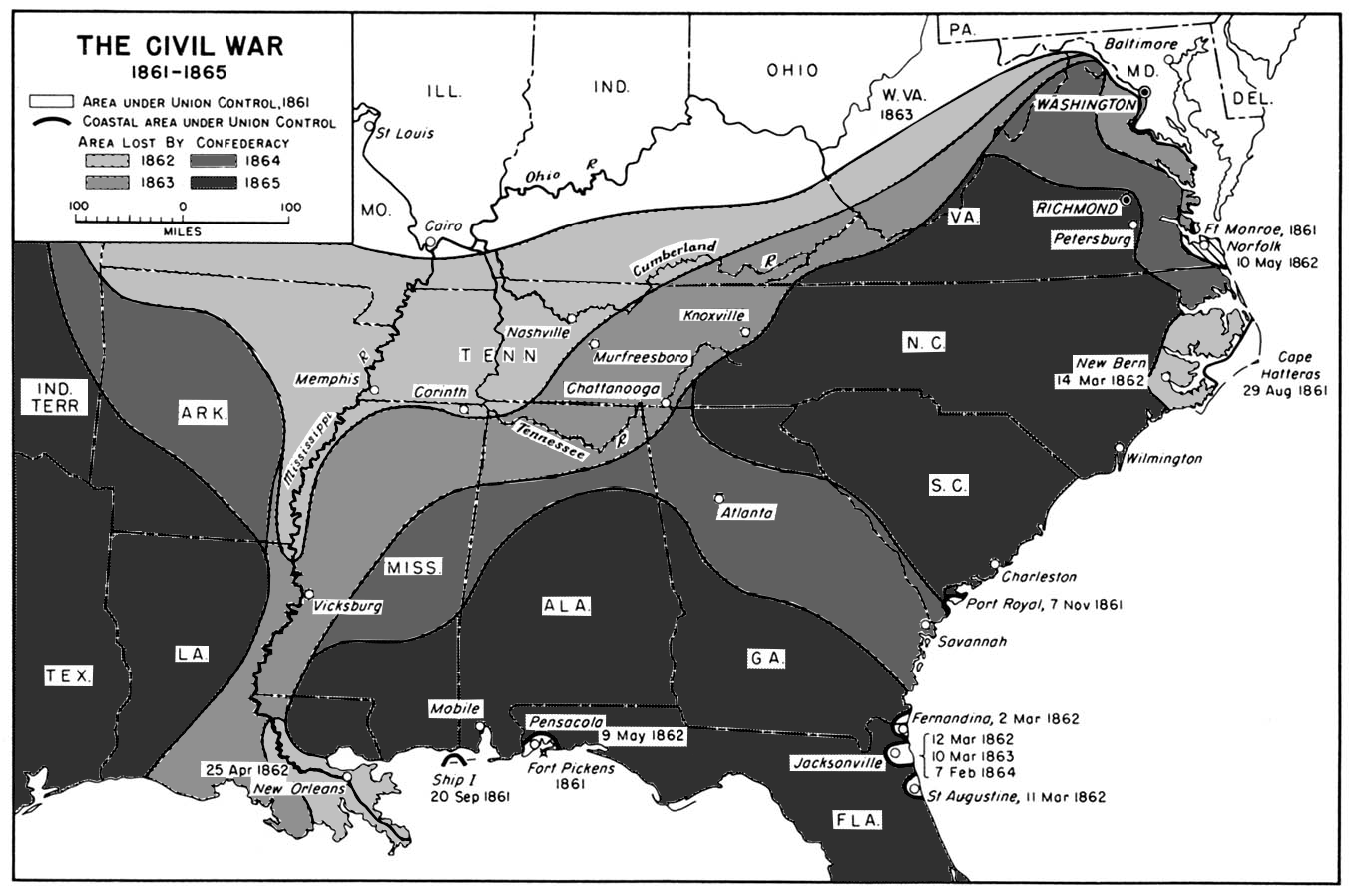
Mapa de perdas do território Confederado ano a ano

### Resultados
As causas da guerra, as razões de seu resultado e até o nome da guerra em si são hoje assuntos de disputa persistente. O Norte e o Oeste enriqueceram, enquanto o Sul, outrora rico, ficou pobre por um século. O poder político nacional dos proprietários de escravos e dos ricos do Sul terminou. Os historiadores têm menos certeza dos resultados da reconstrução do pós-guerra, especialmente em relação à cidadania de segunda classe dos libertos e sua pobreza.
Historiadores debateram se aos Confederados poderiam ter vencido a guerra. A maioria dos estudiosos, incluindo James M. McPherson, argumenta que a vitória Confederada era pelo menos possível. McPherson argumenta que a vantagem do Norte em população e recursos tornou a vitória do Norte provável, mas não garantida. Ele também argumenta que se os Confederados tivessem lutado usando táticas não convencionais, seria mais fácil aguentar tempo suficiente para esgotar a União.
Os Confederados não precisavam invadir e manter o território inimigo para vencer, mas apenas precisavam travar uma guerra defensiva para convencer o Norte de que o custo da vitória seria alto demais. O Norte precisava conquistar e manter vastas extensões de território inimigo e derrotar exércitos Confederados para vencer. Abraham Lincoln não era um ditador militar e só poderia continuar lutando a guerra enquanto o público americano apoiasse a continuação da guerra. Os Confederados procuraram conquistar a independência do duradouro Lincoln; no entanto, depois que Atlanta caiu e Lincoln derrotou George B. McClellan nas eleições de 1864, todas as esperanças de uma vitória política para o Sul terminaram. Nesse ponto, Lincoln havia conseguido o apoio dos republicanos, democratas da guerra, estados fronteiriços, escravos emancipados e a neutralidade da Grã-Bretanha e da França. Ao derrotar os democratas e McClellan, ele também derrotou os Copperheads e sua plataforma de paz.
Muitos estudiosos argumentam que a União possuía uma vantagem insuperável a longo prazo sobre os Confederados em força e população industrial. As ações Confederadas, eles argumentam, que apenas atrasaram a derrota. O historiador da Guerra Civil Shelby Foote expressou essa visão sucintamente: "Eu acho que o Norte travou essa guerra com uma mão atrás nas costas ... Se houvesse mais vitórias do Sul e muito mais, o Norte simplesmente teria trazido a outra mão pelas costas. Não creio que o Sul tenha tido a chance de vencer essa guerra".
Uma visão minoritária entre os historiadores é que os Confederados perderam porque, como E. Merton Coulter colocou, "as pessoas não fizeram força suficiente e tempo suficiente para vencer". De acordo com Charles H. Wilson, em The Collapse of the Confederacy, "o conflito interno deve figurar com destaque em qualquer explicação da derrota dos Confederados". O historiador marxista Armstead Robinson concorda, apontando para um conflito de classes no Exército Confederado entre os proprietários de escravos e o maior número de não proprietários. Ele argumenta que os soldados não proprietários de escravos ficaram amargurados por lutar para preservar a escravidão e lutaram com menos entusiasmo. Ele atribui as principais derrotas Confederadas em 1863 em Vicksburg e Missionary Ridge a esse conflito de classes. No entanto, a maioria dos historiadores rejeita o argumento. James M. McPherson, depois de ler milhares de cartas escritas por soldados Confederados, encontrou um forte patriotismo que continuou até o fim; eles realmente acreditavam que estavam lutando por liberdade. Mesmo quando os Confederados estava visivelmente em colapso entre 1864 e 1865, ele diz que a maioria dos soldados Confederados estavam lutando muito. O historiador Gary W. Gallagher cita o general William Tecumseh Sherman que, no início de 1864, comentou: "Os demônios parecem ter uma determinação que não pode deixar de ser admirada." Apesar da perda de escravos e riqueza, com a fome iminente, Sherman continuou: "ainda não vejo sinais de desapontamento de alguns desertores cansados da guerra, mas as massas decidiram combatê-la".
|                     | Ano       | União            | Confederados    |
| ------------------- | --------- | ---------------- | --------------- |
| População           | 1860      | 22 100 000 (71%) | 9 100 000 (29%) |
| População           | 1864      | 28 800 000 (90%) | 3 000 000 (10%) |
| Livres              | 1860      | 21 700 000 (81%) | 5 600 000 (19%) |
| Escravos            | 1860      | 490 000 (11%)    | 3 550 000 (89%) |
| Escravos            | 1864      | insignificante   | 1 900 000       |
| Soldados            | 1860–1864 | 2 100 000 (67%)  | 1 064 000 (33%) |
| Milhas ferroviárias | 1860      | 21 800 (71%)     | 8 800 (29%)     |
| Milhas ferroviárias | 1864      | 29 100 (98%)     | insignificante  |
| Fabricas            | 1860      | 90%              | 10%             |
| Fabricas            | 1864      | 98%              | 2%              |
| Produção de armas   | 1860      | 97%              | 3%              |
| Produção de armas   | 1864      | 98%              | 2%              |
| Fardos de algodão   | 1860      | insignificante   | 4 500 000       |
| Fardos de algodão   | 1864      | 300 000          | insignificante  |
| Exportações         | 1860      | 30%              | 70%             |
| Exportações         | 1864      | 98%              | 2%              |

Também importante foi a eloquência de Lincoln em racionalizar o propósito nacional e sua habilidade em manter os estados fronteiriços comprometidos com a causa da União. A Proclamação de Emancipação foi um uso eficaz dos poderes de guerra do Presidente. O governo Confederado falhou na tentativa de envolver a Europa na guerra militarmente, particularmente na Grã-Bretanha e na França. Os líderes do Sul precisavam obter poderes europeus para ajudar a romper o bloqueio que a União havia criado em torno dos portos e cidades do Sul. O bloqueio naval de Lincoln foi 95% eficaz na interrupção do comércio de mercadorias; como resultado, as importações e exportações para o Sul caíram significativamente. A abundância de algodão europeu e a hostilidade da Grã-Bretanha à instituição da escravidão, juntamente com os bloqueios navais de Lincoln no Atlântico e no Golfo do México, diminuíram severamente qualquer chance de a Grã-Bretanha ou a França entrarem na guerra.
O historiador Don Doyle argumentou que a vitória da União teve um grande impacto no curso da história mundial. A vitória da União energizou as forças democráticas populares. Uma vitória Confederada, por outro lado, significaria um novo nascimento da escravidão, não da liberdade. O historiador Fergus Bordewich, seguindo Doyle, argumenta que:
"A vitória do Norte provou decisivamente a durabilidade do governo democrático. A independência Confederada, por outro lado, teria estabelecido um modelo americano de política reacionária e repressão racial que provavelmente lançaria uma sombra internacional no século XX e talvez além."
Estudiosos debateram quais foram os efeitos da guerra no poder político e econômico no Sul. A visão predominante é que a elite dos plantadores do Sul manteve sua poderosa posição no Sul. No entanto, um estudo de 2017 desafia isso, observando que enquanto algumas elites do Sul mantiveram seu status econômico, a turbulência da década de 1860 criaria maiores oportunidades de mobilidade econômica no Sul do que no Norte.

### Baixas
A guerra resultou em pelo menos 1 030 000 baixas (3% da população), incluindo cerca de 620 000 mortes de soldados – dois terços por doenças – e 50 000 civis. O historiador da Universidade de Binghamton, J. David Hacker, acredita que o número de mortes de soldados foi aproximadamente 750 000, 20% maior do que o tradicionalmente estimado, e possivelmente tão alto quanto 850 000. A guerra foi responsável por mais mortes americanas do que em todas as outras guerras dos Estados Unidos juntas.
Com base nos dados do censo de 1860, 8% de todos os homens brancos entre 13 e 43 anos morreram na guerra, incluindo 6% no Norte e 18% no Sul. Cerca de 56 000 soldados morreram em campos de prisioneiros durante a guerra. Estima-se que 60 000 homens foram amputados na guerra.
Os mortos do Exército da União, totalizando 15% dos mais de dois milhões que serviram, foram divididos da seguinte forma:
- 110 070 mortos em ação (67 000) ou mortos por ferimentos (43 000);
- 199 790 morreram de doenças (75% foram devido à guerra, o restante teria ocorrido na vida civil de qualquer maneira);
- 24 866 morreram em campos de prisioneiros Confederados;
- 9 058 mortos por acidentes ou afogamentos;
- 15 741 mortes desconhecidas;
- 359 528 total de mortos.

Além disso, houve 4 523 mortes na Marinha (2 112 em batalha) e 460 nos Fuzileiros Navais (148 em batalha).
As tropas negras compunham 10% do número de mortos na União, totalizavam 15% das mortes por doenças, mas menos de 3% dos mortos em batalha. As perdas entre os afro-americanos foram altas, no último ano e meio e de todas as vítimas relatadas, aproximadamente 20% de todos os afro-americanos alistados nas forças armadas perderam a vida durante a Guerra Civil.:16 Notavelmente, sua taxa de mortalidade foi significativamente maior que os soldados brancos:
[Nós] descobrimos, de acordo com os dados oficiais revisados, que dos pouco mais de dois milhões de soldados nos Voluntários dos Estados Unidos, mais de 316 000 morreram (de todas as causas), ou 15,2%. Das 67 000 tropas do Exército Regular (brancos), 8,6%, ou não exatamente 6 000, morreram. Das aproximadamente 180 000 tropas negras dos Estados Unidos, no entanto, mais de 36 000 morreram, ou 20,5%. Em outras palavras, a "taxa" de mortalidade entre as tropas negras dos Estados Unidos na Guerra Civil foi 35% maior que a de outras tropas, apesar do fato de as primeiras não estarem inscritas até dezoito meses após o início do conflito.:16

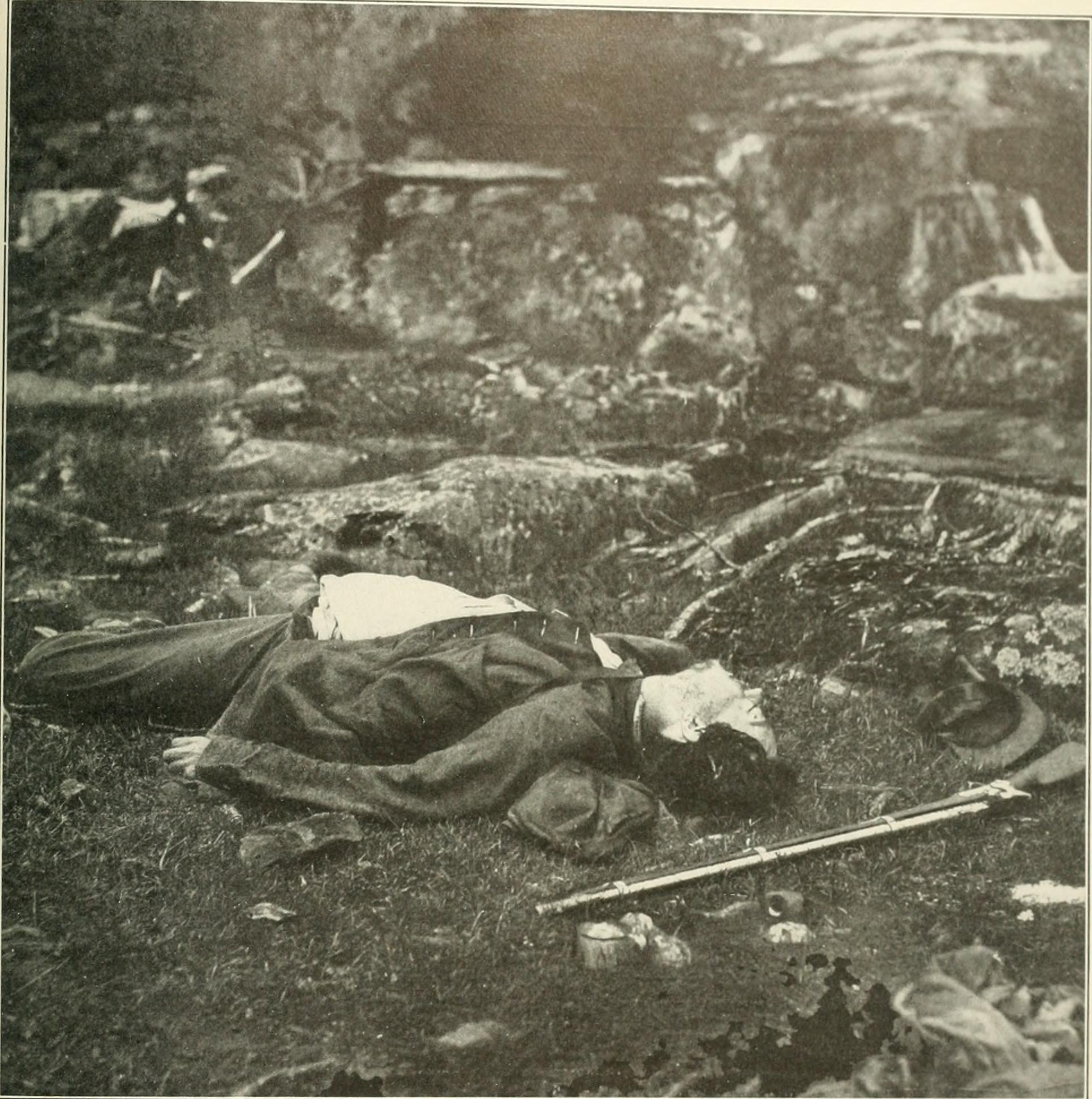
Um militar confederado morto em Devil's Den, durante a Batalha de Gettysburg, em julho de 1863.

Registros Confederados compilados pelo historiador William F. Fox listam 74 524 mortos e 59 292 mortos por ferimentos e doenças. Incluir estimativas Confederadas de perdas em batalhas onde não existem registros traria o número de mortos Confederados para 94 000 mortos em ação, ferimentos e doenças. Fox reclamou, no entanto, que os registros estavam incompletos, especialmente durante o último ano da guerra, e que os relatórios do campo de batalha provavelmente subestimaram as mortes (muitos homens contaram como feridos nos relatórios do campo de batalha posteriormente morreram devido aos ferimentos). Thomas L. Livermore, usando os dados de Fox, colocou o número de mortes não Confederadas em combate em 166 000, usando a estimativa oficial de mortes na União por doenças e acidentes e uma comparação dos registros de alistamento na União e Confederados, para um total de 260 000 mortes. No entanto, isso exclui as 30 000 mortes de tropas Confederadas em prisões, o que elevaria o número mínimo de mortes para 290 000.
O Serviço Nacional de Parques dos Estados Unidos usa os seguintes números em sua contagem oficial de perdas de guerra:
União: 853 838
- 110 100 mortos em ação
- 224 580 mortos por doenças
- 275 154 feridos em ação
- 211 411 capturados (incluindo 30 192 que morreram como prisioneiros de guerra)

Confederados: 914 660
- 94 000 mortos em ação
- 164 000 mortos por doenças
- 194 026 feridos em ação
- 462 634 capturados (incluindo 31 000 que morreram como prisioneiros de guerra)

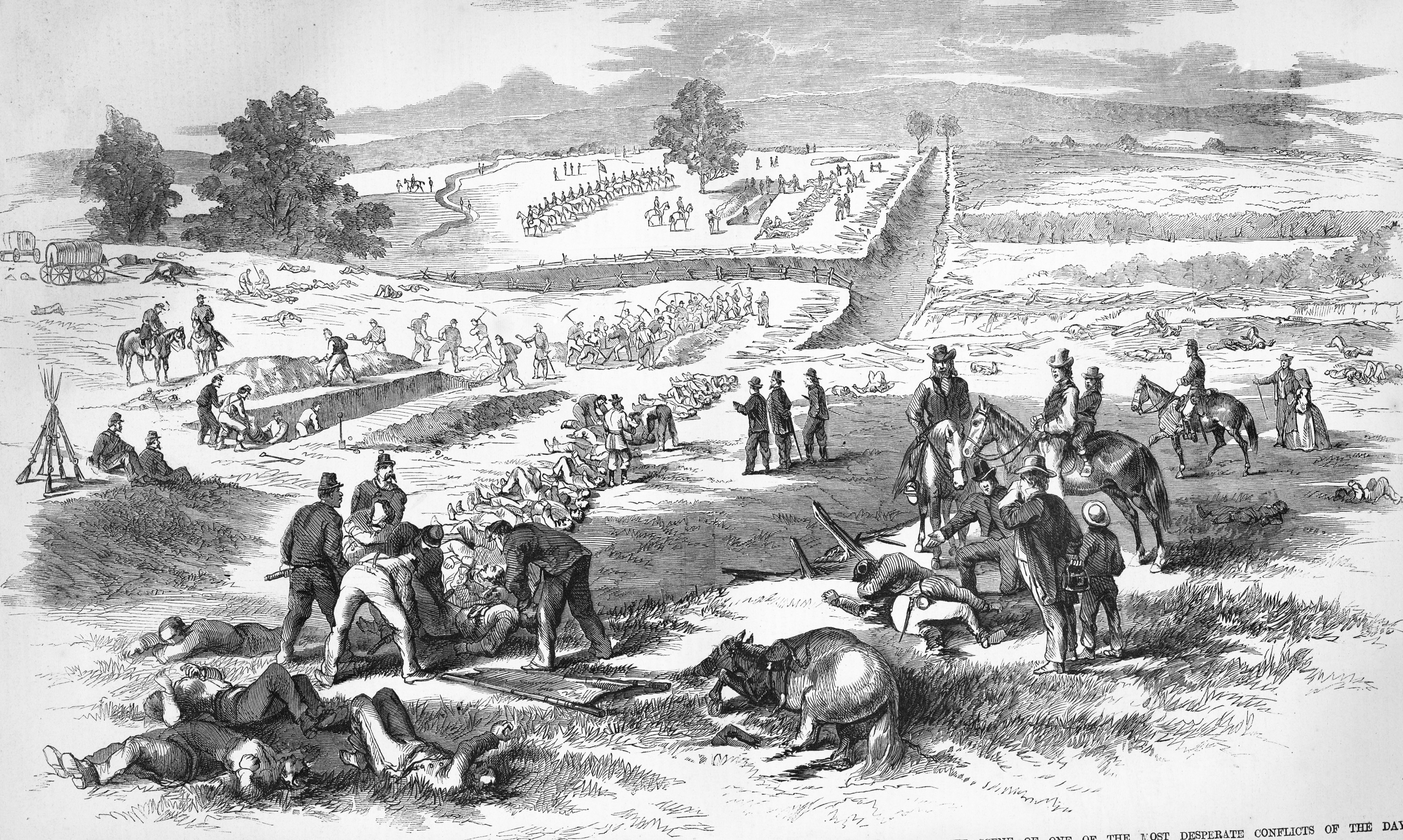
Sepultamento de soldados da União mortos na Batalha de Antietam em 1862

Embora os números de 360 000 mortes de exércitos da União e 260 000 para os Confederados tenham sido comumente citados, eles estão incompletos. Além de muitos registros Confederados estarem ausentes, em parte como resultado de viúvas Confederadas não terem relatado as mortes por serem inelegíveis para obter benefícios, ambos os exércitos contaram apenas tropas que morreram durante seu serviço, e não as dezenas de milhares que morreram de ferimentos ou doenças após receber alta. Isso geralmente acontecia apenas alguns dias ou semanas depois. Francis Amasa Walker, superintendente do censo de 1870, usou dados gerais do censo e do cirurgião para estimar um mínimo de 500 000 mortes militares da União e 350 000 mortes militares dos Confederados, para um número total de 850 000 soldados. Embora as estimativas de Walker tenham sido originalmente descartadas por causa da subconta do censo de 1870, mais tarde foi constatado que o censo estava apenas 6,5% fora e que os dados que Walker usava seriam aproximadamente precisos.
Analisar o número de mortos usando dados do censo para calcular o desvio da norma da taxa de mortalidade de homens em idade de combate sugere que pelo menos 627 000 e no máximo 888 000, mas provavelmente 761 000 soldados, morreram na guerra. Isso dividiria em aproximadamente 350 000 mortes militares dos Confederados e 411 000 da União, passando pela proporção de perdas de batalha da União para os Confederados.
As mortes entre ex-escravos provaram ser muito mais difíceis de estimar, devido à falta de dados confiáveis do censo na época, embora eles fossem consideráveis, uma vez que ex-escravos foram libertados ou escaparam em grande número em uma área onde o Exército da União não tinha abrigo, médicos ou comida suficientes para eles. O professor James Downs, da Universidade de Connecticut, afirma que dezenas a centenas de milhares de escravos morreram durante a guerra devido a doenças, fome ou exposição e que, se essas mortes forem contadas no total da guerra, o número de mortos excederá 1 milhão.
As perdas foram muito maiores do que durante a recente derrota do México, que viu cerca de 13 000 mortes nos Estados Unidos, incluindo menos de 2 000 mortos em batalha, entre 1846 e 1848. Uma razão para o alto número de mortes em batalhas durante a guerra foi o uso continuado de táticas semelhantes às das Guerras Napoleônicas na virada do século, como a carga militar. Com o advento de canos de rifles mais precisos, bolas Minié e (quase no final da guerra para o Exército da União) repetir armas de fogo como o Rifle de repetição Spencer e o Rifle de repetição Henry, os soldados foram abatidos quando estavam em filas ao ar livre. Isso levou à adoção da guerra de trincheiras, um estilo de luta que definiu grande parte da Primeira Guerra Mundial.
A riqueza acumulada em escravos e escravidão para os 3,5 milhões de negros dos Confederados terminou efetivamente quando os exércitos da União chegaram; quase todos foram libertados pela Proclamação de Emancipação. Escravos nos estados fronteiriços e aqueles localizados em algum antigo território Confederado ocupado antes da Proclamação de Emancipação foram libertados por ação estatal ou (em 6 de dezembro de 1865) pela Décima Terceira Emenda.
A guerra destruiu grande parte da riqueza que existia no Sul. Todo o investimento acumulado em títulos Confederados foi perdido; a maioria dos bancos e ferrovias estavam falidos. A renda por pessoa no Sul caiu para menos de 40% da do Norte, uma condição que durou até o século XX. A influência do Sul no governo federal dos Estados Unidos, anteriormente considerável, diminuiu bastante até a segunda metade do século XX. A restauração completa da União foi o trabalho de uma era pós-guerra altamente controversa, conhecida como Era da Reconstrução.

### Emancipação

#### Escravidão como questão de guerra
Embora nem todos os sulistas se vissem lutando para preservar a escravidão, a maioria dos oficiais e mais de um terço da patente do exército de Robert E. Lee tinham laços familiares próximos com a escravidão. Para os nortistas, em contraste, a motivação era principalmente preservar a União, não abolir a escravidão. Abraham Lincoln consistentemente fez a preservação da União o objetivo central da guerra, embora cada vez mais visse a escravidão como uma questão crucial e fizesse do término dela uma meta adicional. A decisão de Lincoln de emitir a Proclamação de Emancipação irritou os democratas da paz ("Copperheads") e os democratas de guerra, mas energizou a maioria dos republicanos. Ao alertar que negros livres inundariam o Norte, os democratas obtiveram ganhos nas eleições de 1862, mas não conquistaram o controle do Congresso. O contra-argumento dos republicanos de que a escravidão era o principal pilar do inimigo ganhou apoio constante, com os democratas perdendo decisivamente nas eleições de 1863 no norte do estado de Ohio, quando tentaram ressuscitar sentimentos antinegros.

#### Proclamação de Emancipação
A Proclamação de Emancipação permitiu que afro-americanos, negros livres e escravos em fuga, se juntassem ao Exército da União. Cerca de 190 000 se voluntariaram, aumentando ainda mais a vantagem numérica que os exércitos da União desfrutavam sobre os Confederados, que não ousavam emular a fonte equivalente de mão de obra por medo de minar fundamentalmente a legitimidade da escravidão.
Durante a Guerra Civil, os sentimentos sobre escravos, escravização e emancipação nos Estados Unidos foram divididos. Em 1861, Abraham Lincoln temia que tentativas prematuras de emancipação significassem a perda dos estados fronteiriços e que "perder o Kentucky é quase o mesmo que perder todo o jogo". Copperheads e alguns democratas da guerra se opuseram à emancipação, embora os últimos tenham aceitado como parte da guerra total necessária para salvar a União.
A princípio, Lincoln reverteu as tentativas de emancipação do secretário de guerra Simon Cameron e dos generais John C. Frémont (no Missouri) e David Hunter (na Carolina do Sul, Geórgia e Flórida) para manter a lealdade dos estados fronteiriços e dos democratas da guerra. Lincoln alertou os estados fronteiriços que um tipo mais radical de emancipação aconteceria se seu plano gradual baseado na emancipação compensada e na colonização voluntária fosse rejeitado. Mas apenas o Distrito de Columbia aceitou o plano gradual de Lincoln, promulgado pelo Congresso. Quando Lincoln contou a seu gabinete sobre sua proposta de Proclamação de Emancipação, William H. Seward aconselhou Lincoln a esperar por uma vitória antes de divulgá-la, pois fazer o contrário pareceria "o nosso último grito de retiro". Lincoln lançou as bases para o apoio público em uma carta aberta publicada no jornal do abolicionista Horace Greeley.
Em setembro de 1862, a Batalha de Antietam proporcionou essa oportunidade, e a subsequente Conferência dos Governadores de Guerra adicionou apoio à proclamação. Lincoln emitiu sua Proclamação preliminar de Emancipação em 22 de setembro de 1862 e sua Proclamação final de Emancipação em 1 de janeiro de 1863. Em sua carta a Albert G. Hodges, Lincoln explicou sua crença de que "se a escravidão não está errada, nada está errado ... E, no entanto, nunca entendi que a Presidência me conferisse um direito irrestrito de agir oficialmente sobre esse julgamento e sentimento. ... Eu afirmo não ter eventos controlados, mas confesso claramente que os eventos me controlaram".
A abordagem moderada de Lincoln conseguiu induzir os estados fronteiriços, democratas da guerra e escravos emancipados a lutar pela União. Os estados fronteiriços controlados pela União (Kentucky, Missouri, Maryland, Delaware e Virgínia Ocidental) e as regiões controladas pela União em torno de Nova Orleães, Norfolk e outros lugares, não foram cobertas pela Proclamação de Emancipação. Todos aboliram a escravidão por conta própria, exceto Kentucky e Delaware.
Como a Proclamação de Emancipação se baseou nos poderes de guerra do Presidente, incluiu apenas o território mantido pelos Confederados na época. No entanto, a Proclamação se tornou um símbolo do crescente compromisso da União de acrescentar emancipação à definição de liberdade da União. A Proclamação de Emancipação reduziu muito a esperança dos Confederados de obter ajuda da Grã-Bretanha ou da França. No final de 1864, Lincoln estava desempenhando um papel de liderança ao conseguir que o Congresso votasse a Décima Terceira Emenda, que tornou a emancipação universal e permanente.

### Texas v. White
No Texas v. White, 74 U.S. 700 (1869) a Suprema Corte dos Estados Unidos decidiu que o Texas continuava sendo um estado desde que se uniu à União, apesar das alegações de que se uniu aos Estados Confederados da América; o tribunal sustentou ainda que a Constituição não permitia que os estados se separassem unilateralmente dos Estados Unidos e que as ordenanças de secessão, e todos os atos das legislaturas dos estados seccionadores que pretendiam efetivar tais ordenanças eram "absolutamente nulas", sob a Constituição.

### Era da Reconstrução

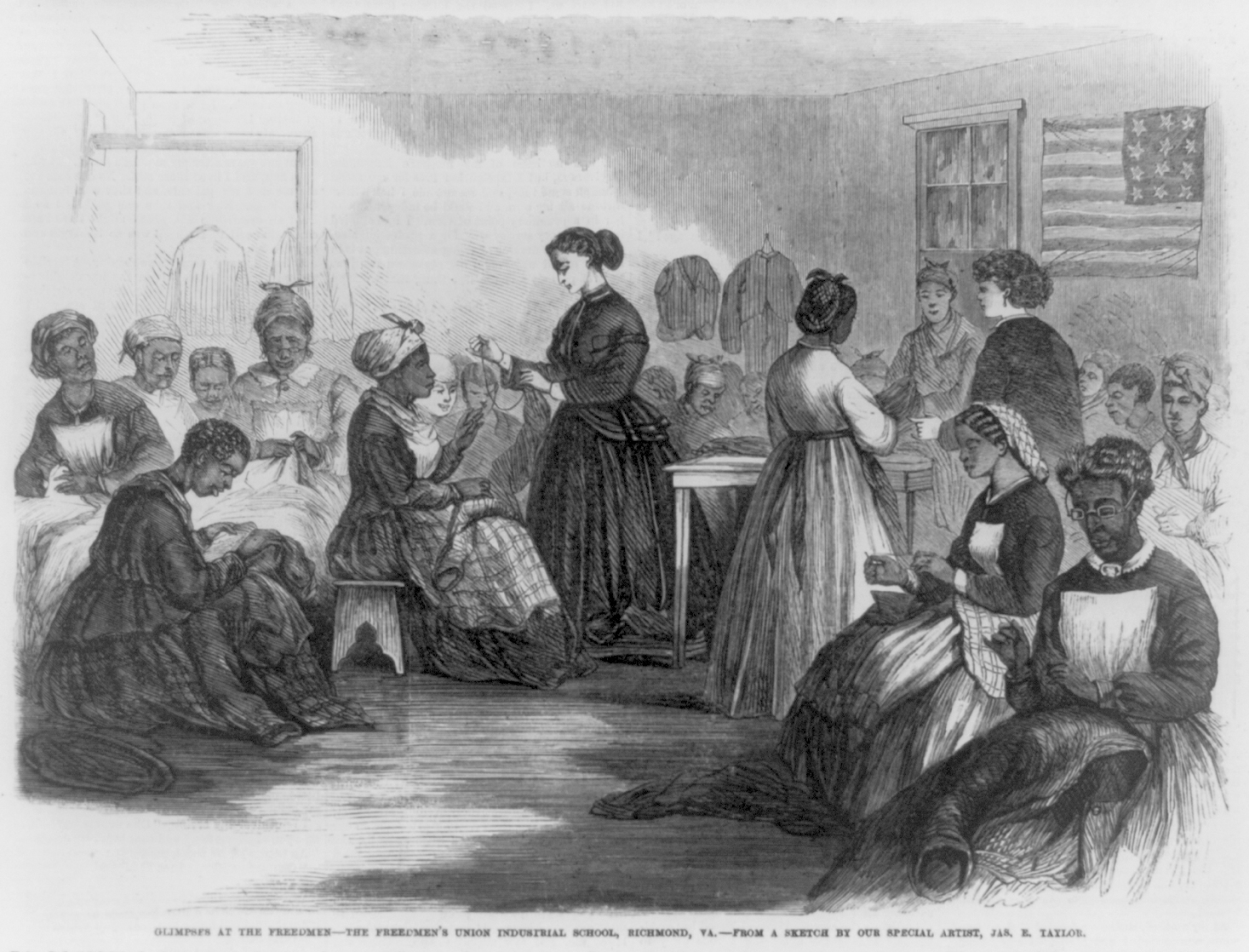
Os professores do Norte viajaram para o Sul para fornecer educação e treinamento para a população recém-libertada

A Reconstrução começou durante a guerra, com a Proclamação de Emancipação de 1 de janeiro de 1863, e continuou até 1877. Compreendeu vários métodos complexos para resolver os problemas pendentes das consequências da guerra, dos quais os mais importantes foram os três "Emendas da Reconstrução" da Constituição, que permanecem em vigor até os dias atuais: 13.°(1865), 14.°(1868) e 15.°(1870). Do ponto de vista da União, os objetivos da Reconstrução eram consolidar a vitória da União no campo de batalha, reunindo a União; garantir uma "forma republicana de governo para os ex-estados Confederados; e encerrar permanentemente a escravidão e impedir o status de semiescravidão.
O Presidente Andrew Johnson adotou uma abordagem branda e viu a consecução dos principais objetivos da guerra, realizados em 1865, quando cada estado ex-rebelde repudiou a secessão e ratificou a Décima Terceira Emenda. Os Republicanos Radicais exigiram provas de que o nacionalismo Confederado estava morto e que os escravos eram verdadeiramente livres. Eles surgiram após as eleições de 1866 e desfez grande parte do trabalho de Johnson. Em 1872, os "Republicanos Liberais" argumentaram que os objetivos da guerra haviam sido alcançados e que a Reconstrução deveria terminar. Eles concorreram à presidência em 1872, mas foram derrotados decisivamente. Em 1874, os democratas, principalmente do Sul, assumiram o controle do Congresso e se opuseram a qualquer Reconstrução. O Compromisso de 1877 terminou com um consenso nacional de que a Guerra Civil finalmente havia terminado. Com a retirada das tropas da União, no entanto, os brancos retomaram o controle de todas as legislaturas do Sul; o período de privação de direitos e segregação legal estava prestes a começar.

### Política pós-guerra
A Guerra Civil teria um enorme impacto na política americana nos próximos anos. Muitos veteranos de ambos os lados foram subsequentemente eleitos para cargos políticos, incluindo cinco presidentes dos Estados Unidos: Ulysses S. Grant, Rutherford B. Hayes, James A. Garfield, Benjamin Harrison e William McKinley.

## Memória e historiografia
A Guerra Civil é um dos eventos centrais da memória coletiva americana. Existem inúmeras estátuas, comemorações, livros e coleções de arquivos. A memória inclui assuntos militares, tratamento de soldados, vivos e mortos, rescaldo da guerra, representações da guerra na literatura e na arte, avaliações de heróis e vilões e considerações das lições morais e políticas das guerras. O último tema inclui avaliações morais do racismo e da escravidão, heroísmo em combate e heroísmo por trás das linhas e as questões de democracia e direitos das minorias, bem como a noção de um "Império da Liberdade" que influencia o mundo.
Historiadores profissionais prestaram muito mais atenção às causas da guerra do que à própria guerra. A história militar se desenvolveu amplamente fora da academia, levando a uma proliferação de estudos sólidos por não acadêmicos que conhecem bem as fontes primárias, prestam muita atenção a batalhas e campanhas e escrevem para o grande público, em vez da pequena comunidade acadêmica. Bruce Catton e Shelby Foote estão entre os escritores mais conhecidos. Praticamente todas as figuras importantes da guerra, Norte e Sul, tiveram um sério estudo biográfico. Os sulistas profundamente religiosos viram a mão de Deus na história, que demonstrou Sua ira por seus pecados, ou Suas recompensas por seus sofrimentos. O historiador Wilson Fallin examinou os sermões de pregadores batistas brancos e negros após a Guerra. Os pregadores brancos do Sul disseram:
Deus os castigou e lhes deu uma missão especial, manter a ortodoxia, biblicismo estrito, a piedade pessoal e as relações raciais tradicionais. A escravidão, eles insistiram, não tinha sido pecaminosa. Antes, a emancipação era uma tragédia histórica e o fim da Reconstrução era um sinal claro do favor de Deus.
Em nítido contraste, os pregadores negros interpretaram a Guerra Civil como:
O presente da liberdade de Deus. Eles apreciaram oportunidades de exercitar sua independência, adorar à sua maneira, afirmar seu valor e dignidade e proclamar a paternidade de Deus e a irmandade do homem. Acima de tudo, eles poderiam formar suas próprias igrejas, associações e convenções. Essas instituições ofereceram auto-ajuda e elevação racial, e forneceram lugares onde o evangelho da libertação poderia ser proclamado. Como resultado, os pregadores negros continuaram insistindo que Deus os protegerias e os ajudaria; Deus seria a rocha deles em uma terra tempestuosa.

### Causa Perdida
A memória da guerra no Sul branco se cristalizou no mito da "Causa Perdida": que a causa Confederada era justa e heroica. O mito moldou a identidade regional e as relações raciais por gerações. Alan T. Nolan observa que a Causa Perdida foi expressamente "uma racionalização, um encobrimento para reivindicar o nome e a fama" daqueles que se rebelaram. Algumas reivindicações giram em torno da insignificância da escravidão; alguns apelos destacam diferenças culturais entre o Norte e o Sul; o conflito militar dos atores confederados é idealizado; de qualquer forma, a secessão foi considerada legal. Nolan argumenta que a adoção da perspectiva de Causa Perdida facilitou a reunificação do Norte e do Sul, desculpando o "racismo virulento" do século XIX, sacrificando o progresso afro-americano na reunificação de um homem branco. Ele também considera a Causa Perdida "uma caricatura da verdade. Essa caricatura deturpa e distorce completamente os fatos da questão" em todos os casos.

### Historiografia Beard
O determinismo econômico e de poder político apresentado com força por Charles Beard e Mary Ritter Beard em The Rise of American Civilization (1927) foi altamente influente entre os historiadores e o público em geral até o movimento pelos direitos civis das décadas de 1950 e 1960. Os Beard's minimizavam a escravidão, abolicionismo e as questões de moralidade. Eles ignoraram questões constitucionais dos direitos dos estados e até ignoraram o nacionalismo americano como a força que finalmente levou à vitória na guerra. De fato, o próprio combate feroz foi ignorado apenas como um evento efêmero. Muito mais importante foi o cálculo do conflito de classes. O Beard's anunciou que a Guerra Civil era realmente:
[Um] cataclismo social no qual os capitalistas, trabalhadores e agricultores do Norte e Oeste expulsaram do poder no governo nacional a aristocracia das plantações do Sul.
As próprios Beard's abandonaram sua interpretação na década de 1940 e se tornou extinta entre os historiadores na década de 1950, quando os estudiosos passaram a enfatizar a escravidão. No entanto, os temas dos Beard's ainda ecoam entre os escritores de Causa Perdida.

### Preservação de campos de batalhas

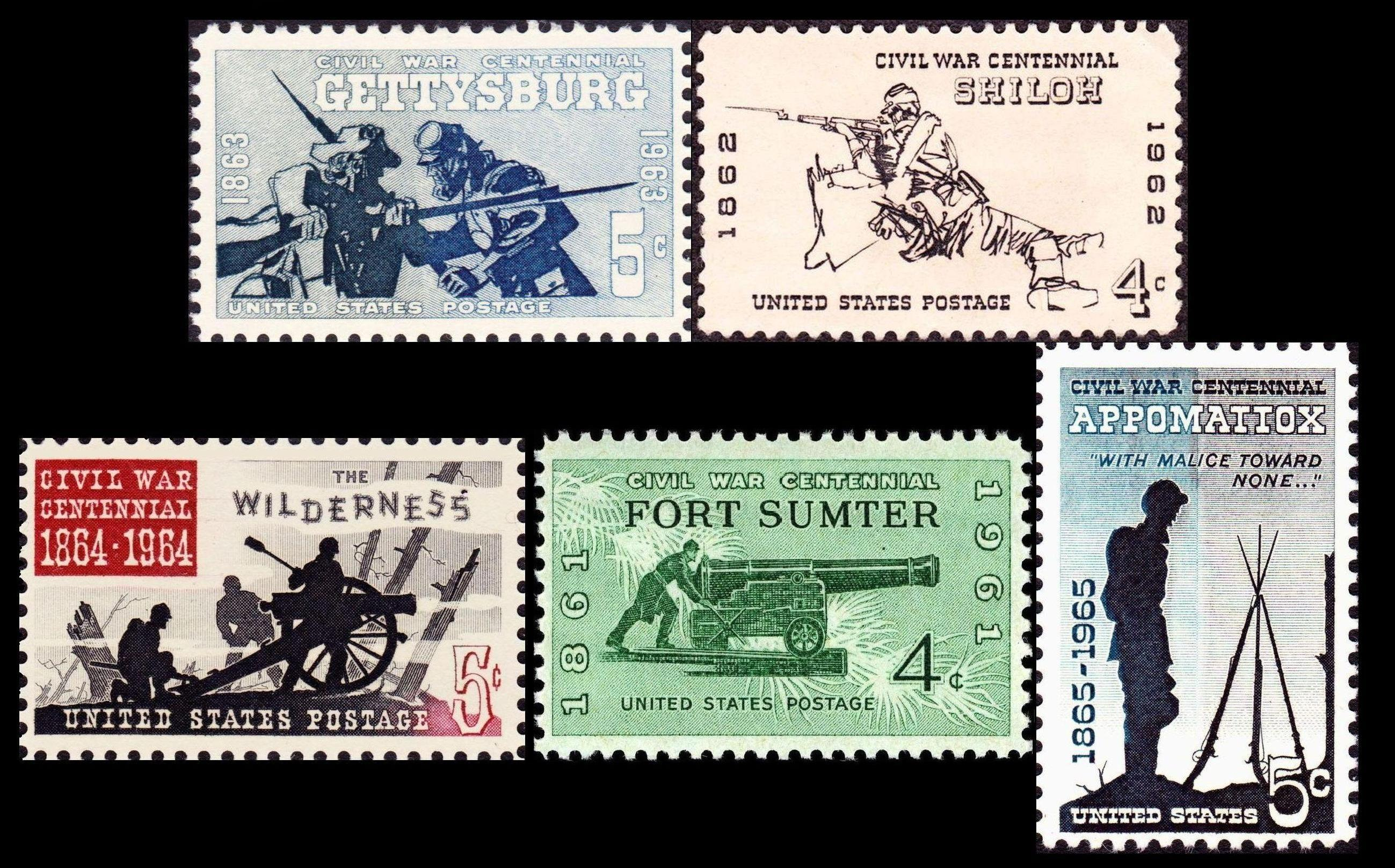
A partir de 1961, o Serviço Postal dos Estados Unidos lançaram selos comemorativos para cinco batalhas famosas, cada uma emitida no 100.° aniversário da respectiva batalha

Os primeiros esforços na preservação e memorialização dos campos de batalhas da Guerra Civil ocorreram durante a própria guerra com o estabelecimento de Cemitérios Nacionais em Gettysburg, Mill Springs e Chattanooga. Os soldados começaram a erguer marcadores nos campos de batalha a partir da Primeira Batalha de Bull Run, em julho de 1861, mas o monumento mais antigo sobrevivente é o Hazen, erguido no rio Stones perto de Murfreesboro, Tennessee, no verão de 1863 por soldados do coronel da União William Babcock Hazen marcaram o local onde eles enterraram seus mortos na Batalha de Stones River. Na década de 1890, o Governo dos Estados Unidos estabeleceu cinco parques de campos de batalha da Guerra Civil sob a jurisdição do Departamento de Guerra, começando com a criação do Parque Militar Nacional de Chickamauga e Chattanooga no Tennessee e o Campo de Batalha Nacional de Antietam em Maryland em 1890. O Parque Militar Nacional de Shiloh foi criado em 1894, seguido pelo Parque Militar Nacional de Gettysburg em 1895 e pelo Parque Militar Nacional de Vicksburg em 1899. Em 1933, esses cinco parques e outros monumentos nacionais foram transferidos para a jurisdição do Serviço Nacional de Parques dos Estados Unidos.
O moderno movimento de preservação dos campos de batalhas da Guerra Civil começou em 1987 com a fundação da Associação para a Preservação de Locais de Guerra Civil (APCWS), uma organização de base criada por historiadores da Guerra Civil e outros para preservar as terras dos campos de batalhas adquirindo-as. Em 1991, o Civil War Trust original foi criado no molde da Estátua da Liberdade/Ellis Island Foundation, mas não conseguiu atrair doadores corporativos e logo ajudou a gerenciar o desembolso das receitas de moedas comemorativas da Guerra Civil da Casa da Moeda dos Estados Unidos designadas para preservação de campos de batalhas. Embora as duas organizações sem fins lucrativos tenham se unido em várias aquisições de campos de batalhas, os conflitos em andamento levaram os conselhos das duas organizações a facilitar uma fusão, que aconteceu em 1999 com a criação do Civil War Preservation Trust. Em 2011, a organização foi renomeada, se tornando novamente o Civil War Trust. Depois de expandir sua missão em 2014 para incluir os campos de batalhas da Guerra Revolucionária e da Guerra de 1812, a organização sem fins lucrativos se tornou o American Battlefield Trust em maio de 2018, operando com duas divisões, o Civil War Trust e o Revolutionary War Trust. De 1987 a maio de 2018, o Trust e suas organizações predecessoras, juntamente com seus parceiros, preservaram 49 893 acres de terra de campos de batalhas através da aquisição de propriedades ou servidões de conservação em mais de 130 campos de batalhas em 24 estados.
Os cinco principais parques de batalha da Guerra Civil operados pelo Serviço Nacional de Parques (Gettysburg, Antietam, Shiloh, Chickamauga/Chattanooga e Vicksburg) tiveram um total de 3,1 milhões de visitantes em 2018, uma queda de 70% em relação aos 10,2 milhões em 1970. A participação em Gettysburg em 2018 foi de 950 000, um declínio de 86% desde 1970.

### Comemoração da Guerra Civil
A Guerra Civil Americana foi comemorada em várias capacidades, desde a reconstituição de batalhas, estátuas e salas memoriais erguidas, filmes sendo produzidos, selos e moedas com temas da Guerra Civil sendo lançados, os quais ajudaram a moldar a memória pública. Esse advento variado ocorreu em proporções maiores nos 100.° e 150.° aniversário. A opinião de Hollywood sobre a guerra foi especialmente influente na formação da memória pública, como visto em clássicos do cinema como The Birth of a Nation (1915), Gone with the Wind (1939) e, mais recentemente, Lincoln (2012). Ken Burns produziu uma notável série da PBS na televisão intitulada The Civil War (1990). Foi remasterizado digitalmente e relançado em 2015.

### Significado tecnológico
Inúmeras inovações tecnológicas durante a Guerra Civil tiveram um grande impacto na ciência do século XIX. A Guerra Civil foi um dos primeiros exemplos de uma "guerra industrial", na qual o poder tecnológico é usado para alcançar a supremacia militar em uma guerra. Novas invenções, como o trens e o telégrafos, transporte de soldados, suprimentos e mensagens em um momento em que os cavalos eram considerados a maneira mais rápida de viajar. Também foi nessa guerra quando os países usaram pela primeira vez a guerra aérea, na forma de balões de reconhecimento, com um efeito significativo. Na Guerra Civil viu a primeira ação envolvendo navios de guerra a vapor revestidos a ferro na história da guerra naval. As armas de fogo de repetição, como o rifle Henry, rifle Spencer, rifle Colt, carabina Triplett & Scott e outras, apareceram pela primeira vez durante a Guerra Civil; eles eram uma invenção revolucionária que logo substituiria armas de fogo de tiro único, bem como as primeiras aparições de armas de tiro rápido e metralhadoras, como a metralhadora Agar e a Gatling.

## Na cultura popular

### Literatura
- The Rise and Fall of the Confederate Government (1881) de Jefferson Davis
- The Red Badge of Courage (1885) de Stephen Crane
- The Private History of a Campaign That Failed (1885) de Mark Twain
- Texar's Revenge, or, North Against South (1887) de Júlio Verne
- "An Occurrence at Owl Creek Bridge" (1890) de Ambrose Bierce
- Gone with the Wind (1936) de Margaret Mitchell
- Shiloh (1952) de Shelby Foote
- North and South (1982) de John Jakes
- Oldest Living Confederate Widow Tells All (1989) de Allan Gurganus

### Filmes
- The Birth of a Nation (1915, Estados Unidos)
- The General (1926, Estados Unidos)
- Operator 13 (1934, Estados Unidos)
- Gone with the Wind (1939, Estados Unidos)
- The Red Badge of Courage (1951, Estados Unidos)
- The Horse Soldiers (1959, Estados Unidos)
- Shenandoah (1965, Estados Unidos)
- The Good, the Bad and the Ugly (1966, Itália/Espanha/França)
- The Beguiled (1971, Estados Unidos)
- Glory (1989, Estados Unidos)
- The Civil War (minissérie) (1990, Estados Unidos)
- Gettysburg (filme de 1993) (1993, Estados Unidos)
- The Last Outlaw (filme de 1993) (1993, Estados Unidos)
- Cold Mountain (2003, Estados Unidos)
- Gods and Generals (2003, Estados Unidos)
- North and South (minissérie)
- Lincoln (2012, Estados Unidos)
- 12 Years a Slave (2013, Estados Unidos)
- Free State of Jones (2016, Estados Unidos)
- The Gettysburg Address (filme) (2017, Estados Unidos)

### Canções
- Battle Hymn of the Republic
- John Brown's Body
- Battle Cry of Freedom
- Dixie's Land
- "Johnny Reb" (1959) escrito por Merle Kilgore, cantado por Johnny Horton
- "The Night They Drove Old Dixie Down" (1969) escrito por Robbie Robertson, cantado por The Band

### Jogos eletrônicos
- North & South (1989, França)
- Sid Meier's Gettysburg! (1997, Estados Unidos)
- Sid Meier's Antietam! (1999, Estados Unidos)
- American Conqest: Divided Nation (2006, Estados Unidos)
- Forge of Freedom: The American Civil War (2006, Estados Unidos)
- The History Channel: Civil War – A Nation Divided (2006, Estados Unidos)
- Ageod's American Civil War (2007, Estados Unidos/França)
- History Civil War: Secret Missions (2008, Estados Unidos)
- Call of Juarez: Bound in Blood (2009, Estados Unidos)
- Darkest of Days (2009, Estados Unidos)
- Victoria II (2011, Estados Unidos)
- Ageod's American Civil War II (2013, Estados Unidos/França)
- Ultimate General: Gettysburg (2014, Ucrânia)
- Ultimate General: Civil War (2016, Ucrânia)

## Citações
1. 1 2  «The Belligerent Rights of the Rebels at an End. All Nations Warned Against Harboring Their Privateers. If They Do Their Ships Will be Excluded from Our Ports. Restoration of Law in the State of Virginia. The Machinery of Government to be Put in Motion There». The New York Times. Associated Press. 10 de maio de 1865. Consultado em 23 de dezembro de 2013
2. 1 2 3 4 5  «Facts». National Park Service
3. ↑  "Size of the Union Army in the American Civil War": Dos quais 131.000 estavam na Marinha e Fuzileiros Navais, 140.000 eram tropas da guarnição e milícias de defesa nacional, e 427.000 estavam no Exército de Campo.
4. ↑  Long, E. B. The Civil War Day by Day: An Almanac, 1861–1865. Garden City, NY: Doubleday, 1971. OCLC 68283123. p. 705.
5. ↑  "The war of the rebellion: a compilation of the official records of the Union and Confederate armies; Series 4 – Volume 2", United States. War Dept 1900.
6. 1 2 3 4 5  Fox, William F. Regimental losses in the American Civil War (1889)
7. 1 2 3 4  Official DOD data
8. ↑  Chambers & Anderson 1999, p. 849.
9. 1 2  Nofi, Al (13 de junho de 2001). «Statistics on the War's Costs». Louisiana State University. Consultado em 14 de outubro de 2007. Cópia arquivada em 11 de julho de 2007
10. ↑  Professor James Downs. "O daltonismo no número de mortos demográficos da Guerra Civil". University of Connecticut, April 13, 2012. "A estimativa aproximada do século XIX foi de que 60.000 ex-escravos morreram com a epidemia, mas os médicos que tratam pacientes negros frequentemente afirmavam que eram incapazes de manter registros precisos devido a demandas de tempo e falta de mão de obra e recursos. Os registros sobreviventes incluem apenas o número de pacientes negros que os médicos encontraram; dezenas de milhares de outros escravos que morreram não tiveram contato com médicos do exército, não deixando registros de suas mortes." 60.000 documentados mais 'dezenas de milhares' sem documentos dão um mínimo de 80.000 mortes de escravos.
11. ↑  Toward a Social History of the American Civil War Exploratory Essays, Cambridge University Press, 1990, page 4.
12. ↑  Recounting the dead, Associate Professor J. David Hacker, "As estimativas, com base nos dados do Censo, indicam que o número de mortos [militares] foi de aproximadamente 750.000 e pode ter chegado a 850.000"
13. ↑  Professor James Downs. "Color blindness in the demographic death toll of the Civil War". Oxford University Press, April 13, 2012. "An 2 April 2012 New York Times article, 'New Estimate Raises Civil War Death Toll', relata que um novo estudo eleva o número de mortos de um número estimado de 650.000 para impressionantes 850.000 pessoas. Por mais horrível que esse novo número seja, ele não reflete a mortalidade de ex-escravos durante a guerra. Se ex-escravos fossem incluídos nessa figura, o número de mortos na Guerra Civil provavelmente seria de mais de um milhão de baixas ..."
14. ↑  «Civil War Facts». American Battlefield Trust. American Battlefield Trust. 16 de agosto de 2011. Consultado em 7 de outubro de 2018
15. ↑  Hutchison, Coleman (2015). A History of American Civil War Literature. [S.l.]: Cambridge University Press. ISBN 9781316432419
16. ↑  Shaffer, Donald R. (18 de abril de 2011). «Slavery and Secession – 1860 Census Statistics». Civil War Emancipation (em inglês). Consultado em 1 de dezembro de 2022
17. ↑  Burnham, Walter Dean. Presidential Ballots, 1836–1892. Johns Hopkins University Press, 1955, pp. 247–57
18. ↑  Deborah Gray White, Mia Bay, and Waldo E. Martin, Jr., Freedom on My Mind: A History of African Americans (New York: Bedford/St. Martin's, 2013), 325.
19. ↑  Yearns, Wilfred Buck. [The Confederate Congress]. University of Georgia Press, 1960, 2010, pp. 165–166
20. ↑  Frank J. Williams, "Doing Less and Doing More: The President and the Proclamation – Legally, Militarily and Politically," in Harold Holzer, ed. The Emancipation Proclamation (2006), pp. 74–75.
21. 1 2  «U.S. Civil War Took Bigger Toll Than Previously Estimated, New Analysis Suggests». Science Daily. 22 de setembro de 2011. Consultado em 22 de setembro de 2011
22. 1 2  Hacker 2011, p. 307–48.
23. ↑  Huddleston 2002, p. 3.
24. ↑  James C. Bradford, A Companion to American Military History (2010), vol. 1, p. 101.
25. ↑  Freehling, William W. (1 de outubro de 2008). The Road to Disunion: Volume II: Secessionists Triumphant, 1854–1861 (em inglês). [S.l.]: Oxford University Press. pp. 9–24. ISBN 9780199839919 Martis, Kenneth C. (1989). Historical Atlas of Political Parties in the United States Congress: 1789-1988. [S.l.]: Simon & Schuster Books For Young Readers. pp. 111–115. ISBN 9780029201701 and Foner, Eric (2 de outubro de 1980). Politics and Ideology in the Age of the Civil War (em inglês). [S.l.]: Oxford University Press. pp. 18–20, 21–24. ISBN 9780199727087
26. ↑  Coates, Ta-Nehisi (22 de junho de 2015). «What This Cruel War Was Over». The Atlantic. Consultado em 21 de dezembro de 2016
27. ↑  Gallagher, Gary (21 de fevereiro de 2011). Remembering the Civil War (Discurso). Sesquicentennial of the Start of the Civil War (em inglês). Miller Center of Public Affairs UV: C-Span. Consultado em 29 de agosto de 2017. Questões relacionadas à instituição da escravidão precipitaram a secessão... Não eram direitos dos estados. Não era uma tarifa. Não foi a infelicidade com forma de costumes que levaram à secessão e, eventualmente, à guerra. Era um conjunto de questões que dividiam profundamente a nação ao longo de uma linha de falha delineada pela instituição da escravidão.
28. ↑  McPherson, James M. (1 de março de 1994). What They Fought For 1861–1865. [S.l.]: Louisiana State University Press. p. 62. ISBN 9780807119044 |
29. ↑  McPherson, James M. (3 de abril de 1997). For Cause and Comrades. [S.l.]: Oxford University Press. p. 39. ISBN 9780195090239
30. ↑  Gallagher, Gary (21 de fevereiro de 2011). Remembering the Civil War (Discurso). Sesquicentennial of the Start of the Civil War (em inglês). Miller Center of Public Affairs UV: C-Span. Consultado em 29 de agosto de 2017. Os cidadãos leais inicialmente pensavam muito pouco na emancipação em sua busca para salvar a União. A maioria dos cidadãos leais, embora profundamente preconceituosa pelos padrões do século XXI, adotou a emancipação como uma ferramenta para punir os senhores de escravos, enfraquecer os confederados e proteger a União dos futuros conflitos internos. Uma minoria da população branca invocou fundamentos morais para atacar a escravidão, embora seus argumentos tivessem um peso muito menos popular do que aqueles que apresentavam a emancipação como uma medida militar necessária para derrotar os rebeldes e restaurar a União.
31. ↑  Eskridge, Larry (29 de janeiro de 2011). «After 150 years, we still ask: Why 'this cruel war'?.». Canton Daily Ledger. Canton, Illinois. Consultado em 29 de janeiro de 2011. Cópia arquivada em 1 de fevereiro de 2011
32. ↑  Kuriwaki, Shiro; Huff, Connor; Hall, Andrew B. (2019). «Wealth, Slaveownership, and Fighting for the Confederacy: An Empirical Study of the American Civil War». American Political Science Review (em inglês). 113 (3): 658–673. ISSN 0003-0554. doi:10.1017/S0003055419000170
33. ↑  Weeks 2013, p. 240.
34. ↑  Olsen 2002, p. 237.
35. ↑  Chadwick, French Ensor (1906). Causes of the civil war, 1859-1861. unknown library. [S.l.]: New York, London, Harper & brothers
36. ↑  Thomas Fleming (2014). A Disease in the Public Mind: A New Understanding of Why We Fought the Civil War. [S.l.: s.n.] ISBN 978-0306822957
37. ↑  Krannawitter 2008, p. 49–50.
38. ↑  McPherson 2007, p. 14.
39. ↑  Stampp 1990, p. 190–93.
40. ↑  McPherson 2007, pp. 13–14.
41. ↑  Bestor 1964, p. 19.
42. ↑  McPherson 2007, p. 16.
43. ↑  Bestor 1964, pp. 19–21.
44. ↑  Bestor 1964, p. 20.
45. ↑  Russell 1966, p. 468–69.
46. ↑  Bestor, Arthur (1988). «The American Civil War as a Constitutional Crisis». In:  Friedman, Lawrence Meir; Scheiber, Harry N. American Law and the Constitutional Order: Historical Perspectives. The American Historical Review (em inglês). 69. [S.l.]: Harvard University Press. pp. 327–352. ISBN 9780674025271. ISSN 0002-8762. JSTOR 1844986. doi:10.2307/1844986
47. ↑  Bestor 1964, pp. 21–23.
48. ↑  Johannsen 1973, p. 406.
49. ↑  «Territorial Politics and Government». Territorial Kansas Online: University of Kansas and Kansas Historical Society. Consultado em 10 de julho de 2014Finteg
50. ↑  Bestor 1964, p. 21.
51. ↑  Bestor 1964, p. 23.
52. ↑  Varon 2008, p. 58.
53. ↑  Russell 1966, p. 470.
54. ↑  Bestor 1964, p. 23–24.
55. ↑  McPherson 2007, p. 7.
56. ↑  Krannawitter 2008, p. 232.
57. ↑  Gara, 1964, p. 190
58. ↑  Bestor 1964, p. 24–25.
59. ↑  Forrest McDonald, States' Rights and the Union: Imperium in Imperio, 1776–1876 (2002).
60. ↑  McPherson 2007, pp. 3–9.
61. ↑  Charles S. Sydnor, The Development of Southern Sectionalism 1819–1848 (1948).
62. ↑  Robert Royal Russel, Economic Aspects of Southern Sectionalism, 1840–1861 (1973).
63. ↑  Ahlstrom 1972, p. 648–649.
64. ↑  Kenneth M. Stampp, The Imperiled Union: Essays on the Background of the Civil War (1981), p. 198; Richard Hofstadter, The Progressive Historians: Turner, Beard, Parrington (1969).
65. ↑  Woodworth 1996, p. 145, 151, 505, 512, 554, 557, 684.
66. ↑  Thornton & Ekelund 2004, p. 21.
67. ↑  Frank Taussig, The Tariff History of the United States (1931), pp. 115–61
68. ↑  Hofstadter 1938, p. 50–55.
69. ↑  Robert Gray Gunderson, Old Gentleman's Convention: The Washington Peace Conference of 1861. (1961)
70. ↑  Jon L. Wakelyn (1996). Southern Pamphlets on Secession, November 1860 – April 1861. [S.l.]: U. of North Carolina Press. pp. 23–30. ISBN 978-0-8078-6614-6
71. ↑  Potter 1962, p. 924–50.
72. ↑  C. Vann Woodward (1971), American Counterpoint: Slavery and Racism in the North-South Dialogue, p. 281.
73. ↑  Bertram Wyatt-Brown, The Shaping of Southern Culture: Honor, Grace, and War, 1760s–1880s (2000).
74. ↑  Avery Craven, The Growth of Southern Nationalism, 1848–1861 (1953).
75. ↑  "Republican Platform of 1860," in Kirk H. Porter, and Donald Bruce Johnson, eds. National Party Platforms, 1840–1956, (University of Illinois Press, 1956). p. 32.
76. ↑  Susan-Mary Grant, North over South: Northern Nationalism and American Identity in the Antebellum Era (2000); Melinda Lawson, Patriot Fires: Forging a New American Nationalism in the Civil War North (2005).
77. ↑  Potter & Fehrenbacher 1976, p. 485.
78. ↑  Jaffa, Harry V. (2004). A New Birth of Freedom: Abraham Lincoln and the Coming of the Civil War (em inglês). [S.l.]: Rowman & Littlefield. p. 1. ISBN 9780847699537 [ligação inativa]
79. ↑  Ordinances of Secession by State Arquivado em 2004-06-11 no Wayback Machine. Retrieved November 28, 2012.
80. ↑  «Avalon Project - Confederate States of America - Declaration of the Immediate Causes Which Induce and Justify the Secession of South Carolina from the Federal Union». avalon.law.yale.edu. Consultado em 1 de dezembro de 2022
81. ↑  «Avalon Project - Confederate States of America - Mississippi Secession». avalon.law.yale.edu. Consultado em 1 de dezembro de 2022
82. ↑  «Avalon Project - Confederate States of America - Georgia Secession». avalon.law.yale.edu. Consultado em 1 de dezembro de 2022
83. ↑  «Avalon Project - Confederate States of America - A Declaration of the Causes which Impel the State of Texas to Secede from the Federal Union». avalon.law.yale.edu. Consultado em 1 de dezembro de 2022
84. ↑  McPherson 1988, p. 24.
85. ↑  President James Buchanan, Message of December 8, 1860. Retrieved November 28, 2012.
86. ↑  «Profile Showing the Grades upon the Different Routes Surveyed for the Union Pacific Rail Road Between the Missouri River and the Valley of the Platte River». World Digital Library. 1865. Consultado em 16 de julho de 2013
87. ↑  Rhodes, James Ford. History of the United States from the compromise of 1850 to the McKinley-Bryan campaign of 1896 Volume III (1920) pp. 41–66
88. ↑  Rhodes, James Ford. History of the United States from the compromise of 1850 to the McKinley-Bryan campaign of 1896 Volume III (1920) pp. 147–52
89. ↑  McPherson 1988, pp. 234–266.
90. 1 2  Abraham Lincoln, First Inaugural Address, Monday, March 4, 1861.
91. 1 2  Potter & Fehrenbacher 1976, p. 572–73.
92. ↑  Allan Nevins, The War for the Union: The Improvised War 1861–1862 (1959), pp. 74–75.
93. ↑  James Ford Rhodes, History of the United States from the compromise of 1850 to the McKinley-Bryan campaign of 1896 Volume III (1920) pp. 291–92
94. ↑  McPherson 1988, p. 274.
95. ↑  Howard Louis Conard (1901). Encyclopedia of the History of Missouri. [S.l.: s.n.] p. 45
96. ↑  «Abraham Lincoln: Proclamation 83 – Increasing the Size of the Army and Navy». Presidency.ucsb.edu. Consultado em 3 de novembro de 2011
97. ↑  McPherson 1988, pp. 276–307.
98. ↑  «Civil War and the Maryland General Assembly, Maryland State Archives». msa.maryland.gov. Consultado em 28 de maio de 2017
99. 1 2  «Teaching American History in Maryland – Documents for the Classroom: Arrest of the Maryland Legislature, 1861». Maryland State Archives. 2005. Consultado em 6 de fevereiro de 2008. Cópia arquivada em 11 de janeiro de 2008
100. ↑  McPherson 1988, p. 284–87.
101. ↑  William C. Harris, Lincoln and the Border States: Preserving the Union (University Press of Kansas, 2011), p. 71,
102. ↑  Howard, F. K. (Frank Key) (1863). Fourteen Months in American Bastiles. London: H.F. Mackintosh. Consultado em 18 de agosto de 2014
103. ↑  Nevins, The War for the Union (1959), 1:119–29.
104. ↑  Nevins, The War for the Union (1959), 1:129–36.
105. ↑  «A State of Convenience, The Creation of West Virginia». West Virginia Archives & History. Consultado em 20 de abril de 2012
106. ↑  Curry, Richard Orr (1964), A House Divided, A Study of the Statehood Politics & the Copperhead Movement in West Virginia, University of Pittsburgh Press, map on p. 49.
107. ↑  McPherson 1988, p. 303.
108. ↑  Weigley 2004, p. 55.
109. ↑  Snell, Mark A., West Virginia and the Civil War, History Press, Charleston, SC, 2011, p. 28.
110. ↑  Neely 1993, p. 10–11.
111. ↑  Keegan, "The American Civil War", p. 73. Over 10,000 military engagements took place during the war, 40 percent of them in Virginia and Tennessee. See Gabor Boritt, ed. War Comes Again (1995), p. 247.
112. ↑  "With an actual strength of 1,080 officers and 14,926 enlisted men on June 30, 1860, the Regular Army ..." Civil War Extracts pp. 199–221, American Military History.
113. ↑  Nicolay, John George; Hay, John (1890). Abraham Lincoln: A History (em inglês). [S.l.]: Century Company
114. ↑  Coulter, E. Merton (1 de junho de 1950). The Confederate States of America, 1861—1865: A History of the South (em inglês). [S.l.]: LSU Press. p. 308. ISBN 9780807100073
115. ↑  Nicolay, John George; Hay, John (1890). Abraham Lincoln: A History (em inglês). [S.l.]: Century Company state: "Desde a organização do governo de Montgomery, em fevereiro, foram feitas quatro chamadas diferentes para voluntários do Sul ... Em sua mensagem de 29 de abril ao Congresso rebelde, Jefferson Davis propôs organizar para ação instantânea um exército de 100.000 ..." Coulter relata que Alexander Stephens entendeu que Davis queria o controle unilateral de um exército permanente, e a partir daquele momento se tornou seu oponente implacável.
116. ↑  Albert Burton Moore. Conscription and Conflict in the Confederacy (1924) online edition.
117. ↑  Faust, Albert Bernhardt (1909). The German Element in the United States: With Special Reference to Its Political, Moral, Social, and Educational Influence (em inglês). [S.l.]: Houghton Mifflin Company The railroads and banks grew rapidly. See Oberholtzer, Ellis Paxson. Jay Cooke: Financier Of The Civil War. 2. [S.l.: s.n.] 1907. pp. 378–430. See also Oberholtzer, Ellis Parson (1926). A history of the United States since the Civil War (em inglês). [S.l.]: The Macmillan company. pp. 69–12
118. ↑  Barnet Schecter, The Devil's Own Work: The Civil War Draft Riots and the Fight to Reconstruct America (2007).
119. ↑  Eugene Murdock, One Million Men: the Civil War draft in the North (1971).
120. ↑  Judith Lee Hallock, "The Role of the Community in Civil War Desertion." Civil War History (1983) 29#2 pp. 123–34. online
121. ↑  Bearman, Peter S. (1991). «Desertion as Localism: Army Unit Solidarity and Group Norms in the U.S. Civil War». Social Forces. 70 (2): 321–342. JSTOR 2580242. doi:10.1093/sf/70.2.321
122. ↑  Robert Fantina, Desertion and the American soldier, 1776–2006 (2006), p. 74.
123. ↑  Keegan 2009, p. 57.
124. ↑  «Female Soldiers in the Civil War». Civilwar.org. 25 de janeiro de 2013. Consultado em 9 de agosto de 2015
125. ↑  «Highlights in the History of Military Women». Women In Military Service For America Memorial. Consultado em 22 de junho de 2013. Cópia arquivada em 3 de abril de 2013
126. ↑  Pennington, Reina (2003). Amazons to Fighter Pilots - A Biographical Dictionary of Military Women (Volume Two). Westport, Connecticut: Greenwood Press. pp. 474–475. ISBN 0-313-32708-4
127. ↑  «The Case of Dr. Walker, Only Woman to Win (and Lose) the Medal of Honor». The New York Times. 4 de junho de 1977. Consultado em 6 de janeiro de 2018
128. ↑  Perman & Taylor 2010, p. 177.
129. ↑  Roger Pickenpaugh (2013). Captives in Blue: The Civil War Prisons of the Confederacy. [S.l.]: University of Alabama Press. pp. 57–73. ISBN 9780817317836
130. ↑  Tucker, Pierpaoli & White 2010, p. 1466.
131. ↑  Welles 1865, p. 152.
132. ↑  Tucker, Pierpaoli & White 2010, p. 462.
133. ↑  Canney 1998, p. ?.
134. ↑  Nelson 2005, p. 92.
135. 1 2  Anderson 1989, p. 300.
136. ↑  Myron J. Smith, Tinclads in the Civil War: Union Light-Draught Gunboat Operations on Western Waters, 1862–1865 (2009).
137. ↑  Gerald F. Teaster and Linda and James Treaster Ambrose, The Confederate Submarine H. L. Hunley (1989)
138. ↑  Nelson 2005, p. 345.
139. ↑  Fuller 2008, p. 36.
140. ↑  Richter 2009, p. 49.
141. ↑  Johnson 1998, p. 228.
142. ↑  Anderson 1989, pp. 288–89, 296–98.
143. ↑  Stern 1962, pp. 224–225.
144. ↑  Neely, Mark E. Jr. (1986). «The Perils of Running the Blockade: The Influence of International Law in an Era of Total War». Civil War History (2): 101–118. ISSN 1533-6271. doi:10.1353/cwh.1986.0012. Consultado em 1 de dezembro de 2022
145. ↑  Stephen R. Wise, Lifeline of the Confederacy: Blockade Running during the Civil War (1991)
146. ↑  Surdam, David G. (1998). «The Union Navy's blockade reconsidered». Naval War College Review. 51 (4): 85–107
147. ↑  David G. Surdam, Northern Naval Superiority and the Economics of the American Civil War (University of South Carolina Press, 2001).
148. ↑  Jones 2002, p. 225.
149. ↑  McPherson 1988, pp. 546–57.
150. ↑  Herring 2011, p. 237.
151. 1 2  McPherson 1988, p. 386.
152. ↑  Allan Nevins, War for the Union 1862–1863, pp. 263–64.
153. ↑  Don H. Doyle, The Cause of All Nations: An International History of the American Civil War (2014), pp. 8 (quote), 69–70.
154. ↑  Richard Huzzeym, Freedom Burning: Anti-Slavery and Empire in Victorian Britain (2013)
155. ↑  Stephen B. Oates, The Approaching Fury: Voices of the Storm 1820–1861, p. 125.
156. ↑  Herring 2011, p. 261.
157. ↑  Anderson 1989, p. 91.
158. ↑  Freeman, Vol. II, p. 78 and footnote 6.
159. ↑  Foote 1974, p. 464–519.
160. ↑  Bruce Catton, Terrible Swift Sword, pp. 263–96.
161. ↑  McPherson 1988, pp. 424–27.
162. 1 2  McPherson 1988, pp. 538–44.
163. ↑  McPherson 1988, pp. 528–33.
164. ↑  McPherson 1988, pp. 543–45.
165. ↑  McPherson 1988, pp. 557–558.
166. ↑  McPherson 1988, pp. 571–74.
167. ↑  McPherson 1988, pp. 639–45.
168. ↑  Jonathan A. Noyalas (3 de dezembro de 2010). Stonewall Jackson's 1862 Valley Campaign. [S.l.]: Arcadia Publishing. p. 93. ISBN 9781614230403
169. ↑  McPherson 1988, pp. 653–663.
170. ↑  McPherson 1988, p. 664.
171. ↑  Frank & Reaves 2003, p. 170.
172. ↑  McPherson 1988, pp. 418–20.
173. ↑  Kennedy, p. 58.
174. ↑  Symonds & Clipson 2001, p. 92.
175. ↑  Brown, Kent Masterson. The Civil War in Kentucky: Battle for the Bluegrass State. [S.l.: s.n.] p. 95
176. ↑  McPherson 1988, pp. 419–20.
177. ↑  McPherson 1988, pp. 480–83.
178. ↑  Ronald Scott Mangum, "The Vicksburg Campaign: A Study In Joint Operations," Parameters: U.S. Army War College (1991) 21#3, pp. 74–86 online Arquivado em novembro 27, 2012, no Wayback Machine
179. ↑  McPherson 1988, pp. 677–80.
180. ↑  Keegan 2009, p. 100.
181. ↑  McPherson 1988, pp. 404–05.
182. ↑  James B. Martin, Third War: Irregular Warfare on the Western Border 1861–1865 (Combat Studies Institute Leavenworth Paper series, number 23, 2012). See also, Michael Fellman, Inside War: The Guerrilla Conflict in Missouri during the Civil War (1989). Somente o Missouri foi palco de mais de 1.000 confrontos entre unidades regulares e um número incontável de ataques de guerrilha e ataques de bandos informais pró-Confederados, especialmente nos condados ocidentais recentemente estabelecidos.
183. ↑  Bohl, Sarah (2004). «A War on Civilians: Order Number 11 and the Evacuation of Western Missouri». Prologue. 36 (1): 44–51
184. ↑  Keegan 2009, p. 270.
185. ↑  Graves, William H. (1991). «Indian Soldiers for the Gray Army: Confederate Recruitment in Indian Territory». Chronicles of Oklahoma. 69 (2): 134–145
186. ↑  Neet, J. Frederick; Jr (1996). «Stand Watie: Confederate General in the Cherokee Nation». Great Plains Journal. 6 (1): 36–51
187. ↑  Keegan 2009, p. 220–21.
188. ↑  Mark E. Neely Jr.; "Was the Civil War a Total War?" Civil War History, Vol. 50, 2004, pp. 434+.
189. ↑  U.S. Grant (1990). Personal Memoirs of U.S. Grant; Selected Letters. [S.l.]: Library of America. p. 247. ISBN 978-0-940450-58-5
190. ↑  Ron Field (2013). Petersburg 1864–65: The Longest Siege. [S.l.]: Osprey Publishing. p. 6. ISBN 9781472803054
191. ↑  McPherson 1988, pp. 724–42.
192. ↑  McPherson 1988, pp. 778–79.
193. ↑  McPherson 1988, pp. 773–76.
194. ↑  McPherson 1988, pp. 812–15.
195. ↑  McPherson 1988, pp. 825–30.
196. ↑  McPherson 1988, pp. 846–47.
197. ↑  «Union / Victory! / Peace! / Surrender of General Lee and His Whole Army.». The New York Times. 10 de abril de 1865. p. 1
198. 1 2  «Most Glorious News of the War / Lee Has Surrendered to Grant ! / All Lee's Officers and Men Are Paroled». Savannah Daily Herald. Savannah, Georgia, U.S. 16 de abril de 1865. pp. 1, 4
199. ↑  William Marvel, Lee's Last Retreat: The Flight to Appomattox (2002), pp. 158–81.
200. ↑  Sem saber da rendição de Robert E. Lee, em 16 de abril as últimas grandes batalhas da guerra foram travadas na Batalha de Columbus e na Batalha de West Point.
201. ↑  «Ulysses S. Grant: The Myth of 'Unconditional Surrender' Begins at Fort Donelson». American Battlefield Trust. 17 de abril de 2009. Cópia arquivada em 7 de fevereiro de 2016
202. ↑  Morris, John Wesley (1977). Ghost Towns of Oklahoma (em inglês). [S.l.]: University of Oklahoma Press. p. 68. ISBN 9780806114200
203. ↑  McPherson 1988, p. 851.
204. ↑  McPherson 1988, p. 855.
205. 1 2  James McPherson, Why did the Confederacy Lose?. p. ?.
206. ↑  McPherson 1988, pp. 771–72.
207. ↑  Murray, Bernstein & Knox 1996, p. 235.
208. ↑  HeidlerHeidlerColes 2002, p. 1207–10.
209. ↑  Ward 1990, p. 272.
210. ↑  E. Merton Coulter, The Confederate States of America, 1861–1865 (1950), p. 566.
211. ↑  Richard E. Beringer, Herman Hattaway, Archer Jones and William N. Still Jr, Why the South Lost the Civil War (1991), ch 1.
212. ↑  Wesley, Charles H. (2001) [1937]. The Collapse of the Confederacy. Washington: Associated Publishers. pp. 83–84
213. ↑  Armstead Robinson, Bitter Fruits of Bondage: The Demise of Slavery and the Collapse of the Confederacy, 1861–1865 (University of Virginia Press, 2004)
214. ↑  see Alan Farmer, History Review (2005), No. 52: 15–20.
215. ↑  McPherson 1997, pp. 169–72.
216. ↑  Gallagher 1999, p. 57.
217. ↑  Railroad length is from: Chauncey Depew (ed.), One Hundred Years of American Commerce 1795–1895, p. 111; For other data see: 1860 U.S. Census and Carter, Susan B., ed. The Historical Statistics of the United States: Millennial Edition (5 vols), 2006.
218. ↑  Martis K, enneth C. (1994). The Historical Atlas of the Congresses of the Confederate States of America: 1861–1865. [S.l.]: Simon & Schuster. p. 27. ISBN 978-0-13-389115-7. No início de 1865, os Confederados controlavam um terço de seus distritos congressuais, que eram distribuídos pela população. As principais populações de escravos encontradas na Luisiana, Mississippi, Tennessee e Alabama estavam efetivamente sob controle da União no final de 1864.
219. ↑  Digital History Reader, U.S. Railroad Construction, 1860–1880 Virginia Tech, Retrieved August 21, 2012. "Total Union railroad miles" aggregates existing track reported 1860 @ 21800 plus new construction 1860–1864 @ 5000, plus southern railroads administered by USMRR @ 2300.
220. ↑  Fehrenbacher, Don (2004). «Lincoln's Wartime Leadership: The First Hundred Days». University of Illinois. Journal of the Abraham Lincoln Association. 9 (1). Consultado em 16 de outubro de 2007
221. ↑  McPherson 1988, pp. 382–88.
222. ↑  Don H. Doyle, The Cause of All Nations: An International History of the American Civil War (2014).
223. ↑  Fergus M. Bordewich, "The World Was Watching: America's Civil War slowly came to be seen as part of a global struggle against oppressive privilege", Wall Street Journal (February 7–8, 2015).
224. 1 2 3  Dupont, Brandon; Rosenbloom, Joshua L. (2018). «The Economic Origins of the Postwar Southern Elite». Explorations in Economic History. 68: 119–131. doi:10.1016/j.eeh.2017.09.002
225. 1 2  Hacker, J. David (20 de setembro de 2011). «Recounting the Dead». The New York Times. The New York Times Company. Associated Press. Consultado em 22 de setembro de 2011
226. ↑  McPherson 1988, p. xix.
227. ↑  Vinovskis 1990, p. 7.
228. ↑  Richard Wightman Fox (2008)."National Life After Death". Slate.com.
229. ↑  "U.S. Civil War Prison Camps Claimed Thousands". National Geographic News. July 1, 2003.
230. ↑  Teresa Riordan (8 de março de 2004). «When Necessity Meets Ingenuity: Art of Restoring What's Missing». The New York Times. The New York Times Company. Associated Press. Consultado em 23 de dezembro de 2013
231. 1 2  Herbert Aptheker, "Negro Casualties in the Civil War", The Journal of Negro History, Vol. 32, No. 1. (January 1947).
232. ↑  Professor James Downs. "Sick from Freedom: African-American Illness and Suffering during the Civil War and Reconstruction". January 1, 2012.
233. ↑  Ron Field and Peter Dennis (2013). American Civil War Fortifications (2): Land and Field Fortifications. [S.l.]: Osprey Publishing. p. 4. ISBN 9781472805317
234. ↑  Claudia Goldin, "The economics of emancipation." The Journal of Economic History 33#1 (1973): 66–85.
235. ↑  The Economist, "The Civil War: Finally Passing", April 2, 2011, pp. 23–25.
236. ↑  Foner 1981, p. ?.
237. ↑  Foner 2010, p. 74.
238. ↑  McPherson, pp. 506–8.
239. ↑  McPherson. p. 686.
240. ↑  McPherson 1988, p. 495.
241. ↑  McPherson 1988, pp. 355, 494–96, 495.
242. ↑  McPherson 1988, pp. 831–37.
243. ↑  Winters 1963, p. 237.
244. ↑  McPherson 1988, pp. 791–98.
245. ↑  Lincoln's letter to O. H. Browning, September 22, 1861. O sentimento entre os americanos-alemães foi amplamente anti-escravidão, especialmente entre os Forty-Eighters, resultando em centenas de milhares de americanos-alemães que se voluntariaram para lutar pela União. " Wittke, Carl (1952). «Refugees of Revolution». Philadelphia: University of Pennsylvania press ", Christian B. Keller, "Flying Dutchmen and Drunken Irishmen: The Myths and Realities of Ethnic Civil War Soldiers", Journal of Military History, Vol/ 73, No. 1, January 2009, pp. 117–45; for primary sources see Walter D. Kamphoefner and Wolfgang Helbich, eds, Germans in the Civil War: The Letters They Wrote Home (2006). "Por outro lado, muitos dos imigrantes recentes no Norte viam os escravos libertos como competição por empregos escassos e como a razão pela qual a Guerra Civil estava sendo travada." Baker, Kevin (March 2003). "Violent City", American Heritage. Retrieved July 29, 2010. "Devido em grande parte a essa feroz competição com negros livres por oportunidades de trabalho, os católicos irlandeses pobres e da classe trabalhadora geralmente se opunham à emancipação. Quando o esboço começou no verão de 1863, eles lançaram uma grande rebelião na cidade de Nova Iorque que foi reprimida pelos militares, além de protestos menores em outras cidades." Barnet Schecter, The Devil's Own Work: The Civil War Draft Riots and the Fight to Reconstruct America (2007), ch 6. Muitos católicos do Norte se ofereceram para lutar em 1861, enviando milhares de soldados para a frente e sofrendo baixas baixas, especialmente em Fredericksburg; seu voluntariado caiu depois de 1862.
246. ↑  Baker, Kevin (March 2003). "Violent City", American Heritage. Retrieved July 29, 2010.
247. ↑  McPherson, James, in Gabor S. Boritt, ed. Lincoln, the War President, pp. 52–54.
248. ↑  Oates, Stephen B., Abraham Lincoln: The Man Behind the Myths, p. 106.
249. ↑  "Lincoln Letter to Greeley, August 22, 1862".
250. ↑  Pulling, Sr. Anne Francis. "Images of America: Altoona, 2001, 10.
251. ↑  Lincoln's Letter to A. G. Hodges, April 4, 1864.
252. ↑  Harper, Douglas (2003). «SLAVERY in DELAWARE». Consultado em 16 de outubro de 2007. Cópia arquivada em 16 de outubro de 2007
253. ↑  " James McPherson, The War that Never Goes Away"
254. ↑  Asante & Mazama 2004, p. 82.
255. ↑  Holzer & Gabbard 2007, p. 172–174.
256. ↑  Murray, pp. 155–59.
257. ↑  Hans L. Trefousse, Historical Dictionary of Reconstruction (Greenwood, 1991) covers all the main events and leaders.
258. ↑  Eric Foner's A Short History of Reconstruction (1990) is a brief survey.
259. ↑  C. Vann Woodward, Reunion and Reaction: The Compromise of 1877 and the End of Reconstruction (2nd edn 1991).
260. ↑  «Presidents Who Were Civil War Veterans - Essential Civil War Curriculum»
261. ↑  Joan Waugh and Gary W. Gallagher, eds (2009), Wars within a War: Controversy and Conflict over the American Civil War (University of North Carolina Press).
262. ↑  David W. Blight, Race and Reunion : The Civil War in American Memory (2001).
263. ↑  Steven E. Woodworth (1996). The American Civil War: A Handbook of Literature and Research. [S.l.: s.n.] p. 208. ISBN 9780313290190
264. ↑  Stephen Cushman (2014). Belligerent Muse: Five Northern Writers and How They Shaped Our Understanding of the Civil War. [S.l.: s.n.] pp. 5–6. ISBN 9781469618784
265. ↑  Charles F. Ritter and Jon L. Wakelyn, eds., Leaders of the American Civil War: A Biographical and Historiographical Dictionary (1998) Provide short biographies and valuable historiographical summaries
266. ↑  Wilson Fallin Jr, Uplifting the People: Three Centuries of Black Baptists in Alabama (2007), pp. 52–53.
267. ↑  Fallin, Uplifting the People: Three Centuries of Black Baptists in Alabama (2007), pp. 52–53.
268. ↑  Gaines M. Foster (1988), Ghosts of the Confederacy: Defeat, the Lost Cause and the Emergence of the New South, 1865–1913.
269. ↑  Nolan, Alan T., in Gallagher, Gary W., and Alan T. Nolan, The Myth of the Lost Cause and Civil War history (2000), pp. 12–19.
270. ↑  Nolan, The Myth of the Lost Cause, pp. 28–29.
271. ↑  Charles A. Beard and Mary R. Beard, The Rise of American Civilization (1927), 2:54.
272. ↑  Richard Hofstadter (2012) [1968]. Progressive Historians. [S.l.]: Knopf Doubleday. p. 304. ISBN 9780307809605
273. ↑   Murfreesboro Post, April 27, 2007, "Hazen's Monument a rare, historic treasure." Accessed May 30, 2018.
274. ↑  Timothy B. Smith, "The Golden Age of Battlefield Preservation" (2008; The University of Tennessee Press).
275. ↑   The Washington Post, July 21, 2007, ""Behind the bitter war to preserve Civil War battlefields." Accessed May 30, 2018.
276. ↑   American Battlefield Trust announcement, May 8, 2018. Accessed May 30, 2018.
277. ↑  Bob Zeller, "Fighting the Second Civil War: A History of Battlefield Preservation and the Emergence of the Civil War Trust," (2017: Knox Press)
278. ↑  «Saved Land & Opportunities». American Battlefield Trust (em inglês). Consultado em 1 de dezembro de 2022
279. ↑  Journal, Cameron McWhirter | Photographs by Jarrett Christian for The Wall Street. «Civil War Battlefields Lose Ground as Tourist Draws». WSJ (em inglês). Consultado em 1 de dezembro de 2022
280. ↑  Gary Gallagher, Causes Won, Lost, and Forgotten: How Hollywood and Popular Art Shape What We Know about the Civil War (Univ of North Carolina Press, 2008).
281. ↑  Bailey, Thomas and David Kennedy: The American Pageant, p. 434. 1987
282. ↑  Dome, Steam (1974). «A Civil War Iron Clad Car». The Railway & Locomotive Historical Society. Railroad History. 130 (Spring 1974): 51–53
283. ↑  William Rattle Plum, The Military Telegraph During the Civil War in the United States, ed. Christopher H. Sterling(New York: Arno Press, 1974) vol. 1:63.
284. ↑  Buckley, John (9 de maio de 2006). Air Power in the Age of Total War (em inglês). [S.l.]: Routledge. p. 6,24. ISBN 9781135362751
285. ↑  Sondhaus, Naval Warfare 1815–1914 p. 77.
286. ↑  Keegan, John (20 de outubro de 2009). The American Civil War (em inglês). [S.l.]: Knopf Doubleday Publishing Group. p. 75. ISBN 9780307273147